# 페어리 테일의 등장인물 목록
다음은 페어리 테일의 등장인물 목록이다.

## 정식 길드

### 페어리 테일(Fairy Tail / 요정의 꼬리)
나츠 드래그닐(Natsu Dragneel / ナツ・ドラグニル)본작의 주인공이다.
삐쭉삐쭉거리는 짧은 벚꽃색 머리카락, 날카롭게 솟구친 눈매, 그리고 용의 비늘 문양처럼 생긴 머플러가 특징이다.
사람들에겐 '샐러맨더(火龍)'라고 불리고 있다.
기본적으로 페어리 테일이 일으키는 모든 문제의 근원이며, 늘 나츠가 부수는 건축물의 손해 배상만 해도 천문학적인 액수를 자랑한다. 늘 펄펄 끓어오르고 열정적으로 행동하며 일단 결정하면 앞뒤 안 보고 달려가는 전형적인 다혈질 캐릭터이다. 하지만 전투에서는 냉철한 판단력과 섬세한 센스를 발휘한다.
어렸을 적 화룡(火龍) 이그닐에게 거둬져 이그닐을 아버지처럼 따르면서 유년시절을 보냈지만 777년 7월 7일 어느날 갑자기 이그닐은 나츠가 보는 앞에서 종적을 감추었다. 그 후 어떻게든 이그닐을 찾기 위해 전국을 뒤지던 중 <페어리 테일>에 입단했고 그 후 길드에서 활발히 활동 중이다.
길드 내의 트러블 메이커이면서 또 부수는 것이 취미인 질풍노도의 인물이다. 어렸을 적에 자연에서만 살아서인지, 몇몇 멸룡마도사의 특징으로 탈 것만 탔다 하면 엄청난 멀미 증상을 보이며 움직이지도 못하게 되는 경향이 있지만 생물은 타도 괜찮다("얘는 동료잖아"). 또 일반적인 상식이나 이해력도 살짝 부족한 모양이다. 그리고 루시를 꽤나 아끼는 듯하다. 현재 잠재력이 가장 높은 마도사 중 하나이며 그 잠재력은 언제나 전투를 승리로 이끈다. S급 마도사가 되기 위한 시험을 볼 때 길다트에게 졌지만 길다트가 그 실력을 인정해 1차 시험은 무사히 합격하게 된다. 타르타로스 때 웬디, 가질, 스팅, 로그와 400년 전에 아크놀로기아를 없애기 위해 루시의 선조인 안나 하트필리아와 이클립스를 사용해서 400년 후로 왔다는 것이 밝혀졌다.
- 마법
  - 불의 멸룡마법(火 滅龍魔法)
- 기술
  - 불 섭취: 마력으로 이루어진 불이나 평범한 불 등을 먹어서 자신의 체력과 힘 마력을 회복한다. 단, 자신이 만들어낸 불은 먹지 못한다.
  - 화룡의 포효(火龍 砲哮): 입에서 불꽃을 내뿜는 기술이다.
  - 화룡의 철권(火龍 鐵拳): 주먹에 불꽃을 휘감은 후 공격하는 기술이다.
  - 화룡의 익격(火龍 翼擊): 양팔에 불꽃을 휘감은 후 화염의 추진력으로 하늘을 날아 고속 낙하하면서 공격하는 기술이다.
  - 화룡의 갈고리(火龍 鉤爪): 다리에 불꽃을 휘감은 후 발로 공격하는 기술이다.
  - 화룡의 검각(火龍 劍角): 온 몸에 불꽃을 휘감은 후 돌진하는 기술이다.
  - 화룡의 황염(火龍 煌炎): 양손에 불꽃을 모은 후 두 개의 불꽃을 합쳐 거대한 불꽃을 던지는 기술이다.
  - 화룡의 염주(火龍 炎肘): 양팔에 불꽃을 휘감은 후 팔꿈치에 화력을 모아 내리찍는 기술이다.
  - 화룡의 쇄아(火龍 碎牙): 팔다리에 불꽃을 휘감은 후 날카롭게 휘두르는 기술이다.
  - 멸룡오의: 홍련화룡권(紅蓮火龍拳): 일종의 연속 콤보로, 화룡의 기술 여러개를 콤보 형식으로 공격한다.
  - 용신의 황염(龍神 煌炎): 쟌 크로우와의 대결에서 새롭게 만들어낸 기술이다. 쟌 크로우의 불의 멸신마법은 다른 불처럼 그냥 먹을 수 없어서 자신의 마력을 모두 없애고 멸신마법을 먹었다("먹는데 요령이 필요한 불도 있네"). 그때 사용한 기술로, 불의 멸신마법과 멸룡마법을 합쳐서 '화룡의 황염'처럼 공격한다.
  - 화룡의 악격(火龍 握擊): 상대를 잡은 상태에서 바로 화염을 폭발시키는 기술이다.
  - 염룡왕의 붕권(炎龍皇 崩拳): 나츠가 전쟁의 신 아쿠사츠기를 쓰러뜨릴 때 썼던 기술이다.
  - 감정의 불꽃: 자세한 건 불명이지만 감정에 따라 불꽃의 형태같은 것들이 달라지는 듯하다. 나츠의 경우엔 분노의 감정일 때 최고로 강하다.
  - 드래곤 포스: 에테리온, 제랄의 황금빛 불꽃을 먹고 각성한 나츠의 새로운 힘이자 상대의 마법을 태울 수 있는 멸룡마법의 최종형태이다.
  - 멸룡오의(滅龍奧義): 멸룡마법의 최강기술이자 용을 죽일 수 있다고 전해지는 기술이다.

1. 멸룡오의: 홍련폭염인(紅蓮爆炎刃): 양손에 화룡의 힘을 실어 회전시키며 불의 회오리를 발사하는 기술이다.
2. 시라누이 형태(不知火形) <홍련봉황검>(紅蓮鳳凰劍): 드래곤 포스 상태에서 오라시온 세이스의 길드 마스터 제로에게 사용한 기술이다. 황금빛 불꽃을 몸에 휘감은 후 창 모양으로 변하며 돌진하는 기술로 어찌보면 화룡의 검각의 업그레이드 형태이다.

- - 모드 뇌염룡(Mode 雷炎龍): 그리모어 하트의 길드 마스터 하데스와의 결전에서 렉서스의 번개를 흡수하여 생긴 강력한 힘으로, 화룡과 뇌룡의 힘을 함께 사용할 수 있다. 하지만 자신의 속성이 아닌 다른 속성을 흡수한 부작용으로 움직이지 못하게 된다(나중에는 신경 안쓰고 그냥 한다). 천랑섬 사건 후 돌아온 뒤 실력을 비교하기 위한 맥스와의 싸움에서 렉서스의 번개를 흡수하지 않고 사용할 수 있게 된다. 하지만 힘은 옛날보다 약하다(그래도 조금 작은 산 하나는 날린다). 또한 한번에 엄청난 마력을 방출하게 되므로 사용 후 한동안 마력은 쓸 수 없다.

1. 뇌염룡의 포효(雷炎龍 砲哮): 입에서 불꽃과 번개를 내뿜는 엄청난 파괴력의 기술이다.
2. 뇌염룡의 격철(雷炎龍 擊鐵): 한 주먹에 불꽃과 번개를 휘감은 후 공격하는 기술이다.
3. 멸룡오의 개 - 홍련폭뢰인(滅龍奧義 改 - 紅蓮爆雷刃): 모드 뇌염룡 상태에서 그리모어 하트의 길드 마스터 하데스에게 사용한 기술이다. 한 손에는 화룡의 힘을 나머지 한 손에는 뇌룡의 힘을 실어 회전시키는 기술이다.

- - 모드 흑염룡(Mode 黑炎龍): 일식성령편에서 로키와의 결투에서 로키의 검은불꽃을 먹고 생긴 강력한 힘으로, 약간 검은색이 보이는 불꽃을 사용할 수 있다.

1. 멸룡오의 개 - 칠흑 폭염인(滅龍奧義 改 - 漆黑爆炎刃): 모드 흑염룡 상태에서 로키에게 사용한 기술이다. 검은 불꽃과 붉은 불꽃을 회전시키며 불의 회오리를 발사하는 기술이다.
2. 시라누이 형태(不知火形)(공격형) <칠흑봉황검> >(漆黑鳳凰劍): 모드 흑염룡 상태에서 일식성령이 된 오피우커스에게 사용한 기술이다. 붉은 빛과 검은 빛의 불꽃을 몸에 휘감고 창 모양으로 변하며 돌진하는 기술이다.

성우 - 카키하라 테츠야, MAKO(유년 시절) / 남도형, 이보희(어릴 적)
루시 하트필리아(Lucy Heartfillia / ルーシィ・ハートフィリア)본작의 여주인공이자 화자이다. 활발하고 상식적이며 이해타산적인 성격을 지녔다. 약간 맹한 부분도 있다.
본래 피오레 왕국 제일의 재벌가인 하트필리아 가(家)의 영애지만 늘 사업이나 돈만 생각하고 가족에게는 그 어떤 정도 주지 않는 아버지에게 질린 나머지, 몰래 가출하여 <페어리 테일>에 입단하기 위해 왕국 여기저기를 떠돌고 있었다. 그러던 도중 항구 도시에서 나츠와 해피를 만나 우여곡절 끝에 페어리 테일에 입단한다.
입단한 후 온갖 트러블과 말썽이 일어나는 페어리 테일 분위기에 압도당해 질려하면서도 길드의 분위기를 즐기는 등 상당히 낙천적인 성격이며 성령들을 인격적으로 대하고 진심으로 사랑하며 친구 성령을 위해서라면 자신의 목숨을 아끼지 않을 정도로 희생적이다. 그런 성격으로 인해 블루 페가수스의 카렌 리리카나 오라시온 세이스의 엔젤처럼 성령을 도구처럼 여기고 막 대하는 마도사들에겐 아주 강한 혐오감과 반감을 가지고 있다.
새끼 손가락으로 괴물 고릴라를 쓰러뜨렸다는 둥, 한 군대를 단숨에 전멸시켰다는 등, 코스프레의 여왕이라는 등, 성령인 로키와는 연인 사이라는 등의 어디서 나오는지도 모르는 헛소문 때문에 상당히 마음고생을 심하게 하고 있다.
페어리 테일에 입단한 후, 팬텀 로드 사건 이후 페어리 테일을 진정한 집으로 여기게 된다. 나츠나 그레이, 엘자에 비해선 상당히 실력이 떨어지는 면모를 보이고 있지만, 자신의 마력을 폭발적으로 증강시켜 다수의 성령들을 한꺼번에 불러내거나, 친구 성령인 로키를 위해 성령계의 질서를 뒤바꾸겠다는 말을 일삼아 성령왕을 불러낸다든지, 히비키 덕분에 고위 주문인 <우라노 메트리아>를 사용해 오라시온 세이스의 엔젤을 단숨에 쓰러뜨리는 등 잠재적인 면이 있다.
한때는 아버지를 굉장히 싫어하였으나 몇 번의 만남, 그리고 아버지의 마지막 편지(애니메이션 124화, 만화책 257화 참조)로 인해서 아버지의 마음을 진심으로 이해하게 되었고, 아버지와의 슬픈 과거를 청산하게 되었다.
그레이, 나츠, 엘자 등과 마찬가지로 2번째 근원(second origin)을 해방시킨 덕에 어느 정도 잠재능력이 일깨워졌다.
미래의 루시의 뜻을 받들어서 이클립스의 문을 열게 되지만 갑자기 문을 다시 닫으려 한다. 문을 닫으려 하는 이유는 이클립스가 시간 제어가 되지 않아서 400년 전의 드래곤들이 이클립스를 통해서 나오기 때문이다. 드래곤들이 문을 통해서 나오자, 필사적으로 문을 닫는다.
그래도 7마리의 드래곤들이 이클립스로 들어오게 되었다.
하지만 미래의 루시 일기로 드래곤들과 미래로그를 물리치는데 엄청난 활약을 한다. 그리고 거의 매일 나츠와 같이 다닌다.
길드 재결성 후, 성령의 힘을 자신이 직접 쓰는 일이 가능해졌다.
- 마법
  - 성령 마법(星靈魔法)
- 열쇠
  - 황도 12문

1. . 보병궁(寶甁宮: 물병자리) 아쿠에리아스(Aquarius): 인어의 모습으로 아름답지만 성격은 영 아름답지 못하고 루시를 못마땅해한다. 하지만 남자친구인 스콜피오 앞에서는 순한 양이다. 이후에 만화에서는 루시가 성령왕을 부르기 위해 아쿠에리아스의 열쇠를 부순다. (성우 - 키타무라 에리 / 이미나)
2. . 금우궁(金牛宮: 황소자리) 타우로스(Taurus): 인간 형태의 소의 모습으로 꽤 강하나 무척이나 호색한인 성령이다. (성우 - 세키구치 에이지 / 최낙윤)
3. . 거해궁(巨蟹宮: 게자리) 캔서(Cancer): 이발사 느낌의 성령으로 말끝마다 '새우'소리를 붙인다. (성우 - 시모야마 요시미츠 / 이재범)
4. . 처녀궁(處女宮: 처녀자리) 바르고(Virgo): 언제나 무표정한 얼굴로 있는 메이드의 모습으로 루시를 공주라고 부르며 루시의 옷에 영향이 생기면 성령계의 옷을 가져다준다. 오너가 원하는 모습으로 존재한다. (성우 - 사와시로 미유키 / 이보희)
5. . 인마궁(人馬宮: 사수자리) 사지타리우스(Sagittarius): 말 머리 탈을 쓴 인간의 모습으로써 활의 명수이다. 말끝마다 "모시모시"(여보세요)를 붙인다. (성우 - 카와나베 마사키 / 심규혁)
6. . 사자궁(獅子宮: 사자자리) 레오(Leo): 로키, 황도 12문의 리더이자 가장 강한 성령이다. 래굴루스 라는 빛으로 주먹이나 발을 싸서 공격하거나 빛을 폭발시켜 공격한다.(성우 - 키시오 다이스케 / 박서진)
7. . 쌍자궁(雙子宮: 쌍둥이자리) 제미니(Gemini): 다른 존재를 카피 할 수 있는 성령으로, 웃는 얼굴이 제미이고 찡그린 얼굴이 미니이다. 말끝마다 "삐리삐리"라고 한다.(성우 - 제미: 후지 유키코, 미니: 사토 카나미 / 제미: 조경이, 미니: 김하영)
8. . 백양궁(白羊宮: 양자리) 아리에스(Aries): 귀여운 여자의 모습으로, 맡끝마다 '미안합니다 죄송해요' 소리를 많이 한다. 과거 카렌의 성령이었으며 레오에게 은혜를 입었다.(성우 - 나리타 사야카 / 김성연)
9. . 천갈궁 (天蝎宮: 전갈자리) 스콜피오(Scorpio): 록커같은 모습의 성령으로 아쿠에리아스의 남친이다. 말끝마다 '위아~~' 소리를 해댄다. 공격은 모래를 발사한다.(성우 - 키시오 다이스케 / 서원석)
10. . 마갈궁(磨羯宮: 염소자리) 카프리콘(Capricorn): 양복 입은 염소 모습 성령으로, 과거 그리모어 하트에 있었다.(성우 - 쿠로다 타카야 / 이재범)

- - 그 외의 성령

1. . 시계자리(時界座) - 홀로로기움(Holorogium): (성우 - 카와나베 마사키 / 이경태)
2. . 하프자리(거문고자리 / 絃樂器座) - 리라(Lyra): (성우 - 나카지마 메구미 / 김하영)
3. . 남십자자리(南十字座) - 크룩크스(Crux): (성우 - 키무라 마사후미 / 서원석)
4. . 작은개자리(小犬座) - 니콜라: 푸르(Plue): (성우 - 고토 사오리 / 조경이)
5. . 에리다누스좌(天川座) - 에리다누스(Eridanus): 에토일 플루브(Etoil Fleuve)

- 기술
  - 파도: 아쿠에리아스의 기술로, 아쿠에리아스가 들고 있는 물병에서 도시 하나는 간단히 쓸어버릴 정도의 엄청난 파도를 발사한다. 하지만 루시 본인까지 쓸어버린다는 것이 단점이다.
  - 음모 엑스: 타우로스의 기술로, 들고 있는 도끼를 휘두르면서 공격하는 기술이다. 도끼를 땅에 내리쳐 충격파를 내보내기도 한다.
  - 가위질: 캔서의 기술로, 집게발 형태의 가위로 주변의 모든 것을 깔끔하게 커트하는 기술이다. 상대의 머리칼까지 전부 다 깔끔하게 커트한다.
  - 스피카 홀(Spika Hole): 바르고의 기술로, 주변에 구멍을 파서 땅 속을 움직이거나 상대를 구멍에 빠뜨려 움직임을 봉쇄시키는 기술이다.
  - 양궁: 사지타리우스의 기술로, 백발백중의 명중률과 한 번 쏘면 모든 것을 뚫어버리는 위력을 자랑한다.
  - 사자광요(獅子光曜): 로키의 기술로, 전신에서 눈부신 빛을 방출한다. 빛을 본 상대는 그 눈부신 빛으로 인해 일시적으로 눈이 멀게 된다.
  - 레굴루스 임팩트(Regulus Impact / 獅子王光): 로키의 기술로, 전신에서 빛의 에너지를 모은 다음 그 에너지를 사자의 형상으로 바꾸어 에너지파처럼 쏘는 기술이다.
  - 변신: 제미니의 기술로, 제미니는 약 5분 동안 자신이 본 사람들로 똑같이 변신이 가능하며, 변신한 사람의 마법이나 능력, 신체조건까지 똑같이 시전할 수 있다.
  - 울 봄(Wool Bomb): 아리에스의 기술로, 양손에서 핑크빛의 몽실몽실한 양모들을 발사하는 기술이다. 맞은 상대는 기분 좋게 나가떨어진다.
  - 양털 폭탄(Wool Shot): 아리에스의 기술로, 양모들을 산탄처럼 발사하는 기술이다.
  - 양털 벽(Wool Wall): 아리에스의 기술로, 양모들을 넓게 펼쳐 방어막을 세운다.
  - 샌드 버스터(Sand Buster): 스콜피오의 기술로, 꼬리에서 엄청난 기세의 모래탄을 발사한다.
  - 시계 안으로 들어가기: 홀로로기움은 괘종시계처럼 생겼기 때문에 시계 추가 있는 안쪽으로 들어갈 수 있다.
  - 노래: 릴라의 노래는 천상의 노랫소리라 불릴 만큼 아름답다. 릴라는 다른 사람들이 듣고 싶어하는 음악을 정확히 맞춰 부르는 것도 가능하다.
  - 성령학 검색: 크룩크스는 성령학의 스페셜리스트이기 때문에 성령들에 대한 정보와 계약한 성령 마도사의 정보, 그리고 문의 출입 정보까지 빠짐없이 검색해 알아낼 수 있다. 그래도 성령 자신은 모든 것을 알 수 있지만 오너에게 전부 말해줄 수는 없다. 단, 검색할 땐 코를 골며 자는 것처럼 보이기 때문에 다른 사람들은 검색하는 모습과 자는 모습을 혼동하는 경우가 있다. 루시는 알아볼 수 있다.
  - 무한의 채찍: 무한히 발산되는 물줄기로 이루어진 채찍 성령인 에리다누스좌의 에뜨왈 플루브를 사용해 채찍술을 구사한다. 한 줄기에서 다수의 물줄기가 발산되기도 하며, 이 물줄기는 절대 끊어지지 않는다.
  - 전천 88성 우라노 메트리아(Urano Metria / 星圖史話): 성령 마법은 아니지만 루시가 사용한 마법으로, 오라시온 세이스의 엔젤과의 전투에서 히비키가 아카이브를 통해 초 마법의 지식을 일순간 루시의 머릿속에 다운로드시켜 사용할 수 있게 해주었다. 주문을 외우면 상대 주위에 빛나는 별의 입자가 나타나며 일순간 그것이 대폭발을 일으킨다. 이후 대마투연무에서 자신의 마력으로 발동시키나 레이븐 테일의 오브라에 의해 불발되었다. 번역자의 차이인지 부문번역에는 조금씩 차이는 있으나, 거의 이런 형식과 비슷한 뜻으로 번역되고 있다. '하늘을 가름하고 하늘을 열어 고루고루 모든 별들 그 반짝임으로 하여금 나에게 모습을 보여라 테트라비블로스여, 나는 별들의 지배자 아스펙트는 완전할지니 억센 문을 해방하라 전천 88성 빛나라 우라노메트리아'. 기술 시전 시 마력소모가 심하기 때문에 기술을 쓰고 난 뒤 쓰러져버리는 게 다반사이다.
  - ◎황도십이문.조디악[黃道十二門.(ZODIAC)]: 열려버린 이클립스의 문을 닫기 위해 사용한 기술이다. 유키노와 이 기술을 함께 썼으며 황도 12문이 다 모이면 써진다.
  -  고트프리트(Gott fried): 일식성령편에서 유키노, 히스이 공주, 루시의 마력을 모아 히스이 공주가 사용했던 잊혀진 고대의 초마법이다. 거대한 비취색 빛을 쏘아올리는 마법으로 아직 능력불명이다.
  - 사진부 알데바란: 타우로스와 스콜피온의 합체 기술로, 타우로스가 들고 있는 도끼로 스콜피온의 모래를 흡수해서 내려치면 모래 목풍이 일어나는 기술이다.
  - 성령왕 소환: 성령 3체 동시개문에 성공한 성령마도사만이 쓸 수 있는 기술로, 성령계의 최강의 성령인 성령왕을 소환할 수 있다. 단, 대체 소환이므로 금색 열쇠 중 하나를 부수어야 성령왕을 불러낼 수 있다. 하지만 금 열쇠라고 다 되는 것이 아닌 오랜 시간동안 신뢰가 쌓인 성령만 되기 때문에 루시는 아쿠에리아스의 열쇠로 성령왕을 소환한다.

성우 - 히라노 아야 / 서유리 / 체라미 리
해피(Happy / ハッピー)나츠의 파트너로, 말하고 날개 달린 파란 고양이(엑시드)이다.
늘 아이~! 라는 대사와 허를 찌르는 것 같은 날카로우면서도 어눌한 말투, 그리고 상대방을 적당히 놀리면서도 개그 포인트를 집는 특이한 어투가 인상적이다.
의외로 많은 마법에 대해서 해박한 지식을 갖고 있어서 새로 나온 마법의 설명을 도맡아 한다.
본래 나츠가 주운 알에서 태어난 고양이이며, 행복을 부르는 파랑새같다고 하여 나츠가 '해피'라고 이름 붙였다.
페어리 테일의 마스코트이자 동시에 분위기 메이커이다. 후에 웬디의 파트너 고양이인 샤를을 짝사랑하게 된다.
본래 엑스탈리아의 여왕 샤고트가 예언한 엑스탈리아의 붕괴에 대비하기 위해 엑스탈리아 왕국에서 멸룡마도사 말살이라는 가짜작전으로 어스랜드로 대피시킨 엑시드 중에 한 명이다. 후에 에도라스 왕의 계략으로 인해 지구의 페어리 테일이 에도라스로 흘러들어갔을 때 자신이 누군지 알게 된다.
- 마법
  - 날개 마법 <ERA>(에라)

성우 - 쿠기미야 리에 / 이재현
그레이 풀버스터(Gray Fullbuster / グレイ・フルバスター)
불의 마도사인 나츠와는 달리 그레이는 얼음의 마도사이다. 현재는 "얼음의 데빌슬레이어"이다. 늘 나츠와는 번번이 치고 박고 싸우며, 둘이 같이 붙어 있으면 절대로 가만히 있지 못하고 시비를 건다.
과거에 스승인 울에게 얼음 조형 마법을 배울 때 울이 가르친 얼음과 하나가 되는 법을 배우던 도중, 그 교육방법이 몸에 배는 바람에 지금도 간간이 옷을 벗는다(하지만 자신은 인지하지 못해 항상 누군가가 옷 입으라고 얘기해줘야 한다). 같은 동료끼리도 늘 다투지만 의리파인지라 동료를 걱정하거나 챙겨주려는 면도 보이며, 나츠랑은 늘 앙숙이면서도 은근 죽이 잘 맞는다.
어렸을 적 제레프의 악마인 데리오라에 의해 마을이 절멸당하고 부모님이 돌아가셨기 때문에 데리오라를 죽여 복수하려는 일념으로 자신을 구해준 울의 밑으로 들어가 울의 제자 리온과 같이 수련을 하기 시작했다. 어느 날 데리오라가 북서쪽 산맥 지방에 나타났다는 소식을 들은 그레이는 울의 만류에도 불구하고 데리오라를 처치하러 나섰고 그 결과는 대 참패였다. 죽을 위기에 처한 그레이를 구해준 울은 그레이를 지키기 위해 자신의 목숨을 희생해 데리오라를 "아이스드 셸(절대빙결)" 마법으로 봉인한다. 그레이는 그 뒤로 마음 속 깊은 곳에서 계속 죄책감을 느끼게 된다.
가루나 섬에서 어렸을 적 동기인 리온을 만난 그레이는 그 싸움에서 과거의 모든 어둠을 청산하고 리온은 라미아 스케일에 입단하게 된다. 나중에 천랑섬에서 S급 마도사 시험 도중 울의 딸인 울티아와 조우한다. 그레이는 울이 자신의 어둠을 봉했듯 자신도 울티아의 어둠을 봉하기 위해 싸운다. 하지만 그 중 바다에 빠진 울티아가 울의 기억을 보고 원래 진실된 기억을 찾고 엄마에 대한 오해와 증오를 푼다. 그리고 후에 타르타로스와의 전투에서 실버(타르타로스 구귀문중에 네크로멘서가 살린 아버지)에게 얼음의 멸마마법을 이어 받는다. 그후 타로타로스 멤버 구귀문의 탬패스더를 리타이어시킨다. 명왕과 싸우고 있는 쌍룡과 나츠의 목도리를 주며 자신을 데빌슬레이어라 소개하며 명부의 감옥의 꽃과 함께 명왕 마르드길의 팔 전체를 얼려버리며 등장한다. 이후 나츠와 함께 명왕을 리타이어시킨다. end의 책을 가지고 나츠와 싸울 뻔했으나 제레프가 나타나 책을 강제 압수, 페어리테일 길드가 해체되며 제레프를 신봉하는 길드 아바타르에 흑화 모습으로 다시 등장하게 된다.
- 마법
  - 얼음의 조형마법 <아이스 메이크>(氷 造型魔法 <Ice Make>)
    - 얼음의 멸악마법(氷 滅惡魔法) <실버에게 이어 받았다.>
- 기술
  - 조형(造型)

1. . 아이스 메이크 - 실드(Shild: 방패): 마치 꽃처럼 넓게 펴진 얼음의 실드를 펼치는 기술이다.
2. . 아이스 메이크 - 랜스(Lance: 창): 얼음의 창을 미사일처럼 다수로 발사하는 기술이다.
3. . 아이스 메이크 - 플로어(Floor: 마루): 주변 일대의 땅을 얼려, 적이 얼음판에 의해 미끄러지게 하는 기술이다.
4. . 아이스 메이크 - 해머(Hammer: 망치): 거대 얼음 망치를 공중에서 만들어내 내리찍는 기술이다.
5. . 아이스 메이크 - 프리즌(Prison: 감옥): 정교하게 만든 얼음의 감옥으로 상대를 가두는 기술이다.
6. . 아이스 메이크 - 배틀 엑스(Battle Axe: 전투 도끼): 얼음의 거대 도끼를 무차별적으로 휘두르는 기술이다.
7. . 아이스 메이크 - 캐슬(Rampart: 성벽): 얼음 수정처럼 삐죽삐죽한 벽을 세워 상대의 접근을 막는 기술이다.
8. . 아이스 메이크 - 데스 사이즈(Death Scythe: 죽음의 낫): 짙고 어두운 광채를 띤 얼음의 낫으로 공격하는 기술이다.
9. . 아이스 메이크 - 비조(飛鳥: 비상하는 새): 양손에서 얼음 사슬을 발사해 주변 물체에 고정하고 그대로 공중으로 날아오르는 기술이다.
10. . 아이스 메이크 - 스테어스(Stairs: 계단): 얼음으로 만든 계단을 만들어 높은 곳으로 올라가는 기술이다.
11. . 아이스 메이크 - 궁니르(궁그닐)(Gungnir: 신의 창): 양손을 모아 거대한 얼음 창을 만든 후 적에게 날려 얼려버리고 얼음을 부셔버리는 기술이다.
12. . 아이스 메이크 - 너클(Knuckle: 주먹): 일정 땅을 얼린 후 얼음판에서 얼음의 주먹을 난사하는 기술이다.
13. . 아이스 메이크 - 운디네/피쉬넷 (Undine: 물의 정령(요정)): 운디네의 냉기를 뿜어 적을 얼리는 기술이다.
14. . 아이스 메이크 - 소서(Saucer: 접시): 얼음으로 만들어진 원모양이 가속으로 회전하면서 적을 공격하는 기술이다.
15. . 아이스 메이크 - 카이트(Kite: 연): 얼음으로 연 모양을 만들어 위에 타 공중을 나는 기술이다.
16. . 아이스 메이크 - 씨(Sea: 바다): 바다 전체를 얼음으로 얼리는 기술이다.
17. . 아이스 메이크 - 샷건(Shot Gun: 산탄총): 얼음의 산탄총으로 적을 쏘는 공격기술이다.

- - 특수기

1. . 아이스 게이저(氷欠泉) - 상대의 마법이나 기술을 통째로 받은 채 기술과 상대를 세트로 광범위 하게 얼려버리는 기술이다.
2. . 아이스 캐논(氷雪砲) - 얼음 대포를 만든 후 거대 사이즈의 얼음 포탄을 발사하는 기술이다.
3. . 빙인. 칠연무(氷刃. 七蓮舞) - 왼손과 오른쪽 팔꿈치 오른쪽 다리와 왼쪽 무릎에 각각 얼음의 칼날을 만든 뒤 상대에게 돌진해 순식간에 7번을 연속으로 베는 기술이다.
4. . 슈퍼 프리즈 애로우(超氷射弓) - 마력을 양 손에 집중시킨 다음 아주 강력한 얼음의 화살을 발사하는 기술이다. 파워도 파워지만 그 스피드와 공격범위 그리고 먼 곳에 있는 상대까지 정확하게 맞추는 정확도가 무기이다(활의 정확성은 그레이의 순수한 실력인듯).
5. . 빙성검 - 콜드 엑스칼리버(氷聖劍) - 손에서 거대한 얼음의 검을 사용해 상대를 일격에 베어버리는 기술이다.
6. . 빙마검 - 아이스 브링거(氷魔劍) - 얼음의 칼로 상대를 X자로 교차시켜 베는 기술로, 베는 곳에 얼음이 생긴다.
7. . 아이스드 셸/절대빙결(絕對氷結) - 얼음 계열 최강의 마법이자 금지된 마법이다. 술사의 몸을 대가로 술사의 신체를 영원히 녹지 않는 봉인의 얼음으로 바꿔 지정한 대상을 영원히 얼음속에 봉인해버리는 금단의 마법이다. 아이스 셀의 해동은 오직 문 드립의 마력으로만 가능하다.
8. . 언리미티드(일세난무): 자신의 한계를 돌파하여 셀 수 없을 만큼의 얼음의 검을 만들어 공격한다. 루퍼스를 쓰러뜨릴 때 사용하였다.

- - 데빌슬레이어 기술

1. . 빙마의 파장 - 넒은 지역을 한방에 얼려버리는 기술 아버지인 실버 역시 태양의 마을을 얼려버리는데 사용했다 명왕 마르드길의 "쏜즈"와 명계의 감옥의 꽃을 순식간에 얼려버렸다 구귀문 질풍의 템페스터의 회오리기술을 한손짓에 얼려버린다.
2. . 빙마의 눈 : 빙마의 눈으로 상대방의 상태를 한번에 알아 볼 수 있는 기술이다.
3. . 빙마의 영장검 : 타로타로스의 템페우스에게 사용했던 기술 빙마의 힘이 담겨져있는 검을 생성해 사용하는 기술이다.
4. . 빙마의 파궁 : 나츠에게 봉황검을 맞은 명왕 마그드길에게 쐈다. 마르드길을 한방에 리타이어 시킨다.
5. . 빙마의 격앙 : 드래곤 슬레이어의 ~ 표호 ! 갓슬레이어의~ 노호!처럼 입으로 강력한 빙마의 브레스를 쏘는 기술이다.
6. . 데빌슬레이어 데빌포스 : 드레곤 슬레이어의 드래곤 포스처럼 데빌슬레어의 힘을 끌어내는 기술 현재 몸의 절반만 가능하다.
7. 아이스 메이크 실버 : 넓고 거대한 대규모 지역을 순식간에 얼려버리는 기술
8. 빙절신의 : 모든 걸 얼려버리는 마계의 얼음사용자인 잉벨의 기술을 배낀 기술이다.
9. 빙마 제로의 파권 : 양두손에 빙절신의 장갑을 장착하고 연타를 날리는 기술이다.
10. 로스트매직 로스트속성 : 본인의 마력 + 수백배 이상의 위력을 발휘하는 궁극의 마력이다. 다만 사용시 본인을 자신을 다른사람의 기억에서 지워버리고 본인조차 지워버리는 위험한 기술이다.

- - 유니슨 레이드(Unison Raid): 합체 마법

1. . Unison Raid!: 쥬비아와 함께쓴 유니즌 레이드. 물기둥과 얼음의벽을 만든 후 하늘에서 고드름의 비를내린다.
2. . 워터네뷸라, 아이스 게이저: 쥬비아와의 합동공격 물과얼음의 폭풍으로 적을 날려버린다.(쥬비아의 워터네뷸라를 얼려서 공격하기도 한다.)

성우 - 나카무라 유이치, 키타무라 에리(어릴 적) / 이동훈, 이미나(어릴 적)
엘자 스칼렛(Erza Scarlet / エルザ・スカーレット)페어리 테일 최강의 여 마도사아자, 7대 길드 마스터
별칭은 "요정여왕 <티타니아>".
우직하고 건설적이며 성실하고 올곧다. 든든하면서도 믿음직스럽고 또 리더십이 있기 때문에 웬만한 남자 멤버들 여럿 몫까지 직접 해내는 행동대장이자 페어리 테일의 군기반장. 엘자에게 혼이 나거나 사랑의 매(?)를 맞은 멤버들은 끽 소리 하나 없이 엘자에게 복종하며, 엘자 본인의 힘이나 마법 또한 굉장히 강력하기 때문에 차기 페어리 테일 마스터 후보로 주목받고 있다.
늘 갑옷을 입고 있어서 '갑옷의 마도사'라는 별칭이 또 하나 더 있으며 갑옷 덕분에 더욱더 무섭고 위풍당당한 이미지가 돋보인다. 하지만 본심은 여리디 여리고 혼자 있는 것을 죽는 것보다 싫어할 정도로 외로움을 많이 탄다.(사실 갑옷에 자신을 가둔다고한다)
과거에 R 시스템의 부활을 위해 노예로 혹사당한 과거가 있으며 그 때 탈출을 하려다가 들켜 고문당해 왼쪽 눈이 아주 처참하게 파였다. 게다가 혁명을 일으킬 때에 거짓 제레프의 영혼에 매료된 친구 제랄의 배신으로 인해 엘자는 더욱더 마음에 큰 상처를 입고, 그 때부터 엘자는 극심한 타인 기피증에 시달리게 된다. 하지만 점점 더 페어리 테일에 마음을 열게 되고 결국은 페어리 테일의 든든한 기둥으로 자리매김한다.
페어리 테일에 들어온 이후 왼쪽 눈을 대신해 마법의안을 수술받음
후에 낙원의 탑에서 나츠 일행과 같이 제랄을 쓰러뜨리고 과거의 모든 어둠을 청산한다.
좋아하는 것은 딸기 생크림 케이크와 치즈 케이크. 케이크를 부순자(밟거나 버리거나 떨어뜨린자)는 용서하지 않는다.
438화에서 재건된 페어리테일의 길드 마스터가 된다.
- 마법
  - 무장 변환 마법(더 나이트) <The Knight>: 본래 무장 변환 마법은 이공간에 저장한 무기등을 자신이 있는 장소로 소환해 사용하는 마법이지만 엘자는 다양한 마법 효과를 지닌 마법의 갑옷도 소환해 변환이 가능하다. 참고로 이 마법으로 갑옷뿐만이 아니라 파자마, 공사판 작업복, 바니 걸, 발레리나 복등 갑옷외 다양한 의상 체인지도 가능하다.
- 갑옷
  - 천륜(天輪)의 갑옷 - 전체적으로 순백과 은으로 디자인한 갑옷에 등에는 순은으로 만들어진 4매의 날개가 존재. 갑옷은 전체적으로 창살 비슷한 갑주로 제작되었으며 하반신은 부드럽고 가벼운 천으로 만든 순백의 치마로 장식되어 있다. 엘자가 주로 사용하는 갑옷이며, 이 갑옷은 마법으로 불러낸 무기를 최대 200개까지 조종이 가능하게 해 준다.
  - 흑우(黑羽)의 갑옷 - 칠흑의 강철로 제작되었으며 전체적으로 날렵하고 단단한 이미지가 강한 갑옷, 등 뒤에는 검은 날개가 있는데 Ver. 1때는 익룡의 날개처럼 검은 날갯죽지에 화이트 핑크색의 날개살이 있었지만 Ver. 2때는 날개 전체가 검은 깃털로 뒤덮이도록 업그레이드 되었다. 이 갑옷은 엘자가 날리는 하나하나의 일격의 파괴력을 증강시키는 공격성 갑옷이다.
  - 염제(炎帝)의 갑옷 - 진홍빛 원석으로 제작되었으며 가슴부분은 황금색의 불꽃 문양이 박혀있다. 다리의 갑주는 마치 드래곤처럼 날카로운 발톱이 달려 있으며 등 뒤에는 붉은색 바탕의 검은 깃털이 달린 날개가 달려 있다. 이 갑옷은 내화능력의 갑옷으로 엘자가 받는 화염 계열 공격의 데미지를 줄여준다.
  - 거인(巨人)의 갑옷 - 노란색 황옥을 바탕으로 디자인하였으며, 갑옷은 노란색 바탕에 선명한 파란색 줄무늬가 그어져 있다. 어깨의 갑주와 상반신의 갑주의 연결부분, 그리고 무릎부분의 갑주사이에 풍성한 털이 장식되어 있으며 머리에는 같은 노란색 바탕에 파란 줄무늬의 고양이 귀 비스무리한 투구가 생긴다. 이 갑옷은 던진 무기의 투척력을 월등히 증강시킨다.
  - 금강(金剛)의 갑옷 - 말 그대로 금강석, 즉 다이아몬드로 제작되었으며 원작과 애니메이션의 디자인이 다르다. 원작에서는 마치 아르마딜로를 연상시키는 투박한 디자인이었지만 애니메이션에서는 보다 화려하게 각색하여 다이아몬드로 제작한 뿔과 팔에 달린 거대한 다이아몬드의 방패를 추가시켰다. 이 갑옷의 능력은 말 그대로 절대방어, 웬만한 마법 공격은 전부 다 흠집 없이 막아내는 것이 가능하다.
  - 뇌제(雷帝)의 갑옷 - 연한 옥색을 바탕으로 제작되었으며 하반신에는 두꺼운 솜 장식이 달린 어릿광대의 망토 비스무리한 살구색의 망토가 달려있고 전신이 옥빛의 갑주로 둘러싸여 있으며 이 때 엘자는 뇌신의 북 비슷하게 생긴 창을 들게 된다. 머리에도 솜 장식이 달린 머리띠를 착용하게 된다. 이 갑옷의 내전능력의 갑옷으로 엘자가 받는 번개 계열 공격의 데미지를 줄여준다.
  - 비상(飛翔)의 갑옷 - 치타를 연상시키는 형태의 갑옷. 다른 갑옷들과는 달리 내구성이 조금 떨어지는 듯 하다. 이 갑옷은 엘자의 육체 스피드를 월등히 증강시켜주는 신속의 갑옷이다.
  - 유원(悠遠)의 갑옷 - 화사한 연분홍색 벚꽃무늬가 새겨진 전통 스타일의 보라색 갑옷, 갑옷이라기보다는 옛날 시대에 입었던 장속 비스무리하게 생겼으며 엘자는 이 갑옷으로 변환했을 때 전통적인 디자인의 창 한 자루를 세트로 쥐고 있다. 이 갑옷은 끝이 없을 정도로 늘어나는 신축성 최강의 갑옷이다.
  - 연옥(煉獄)의 갑옷 - 칠흑같은 검정빛깔에 갑옷 여기저기에 칙칙한 회색 뿔이 잔뜩 달린 섬뜩한 형태의 갑옷, 공격력이나 파괴력은 엘자의 갑옷 중에서도 톱을 자랑하는 백병전용의 강력한 갑옷이며 이 갑옷과 세트로 뿔 달린 거대 몽둥이가 있다. 이 갑옷의 능력은 아직 불명.
  - 요정(妖精)의 갑옷 - 엘자가 에도라스에서 또 다른 엘자와 전투할 때 변환했던 갑옷으로 풀네임은 아르마듀라 페어리 요정의 갑옷으로, 자세한 설명은 나오지 않았으나 길드의 이름을 딴 것을 보아할 때 엘자의 최강의 갑옷 중 하나인 것으로 추정된다. 간편한 디자인으로 실용성으로 중시했으며 갑옷 여기저기에 요정의 날개 장식이 달려 있다. 능력은 불명.
  - 해왕(海帝)의 갑옷 - S클래스 마도사 승급시험에서 쥬비아, 리사나 팀과 전투할 때 엘자가 착용한 갑옷, 염제의 갑옷이나 뇌제의 갑옷처럼 이 갑옷은 물 속성 공격의 데미지를 줄여준다. 여러개의 물갈퀴 장식이 달려 있으며 전체적으로 약간 인어여왕 비스무리한 분위기가 특징.
  - 유혹(誘惑)의 갑옷 - 아즈마와 싸우던 도중, 잠깐 엘자가 생각해낸 갑옷. 이성의 마음을 매혹시켜 유혹하는 효능이 있는 모양.
  - 명성(明星)의 갑옷 - 엘자가 에도라스에서 또 다른 엘자와 싸울 때 사용한 갑옷, 어깨와 허벅지 부분에 커다란 금빛의 날개 장식이 달려 있으며 기본적으로는 그닥 무장이 덜한 갑옷, 움직임을 가볍게 하기에 용이한 갑옷.
  - 천일신(天一神)의 갑옷 - 엘자가 세컨드 오리진의 의한 갑옷으로 대마투 연투부터 나왔고, 원래 이 갑옷을 착용할시 마력소모 가 심해서 그 갑옷을 장비한자가 10년 동안 없었다는 전설이 있고,이 갑옷을 입는 자는 천하무쌍의 검이 된다는 전설이 있다. 마법을 벨수도 있는 갑옷. 그걸 착용해 미네르바 올랜드를 물리쳤다.
- 그 외 기타 복장
  - 파자마 - 핑크색 바탕에 파란 곰돌이 무늬가 있는 엘자의 전용 파자마.
  - 바니 걸 의상 - 엘자 본인이 귀여워서 소장하고 있다는 바니 걸 의상.
  - 공사판 작업복 - 팬텀 로드의 습격으로 인해 길드가 박살난 후 다시 재건하기 위해 공사반장을 맡은 엘자가 변환했던 복장.
  - 장속 - 낙원의 탑에서 이카루가와 전투를 벌일 때 착용했던 장속, 하카마 형태를 하고 있으며 가슴에는 붕대를 매고 있다. 하카마 하의는 붉은 바탕에 주황색과 노란색의 타오르는 불꽃 무늬가 새겨져 있다.
  - 캣 우먼 의상 - 페어리 테일 번외편에서 엘자가 착용.
  - '수영복 - 해피와 영혼이 뒤바뀌었을 때 해피의 영혼이 있는 엘자가 착용.
  - '바니걸 복장 - 번외편 레이브 콜라보 등에서 착용한 복장이다.

그 외에도 많다.
- 기술
  - 천륜. 검의 고리(天輪. 循環劍 / Circle Sword) - 천륜의 갑옷을 장착했을 때의 기술, 10자루의 검을 원형으로 고속회전시켜 방어와 동시에 공격을 하는 기술.
  - 천륜. 요란의 검(天輪. 繚亂劍 / Bluemenblatt) - 천륜의 갑옷을 장착했을 때의 기술, 마치 꽃잎이 바람에 날려 화려하게 춤을 추듯 엄청난 스피드와 파워로 적을 수백번 이상 베는 기술.
  - 천륜. 삼위의 검(天輪. 三位劍 / Trinity Sword) - 천륜의 갑옷을 장착했을 때의 기술, 상대에게 치명타를 입힐 정도의 강한 일격을 3번 날리는 기술.
  - 명성. 광립자의 검(明星. 光粒子劍 / Photon Slicer) - 명성의 갑옷을 장착했을 때의 기술, 빛나는 참격을 날린다. 이 참격은 상대를 벤 순간 마력을 폭발시켜 상대를 폭파시킨다.
  - 천륜. 오망성의 검(天輪. 五芒星劍 / Pentacle Sword) - 천륜의 갑옷을 장착했을 때의 기술, 강력한 힘을 지닌 5자루의 검으로 상대를 오망성 형태의 참격을 날리며 벤다.
  - 파사의 창(破邪槍) - 악의 기운을 무찌르는 신성한 힘이 담긴 장창, 거인의 갑옷과 한 세트이다.
  - 불의 검(火炎劍) - 염제의 갑옷을 장착했을 때의 기술, 화염의 힘이 깃든 마법검으로 검격과 동시에 화염 공격을 날린다.
  - 요도. 홍앵(붉은 폭군)(妖精. 紅櫻) - 장속을 장착했을 때의 기술, 보통 갑옷을 입으면 엘자의 마력의 전반이 방어로 넘어가기 때문에 공격력은 자연스럽게 약해지지만 장속 차림일 경우, 갑옷이 없으므로 엘자의 마력을 들고 있는 무기에 자연스럽게 집중된다. 이로 인해 자신의 마력을 담은 혼신의 일격을 먹이는 게 가능. 이 기술로 일곱 권속의 야지마를 쓰러트렀다
  - 흑우. 월섬(黑羽. 月閃) - 흑우의 갑옷을 장착했을 때의 기술, 들고 있는 검에 모든 공격력을 실어 벤다.
  - 천일신 성채 (天一神(なかがみ)・星彩) - 천일신의 갑옷을 장착했을때의 기술. 공간마법 사용자인 미네르바를 이공격으로 순식간에 넉다운 시켰다.

성우 - 오오하라 사야카 / 이지현 / 콜린 클린켄베어드
마카로프 드레아(Macarov Dreyar)<페어리 테일>의 길드 마스터, 88세.
페어리 테일의 3대, 6대, 8대 마스터
늘 문제와 테러, 말썽만 일으키는 골칫덩이 페어리 테일 멤버들 때문에 늘 평의회의 요주대상이 되고 있다. 하지만 그럴수록 마카로프는 노련하고 태연자약하게 무시하곤 한다.
길드의 모든 멤버들을 자신의 자식처럼 아끼고 사랑하며 길드 멤버들에게 무슨 일이라도 생기면 매우 격노한다. 멤버들을 포함한 다른 마도사들은 이 현상을 "거인의 역린"이라고 표현한다.
철부지에 늘 놀기 좋아하는 할아버지처럼 보이지만 그 실력은 평의회가 인정한 대륙에서 가장 뛰어난 마도사 10인을 이르는 말인 <성십대마도>라는 칭호를 받을 정도로 엄청나다.
- 마법
  - 거인 마법 <자이언트>: 자신의 육체를 거인처럼 크게 키워서 공격하는 마법, 마카로프의 키가 굉장히 작기 때문에 이 마법은 굉장히 유용하게 쓰인다.
  - 그 외의 여러 가지 다양한 마법: 4원소 마법과 자연 마법은 물론 그 외의 여러 공격, 방어, 치유 마법의 대가.
- 기술
  - 격투: <자이언트> 마법을 이용해 주위에 있는 모든 것을 쓸어버리는 기술
  - 페어리 로(Fairy Law / 요정의 법칙): 마카로프의 필살기이자 아주 오래전에 잊혀진 "잃어버린 마법". 눈부시게 빛나는 요정의 빛이 순식간에 퍼져나가면서 공격대상을 소멸시킨다. 술사가 적으로 인식한 것은 전부 다 공격대상으로 들어가며 일단 공격대상으로 찍힌 모든 것은 전부 다 소멸된다. 단 적으로 인식한 대상은 완전히 적으로 인식하지 않으면 발동되지 않는다.

성우 - 츠지 신파치 / 유해무(1기, 4기 이후), 황원(2기 ~ 3기)
미라젠 스트라우스(Mirajane Strauss)<페어리 테일>의 간판 스타이자 만인의 아이돌, 페어리 테일에선 카운터 담당, 무대 담당, 아이콘 등등 센터 역할을 맡고 있으며 빼어나게 아름다운 외모로 인해, 최고의 인기를 누리는 마도사 잡지인 <주간 소서러>의 표지모델에도 발탁되어 활동을 한 적이 있다.
상냥하고 싹싹하고 약간의 백치미가 매력포인트이며 요리솜씨도 훌륭하기 때문에 페어리 테일의 모든 음식 메뉴는 그녀의 손에서 탄생한다고 해도 과언이 아니다.단 그림 실력과 필체에서만은 영 실력을 못내고 누군가 불만을 내비치면 바로 울어버린다.
본래 前 S급 마도사이자 페어리 테일 최강의 여 마도사 후보였지만 막내동생인 리사나의 죽음으로 인한 쇼크로 자신이 가지고 있던 모든 마법이 약화되어 지금은 거의 아무 힘도 낼 수 없다고 한다. 한창 실력발휘를 하던 시절에는 굉장히 난폭하고 무서운 날라리 스타일이었으며 당시엔 나츠와 그레이의 사이처럼 엘자와 무지 싸웠다. 그 무서움과 강력함으로 인해 멤버들을 포함한 타인들은 그녀를 "마인"(魔人)이라고 불렀었다.
배틀 오브 페어리 테일에서 프리드가 엘프먼을 사멸(死滅)시키려하자 쇼크로 인한 각성으로 인해 사탄 소울 모드 부활에 성공, 후에는 사탄 소울을 자유자재로 사용할 수 있게 되어 S클래스 마도사로 다시 복직했으나 의뢰를 맡지 않고 전처럼 계속 카운터를 맡는듯하다.
- 마법
  - 드림 노크(Dream Knock / 垂眠魔法): 미스트건의 드림노크보다는 약하지만 이기술을 쓰게되면 상대방을 잠들게 할 수 있다.
  - 변신 마법(變身魔法): 여러 사람의 모습은 물론 개, 고양이, 화분, 액자 등의 온갖 만물로 변신이 가능하다.
  - 테이크 오버: 말그대로 이 테이크오버 마법으로 악마의 힘들을 흡수할 수 있다.구귀문의 회복장소인 헬즈코어를 이마법으로 파괴시키고, 세이라와의 고전중 그녀의 마법인 매크로(상대방을 조종할 수 있는마법)를 흡수해 이김.
  - 테이크 오버 마법 <사탄 소울>(接受 <Satan Soul>): 미라젠에게 "마인"(魔人)이라는 칭호를 안겨준 강력한 마법, 말 그대로 악마를 자신의 몸에 접수시켜 싸우는 마법이다. 이 모드에서는 거의 마그놀리아의 강 전체를 끌어올릴 정도로 마력이 올라간다.
  - 테이크 오버 마법 <마인 미라젠 슈트리>(魔人 Mirajane SITRI): 미라젠이 제니와의 결투에서 사용한 마법.(미라젠이 변신한 마법중에 최강이라고 한다) 솔로몬 72대 악마중에 12번째 악마. 이 마법으로 제니를 1초 안에 넉다운시킴.
  - 테이크 오버 마법 〈마인 할파스〉(魔人 Halpaseu): 미라젠이 사탄소울을 사용할 수 없게 되자 사용한 마법. 솔로몬 72대악마중에 38번째 악마.사탄소울을 훨씬 뛰어넘는 마법이며,마스터에게 사용을 금지당한 마법이기도 한데 그 이유는 때지!(또는 떽)이라는 말을 하기 위해 마을 전체를 부셨기 때문이라고 한다.
- 기술
  - 속도: 사탄소울 모드때 속도가 엄청나게 올라간다. 엄청나게 빠른레이서도 마인할파스로 따라잡음.
  - 폭력: 한창 활동할 적에 나츠와 그레이를 한 방에 날려버릴 정도로 강력한 폭력.
  - 격투술: 사탄 소울 모드에서 엘자와 맞먹을 정도로 엄청난 위력의 격투술.
  - 다크니스 스트림(Darkness Stream / 暗流): 애니메이션 오리지널 기술, 한 손에서 어둠의 손들을 대량으로 소환해 상대에게 발사한다. 그 손들은 상대를 잡아 으깰 때까지 절대로 멈추지 않는다.
  - 이블 스파크(Evil Spark / 魔雷): 애니메이션 오리지널 기술, 양 손에서 악마의 번개를 발사하는 기술.
  - 이블 엑스플로션(Evil Explosion / 魔爆): 자신의 마력을 발산해 주위의 기물들을 자신에게 휘감아 발사하는 기술, 프리드에 의해 강물에 내던져졌을 때 이 기술로 강물을 죄다 휘감아 프리드에게 날려보냈었다. 본래 원작에서는 이름이 없었지만 애니메이션에서 이름을 붙였다.
  - 소울 엑스팅터(Soul Extincter / 魂 絶滅): 칠흑같이 검은 악마의 구를 양 손에 모은 다음, 그 구에서 악마의 에너지 파를 발사하는 기술, 주변 일대를 전부 다 쓸어버리는 엄청난 위력을 지녔다. 이 기술 역시 원작엔 이름이 없었다가 애니메이션에서 이름을 붙였다.
  - 디몬 블래스트(Demon Blast / 惡魔爆烈破): 애니메이션 오리지널 기술, 전체적으로 보면 소울 익스틴터와 비슷하지만 이건 연속발사형.

성우 - 오노 료코 / 조경이
엘프먼 스트라우스(Elfman Strauss)페어리 테일의 남성 멤버, 미라젠의 남동생이자 리사나의 오빠.
우람한 덩치에 험상궂게 생긴 얼굴, 그리고 늘 붙이는 "사나이"라는 멘트가 특징인 짐승같은 이미지가 풍기는 남자.
남자다움을 중요하게 여기며 강한 남자가 되는 것을 목표로 한다. 하지만 예전엔 수줍음 많고 소심한 아이였으며 지금도 울음이 많고 자상한 성격이 남아 있다. 즉 지금의 미라젠의 성격 그대로인셈. 또 작고 귀여운 동물들을 좋아하는데다가 취미는 요리.
- 마법
  - 테이크 오버 마법 <비스트 소울>: 괴수를 자신의 몸에 접수시켜 싸우는 마법, 전신 테이크 오버를 하면 폭주해버리기 때문에 엘프먼은 폭주를 두려워해 부분 테이크 오버만 사용했었다. 하지만 팬텀 로드와의 싸움에서 완벽하게 전신 테이크 오버를 마스터한다.
- 기술
  - 비스트 암 <철우>(鐵牛): 팔을 철의 괴수의 팔로 바꾼 후 공격하는 기술.
  - 비스트 암 <흑우>(黑牛): 팔을 검은 괴수의 팔로 바꾼 후 공격하는 기술.
  - 전신 테이크 오버: 전신을 괴수로 바꾼 후 싸우는 기술.

1. . 더 비스트(The Beast) - 엘프먼이 최초로 익힌 전신 테이크 오버. 굉장히 커다란 몸집이며,파괴력 또한 엄청나다.
2. . 워 타이거(War Tiger) - 대형고양이과 괴수로 전신을 바꾸는 기술, 스피드계열 테이크 오버이다. (대마투연무에서 바커스와의 대결에 사용했지만 술을 마시지않은 바커스조차도 따라잡지못했다.)
3. . 리자드 맨(Lizard Man) - 도마뱀과 괴수로 전신을 바꾸는 기술, 전신에 난 비늘과 가시로 인해 방어할 수 있다. (대마투연무에서 바커스를 이기는데 사용한 테이크오버 때리는 쪽보다 맞는 쪽을 택하여 우승하였다.)
4. . 베브 크루스 - 그리모어 하트와의 전투 중 얻은 괴수로 148화에 한 번 나와 능력은 알려지지 않았다.

성우 - 야스모토 히로키 / 최낙윤
카나 알베로나(Cana Allberona)페어리 테일의 여성 멤버.
길드 내에서도 유명한 주량가. 하루에 마시는 술만 해도 몇 통이나 되며 술 없이는 하루도 살지 못할 정도.
한 때 같은 페어리 테일 멤버였던 마카오 콘 볼트를 짝사랑했던 적이 있었고 그 때부터 주량을 팍 줄였으나 이후 마카오가 결혼을 하면서 그에 대한 스트레스 때문에 주량이 배로 더 늘었다. 부리는 마법이 카드 마법인지라 가끔씩 멤버들의 운세를 점쳐주기도 하고 현재 행방이 묘연한 멤버들을 점을 쳐서 찾기도 한다.
길드 내 젊은 층 최고참이자 유망한 S급 마도사 후보이기도 함.
길다트와 묘령의 여인 코르넬리아 사이에서 태어난 딸이며 길다트를 만나러 페어리 테일에 찾아왔지만 길다트는 자신을 기억하지 못하고 있었다. 그래서 아빠인 길다트처럼 훌륭한 마도사가 되어 언젠가 꼭 자신이 딸이라는 것을 고백하리라 마음먹고 열심히 길드에서 생활해왔지만 지금까지 5회 열린 승급시험에서 전부 다 떨어지고 만다. 이번 6번째 승급시험이 되자 자포자기한 마음으로 루시에게 진실을 고백하고 루시는 이유를 들은 후 카나에게 S급 마도사 시험의 파트너가 되어주겠다고, 카나를 반드시 S급이 되게 해주겠다고 열정을 보인다.
S클래스 시험을 진행하던 중 그리모어 하트가 습격하자, 긴급상황으로 인해 시험이 중지될 수도 있다는 사실을 알고 분노하고 초조해한다. 결국, 2번째 과제인 메이비스 버밀리온의 묘지를 찾는 길을 루시가 알아내자 루시를 마법으로 잠재우고는 메이비스의 묘지를 찾는다. 하지만 친구를 배신하고 S클래스 마도사가 되어봤자 허망할 뿐이라는 걸 깨닫자 메이비스의 영혼은 카나에게 페어리 글리터를 수여, 페어리 글리터를 받고 블루노트를 찾아가 페어리 글리터를 시전하지만 아직 기량이 부족한 탓에 페어리 글리터는 블루노트에 의해 불발된다.
블루노트에게 잡혀 고문당하던 중, 길다트가 등장. 그 후 사건이 일시적 종결된 후 길다트에게 자신이 딸임을 고백하고 눈물의 재회를 한다.
- 마법
  - 카드 마법: 마법 때문인지는 몰라도 카나의 점은 굉장히 잘 맞는다고 한다.
- 기술
  - 카드 부메랑: 카드에 마법을 걸어 뾰족하게 날을 세워 부메랑처럼 날리는 기술, 단단한 벽돌도 자르는 위력을 보인다.
  - 온갖 점술: 카나가 지니고 있는 카드는 타로 카드이기 때문에 여러 카드를 겹치면 그에 따라 나오는 부가적인 효과가 있다. 그 효과는 어떻게 카드를 조합하느냐에 따라 천차만별이다.

1. . 데블 + 더 타워 + 리버스 헤븐 = 라이트닝: 악마가 그려진 카드와 벼락맞은 탑 카드, 그리고 역위치의 천국 카드를 조합해 3장의 카드가 마치 번개광선처럼 아주 빠른 속도로 상대를 공격하게 하는 기술.
2. . 헤븐 + 리버스 데스 + 마운틴 = 소뢰: 천국이 그려진 카드와 역위치의 죽음 카드, 그리고 산 그림이 그려진 카드를 조합해 6줄기의 레이저 광선을 발사하는 기술.
3. . 섹시 할렘: 수영복 차림의 아름다운 글래머러스한 여자들이 그려진 카드를 던져 그 여자들을 실체화하는 기술. S클래스 시험에서 프리드를 꼼짝 못 하게 만들었다.(물론 프리드는 일부러 여자에 약한 척을 하였다.)
4. . 기도자의 분수: 분수가 그려진 카드에서 여러 줄기의 공격용 물 광선을 발사하는 기술, 이 물 광선을 이용해 루시가 아쿠에리아스를 불러내는 데에 성공한다.
5. . 슬리핑: 잠의 기운이 새겨진 카드로 상대를 잠재우는 기술.
6. . 위급 신호: 누군가가 위험에 빠졌을 때, 카나에게 그 사람이 어디있는지를 알려주는 카드.
7. . 썬더: 카드에서 번개를 발사하는 기술이다.

- - 페어리 글리터(요정의 반짝임): S클래스 시험에서, 메이비스 버밀리온의 묘지를 찾은 카나가 메이비스의 가호를 받아 사용할 수 있게 되었다.

단 일회용으로 한번 사용하면 가호가 사라지며 다시 쓸 수 없다.
성우 - 키타무라 에리 / 이명희 / 제이미 마르치
쥬비아 록서(Juvia Loxar)페어리 테일의 멤버.
별명으로는 '비를 부르는 여자' 혹은 '대해(大海)의 쥬비아'라고 불린다.
항상 자신을 '쥬비아는~'이라는 3인칭으로 부른다.
본래 팬텀 로드의 '엘리멘트 4'의 일원이었으나 팬텀 로드와 페어리 테일의 항쟁 당시 그레이를 보고 첫눈에 반해 팬텀 로드가 해산한 이후 몰래 숨어 그레이를 스토킹하던 중, 낙원의 탑에서 위기에 빠진 엘자를 도우려는 나츠, 루시, 그레이 일행에 가세, 사건이 종료된 후 페어리 테일에 입단했다.
본래 비를 부르는 체질로, 몸에 여러 개의 테루테루 보즈(일본에서 비를 막아준다는 인형)를 달고 있음에도 쥬비아가 가는 곳에는 반드시 비가 내린다. 이때문에 사람들에게 따돌림을 받았고 연인에게도 차인 아픈 과거가 있다. 하지만 그레이와의 대치 이후 마음속의 증오가 풀린 탓인지 비를 부르는 일은 없어졌다. 대신 심각한 망상벽에 걸려, 그레이의 말 한마디에도 민감하게 반응하며, 자기 멋대로 모든 여자를 연적으로(특히 루시) 간주하는 등의 실수를 하기도 한다.
페어리테일에 들어온후 S급마도사시험을 볼정도로 꽤나 강한 힘을가지고있다
메르디와 대치중 그레이를 죽이겠다는 말을 듣고서 엄청난 힘을 보인다.엘자도 놀랄정도.(천랑섬편참고)
7년후 리온이 쥬비아에게 반하였지만 쥬비아가 그레이를 얼마나 사랑하는지 알고 쥬비아를 포기하였다. 그레이는 아직도 거절중이지만 조금조금씩
마음은 열어가고 있다.
- 마법
  - 워터(水流): 말 그대로 자연원소인 물을 조종하는 마법으로, 자기 자신의 신체까지 물로 바꿀 수 있다. 물이기 때문에 물리적 공격은 그냥 통과해버린다.
- 기술
  - 워터 바디(水體): 물을 조종하는 것뿐만이 아니라 쥬비아 본인의 신체도 물로 바꿀 수 있다.

1. . 물리공격 통과: 신체가 물이기 때문에 물리적 공격을 그냥 통과시킨다.
2. . 수중 활동: 신체가 물이기 때문에 전신을 회전시켜 수압을 엔진 삼아 고속이동도 가능하고 물속에서도 호흡이 가능하다.
3. . 여러 형태로 변화: 자신의 신체를 여러 물의 형태로 변환시킬 수 있다.

- - 워터 록(Water Lock / 水流構束): 대상자를 둥근 물의 구체 안에 가둬버린다, 그 안에선 호흡이 불가능하다.
  - 워터 슬라이서(Water Slicer / 水流斬破): 물을 칼날 모양으로 만들어 상대에게 날린다, 엄청난 압력으로 분사되기 때문에 강철도 일격에 가르는 위력을 선보인다.
  - 워터 카네(Water Cane / 水流裂鞭): 손을 물로 이루어진 채찍으로 변환, 상대를 가격한다.
  - 워터 돔(Water Dom / 水流結界): 애니메이션 오리지널 기술, 자신의 주위에 물의 결계를 둘러 바다에서 있을 때 적의 눈에 안 보이게 위장하는 마법.
  - 산소 볼: 쥬비아가 사용한 수중활동용 볼, 물로 만든 볼 속에 산소를 가둬놓았기 때문에 이 볼을 쓰면 물 속에서도 숨을 쉴 수 있다.
  - 워터 지그소(Water Jigsaw / 水流激鋸): 물의 톱을 전신에 두른 채 회전하며 적에게 돌격, 적을 가른다.
  - 열탕(熱湯): 쥬비아가 극도로 분노했을 때 사용하는 마법, 쥬비아의 분노로 인해 혈압이 상승하면서 쥬비아가 사용하는 모든 물의 온도가 급격하게 높아져 펄펄 끓는 뜨거운 물을 발사하게 된다. 그 물은 그레이의 얼음마저도 일격에 녹여 없앨 정도이며 쥬비아가 분노하면 할수록 물의 온도가 더 상승하기도 한다.
  - 워터 네뷸라(Water Nebula / 水流昇破): 물을 회전시키면서 상대를 강하게 올려쳐 위로 띄어올리는 기술.
  - 워터 사이클론(Water cyclone / 水流颱風): 물안에 회오리를 일으키면서 상대방에게 데미지를 입히는 기술.
  - 그레이님 러브(Gray sama LOVE): 세컨드 오리진 해방으로 익힌기술. 나발 배틀때 썼던 강력한기술로 그레이를 향한 사랑의 마음이 보임. 그레이는 쥬비아가 이 기술을 쓰는것을 싫어한다.
  - 유니즌 레이드(Unison Raid): 합체 마법

1.Unison Raid!:그레이와 함께쓴 유니즌 레이드. 물기둥과 얼음의벽을 만든 후 하늘에서 고드름의 비를내린다.
2.워터네뷸라, 아이스 게이저: 쥬비아와의 합동공격 물과얼음의 폭풍으로 적을 날려버린다.(쥬비아의 워터네뷸라를 얼려서 공격하기도 한다.)
성우 - 나카하라 마이 / 김하영(1~10기)→김연우(11기) / 브리나 펠렌시아
로키(Loki)/레오(Leo)페어리 테일의 멤버 겸 루시의 성령
금발의 미남으로, '남자친구로 삼고 싶은 마도사' 상위에 항상 랭크되어 있을 정도의 훈남이다. 본인도 여자를 상당히 좋아하지만 엘자에게는 약한데, 이는 과거 로키가 엘자를 끈질기게 쫓아다니다가 반쯤 죽을 정도로 얻어맞았기 때문이다.
사실은 마도사가 아니라 황도 12문의 성령(星靈)중 하나인 사자궁(獅子宮)의 레오로, 블루 페가수스 소속 마도사인 카렌 리리카와 계약을 맺은 상태였다. 이때 카렌이 함께 계약을 맺은 백양궁(白羊宮)의 아리에스를 학대하는 것을 보고 그녀의 계약을 풀어줄 것을 요청했다. 하지만 카렌은 이를 거절했고, 로키는 이에 아리에스의 계약을 해제해줄 때까지 성령계로 돌아가지 않을 것임을 선언했다 (황도 12문의 성령은 소환하는데 많은 마력이 필요하기 때문에 한 명의 성령을 소환하면 다른 한 명을 소환하기는 불가능에 가깝다. 로키는 카렌이 아리에스를 소환하지 못하도록 이 방법을 쓴 것이다). 그럼에도 카렌은 계약을 해지하지 않았고 어떻게든 로키를 자신에게 불러들일 궁리만 했으며 로키는 그런 카렌에게 실망한 채 3달씩이나 인간계에 남았고, 결국 로키의 행동으로 인해 일을 못하게 된 카렌이 억지로 무리수를 두어 일을 나갔다가 죽어서 돌아왔다. 이로 인해 카렌과의 계약은 파기되었지만 간접적으로나마 주인을 죽인 성령으로 간주, 성령계로 돌아가는 것이 금지되어 3년간 로키라는 이름으로 인간계에 머물게 된다.
계약자가 없으면, 인간계에 존재는 할 수 있으나 마력이 사라지는 동시에 소멸되는 운명을 지기 때문에 담담히 그것을 받아들이고 죽음을 택하려 했지만, 루시가 성령왕을 불러내어 판결을 철회해준 덕분에 성령계로 돌아갈 수 있게 되었다. 이에 루시에게 고마움을 표하며 자신을 소환할 수 있는 사자궁의 열쇠를 남겨 계약하지만, 사실은 자신의 힘만으로도 얼마든지 인간계에 올 수 있는 모양이다 (무단으로 인간계를 방문, 카나와 함께 의뢰를 수행한 적도 있다. S급승급시험 때는 그레이와 팀을 이루기도 했다)
- 마법
  - 사자궁의 힘(獅子宮): 루시와 계약하기 전에는 손에 끼운 반지에서 빛을 뿜어내는 마법만을 사용했으나, 로키의 주특기는 빛을 전신에 두르고 그 속도와 힘으로 상대를 타격하는 체술이다.
- 기술
  - 사자광요(獅子光曜): 전신에서 눈부신 빛을 방출한다. 빛을 본 상대는 그 눈부신 빛으로 인해 일시적으로 눈이 멀게 된다.
  - 레귤러스 임팩트(Regulus Impact: 사자왕의 빛): 전신에서 빛의 에너지를 모은 다음 그 에너지를 사자의 형상으로 바꾸어 에너지파처럼 쏘는 기술.
  -  레귤러스 개더링 임팩트(Regulus Gathering Impact): 레굴러스 임팩트와 같은 기술이지만 위력이 훨씬 강해졌다. 봉황의 무녀 때 나왔다.
  - 최종오의

레굴러스 최대 매실장아찌 먹기: S급 시험에서 웬디에게 사용한 오의 메실장아찌에서 빛이나 메실장아찌를 먹은듯한 느낌을 줌 2배로 줌 웬디의 약점을 이용.
성우 - 키시오 다이스케 / 박서진
레비 멕거딘(Levy Mcgarden)페어리 테일의 멤버.
상당한 독서가이며 루시가 막 페어리 테일에 입단했을 때 루시와 베스트프렌드가 된 소녀이다.
페어리 테일 멤버 중 <팀 섀도우기어>의 멤버이며 팀의 나머지 멤버인 제트와 드로이는 레비를 짝사랑하고 있으나 정작 레비는 그들을 친구 이상으론 절대 여기지 않는 듯 하며, 정작 악연으로 엮이게 된 前 팬텀 로드 출신의 가질과는 여러 소사에 엮이면서 좋아하게 되었다.
책을 좋아하는 만큼, 고대 문자나 언어학, 고대 주문 및 문학 소설에도 조예가 깊으며 독서가들이라면 누구나 하나쯤은 가지고 있는 마법 아이템인 '풍영의 안경'도 지니고 있다. 레비 본인도 문자 마법을 사용하는 마도사
루시와 친해진 계기는 루시가 자작 소설을 쓰고 있다는 소식을 듣고 루시에게 말을 건 것이 계기이다. 그 뒤로 의기투합함.
가질과의 커플링은 공식.
- 마법
  - 입체 문자 마법 <솔리드 스크립트>(立體文字 <Solid Script>): 레비가 쓴 문자가 현실화되어 입체적으로 변하는 마법, 예를 들어 레비가 'FIRE(불)'라는 단어를 써 입체화한 후 그걸 상대에게 던지면 그걸 맞은 상대는 정말로 불에 타면서 화상을 입게 된다.
- 기술
  - 파이어(FIRE): 불타오르는 FIRE라는 문자를 띄워 공격하는 기술.
  - 눈(SNOW): 눈송이로 장식한 SNOW라는 문자를 띄우는 기술.
  - 나비(BUTTERFLY): 나비로 장식된 BUTTERFLY라는 문자를 띄우는 기술.
  - 플라워(FLOWER): 꽃들과 식물 줄기로 장식된 FLOWER라는 문자를 띄우는 기술.
  - 메탈(METAL): 철로 이루어진 METAL이라는 문자를 띄우는 기술.
  - 사일런트(SILENT): 소리를 침묵시키는 SILENT라는 문자를 띄우는 기술.
  - 아이언(IRON): 강철로 이루어진 IRON이라는 문자를 띄우는 기술, 가질이 이 글자를 먹고 회복했다.
  - 홀(HOLE): 천랑섬때 썼던마법으로,이글씨 위에서면 구멍에 빠진다.
  - 드릴(DRILL)  DRILL이라는 글자를 회전 시켜 앞에 있는 것을 모두 뚫어 버린다.
  - 브릿지(BRIDGE)  능력불명 (BRIDGE는 다리,교량이라는뜻) 쓰는 모습만 나왔기에 능력은 알 수 없다.
  - 불렛(BVLLET) : 글자에서 무수한 탄환을 뿜어내어 공격한다.
  - 에어(AIR) : 타르타로스 때 천지회명 속에서 사용했으며, 말대로 공기방울이 생겨 숨을 쉴 수 있게 해주는 기술이다.

성우 - 이세 마리야 / 김성연
제트(Zet / 본명 사루스케)페어리 테일의 멤버
레비, 드로이와 같이 <팀 섀도우기어>의 일원이다.
흡사 원숭이 비스무리한 분위기의 외모가 특징이며, 밀짚으로 연결한 챙이 높은 모자를 쓰고 있다.
드로이와는 좋은 친구이자, 레비의 사랑을 놓고 신경전을 벌이는 라이벌. 전에 레비한테 고백을 했었다가 2초만에 차였었다.
- 마법
  - 신족(神足) 마법: 자신의 발에 마력을 담아, 눈에 안 보일 정도의 빠른 스피드로 상대를 번롱하는 마법.
- 기술
  - 매의 비상: 신족 마법을 이용해 상대에게 돌진하다가, 상대 바로 앞에서 멈춘 다음 급속도로 점프하면서 가격하는 기술.

성우 - 카와나베 마사키 / 고구인(처음), 안효민(나중)
드로이(Droy)페어리 테일 멤버
레비, 제트와 마찬가지로 <팀 섀도우기어>의 일원.
새싹 모양처럼 돋아난 꽁지머리가 특징이며 부리는 마법의 특성 상 식물학이나 원예에 대해서 박식하다.
제트와는 좋은 친구이자, 레비의 사랑을 놓고 신경전을 부리는 라이벌, 드로이도 레비한테 고백한 적이 있었는데 1초만에 차였었다.
7년 후, 못 알아볼정도로 뚱뚱해진다.
대마투연무 후, 제트와 함께 카피 드래곤들과 맞서다가 죽임을 당한다. 하지만 울티어의 마법 '라스트 에이지' 덕분에 다시 살아나게 된다.
- 마법
  - 식물 조종 마법: 드로이는 자신의 상반신에 식물의 씨앗이나 종자를 넣어둔 케이스들을 X자로 교차시켜 맨 벨트에 달고 있다.
- 기술
  - 너클 플랜트(Nuckle Plant): 주먹 모양의 줄기가 나오는 식물의 종자들을 땅에 심어, 거기서 자라난 주먹 식물들이 상대에게 펀치를 날리는 기술.

성우 - 세키구치 에이지 / 심규혁(처음), 신경선(나중)
알작 코넬(Alzack Conell)페어리 테일의 마도사
비스카와 같이 서부에서 왔으며, 상반신에 두른 판초와 부스스한 검은 머리가 특징.
비스카와는 연인 사이, 배틀 오브 페어리 테일에서 에버그린의 마법으로 인해 비스카가 석상으로 변해버렸을 때 아주 분노했었다. 또, 비스카에 대한 자신의 감정에 대해 고민하면서 페어리 테일의 인기남인 로키와 상담을 했었는데 로키가 장난 삼아 '끝내 말 안 할거면 내가 고백해도 될까?'라고 말하자 그걸 진담으로 받아들이고 로키를 사랑의 라이벌로 적대시하고 있었다.
7년 후, 비스카와 결혼하고 귀여운 딸(아스카)이 하나 있다.
7년의 공백간 실력을 무지하게 키워서 현재에서도 길드내에서 정상급 실력을 가지고 있다.
- 마법
  - 건즈 매직 리플(Guns Magic riple/ 銃彈 魔法): 다양한 마법 효과가 장착된 탄환을 사용해 총으로 발사하는 마법. 총은 주로 권총 종류를 사용.

- 기술
  - 토네이도 샷(Tornado Shot): 쌍권총에서 격렬한 토네이도를 발사하는 기술.
    - 머드 샷(Mud Shot):진흙을 발사하는 기술
      - 스파크 샷(Spark Shot):전기로 적을 감전 시키는 기술.
        -  썬 라이트 샷(Sun light Shot): 강한빛을 내뿜는 기술.

성우 - 시모야마 요시미츠 / 이경태(1~5기)→신경선(7기 이후)
비스카 물랑(Biska Moulin)페어리 테일의 마도사.
알작과 같이 서부에서 왔으며, 바디 라인을 강조한 타이트한 원피스와 목에 두른 스카프, 그리고 밀짚모자와 에메랄드 빛 머리칼이 특징.
알작과 마찬가지로 비스카도 알작을 열렬히 짝사랑한다. 알작이 로키에게 상담을 받으러 갔다면 비스카는 자신의 이상향인 엘자에게 상담을 받았었는데, 계속 사랑에 대해 망설이다가 결국 엘자에게 '겁쟁이 녀석!!!'이라고 핀잔을 듣고 말았다.
언젠가 알작에게 꼭 고백하리라 굳게 마음먹었지만, 웃기게도 고백하려고 마음 먹었던 날에 팬텀 로드와의 전쟁이 일어났기 때문에 고백할 상황이 아니게 되어 버렸다.결국 7년의 공백중에 자신이 프러포즈하여 결혼에 골인성공했다.
7년 후, 알작과 결혼하고 귀여운 딸(아스카)이 하나있다.
- 마법
  - 무장 변환 마법 건즈 매직<The Guns>: 갑옷이나 날이 선 무기를 바꾸는 엘자의 마법과는 달리 비스카는 여러 가지 마법 총을 다른 공간에서 불러내는 타입이다.알작과는 달리 장총(스나이퍼건)을 선호한다
- 기술
  - 스나이퍼 라이플 원샷 원다운: 원거리의 타깃을 단박에 맞출 수 있는 라이플을 소환하는 기술.

성우 - 아라이 사토미 / 이미나
라키 오일레타(Laki Oileta)페어리 테일의 마도사
연보랏빛의 머리칼이 특징인 안경 쓴 소녀.
길드 건물의 건축이나 설계, 그리고 보수 작업에선 스페셜리스트. 팬텀 로드와의 싸움 이후 완전히 붕괴한 길드 건물을 새로 짓기 위해 뜬 도안은 전부 다 라키의 몫이다.
말을 굉장히 특이하게 하는 버릇이 있는데 헤어스타일을 숏 커트로 바꾼 것을 '머리를 절단했다.'라고 말해 주변인들을 깜짝 놀라게 한 적이 있으며, 식사를 하는 것도 '위장에 먹이를 준다.'라고 말하곤 한다.
약간 망상벽이 있으며 전체적인 상황을 늘 자신에게 유리하게 생각하며 오해하는 습관이 있다.
- 마법
  - 나무 조형 마법 <우드 메이크>(wood Make): 나무의 형태를 자유자재로 바꿔 가는 마법, 건축에도 유용하게 쓰인다.
- 기술
  - 부끄러운 사랑의 댐~♥: 주위에 나무 기둥들을 소환해 360도 전방의 적들을 날려버리는 기술, 기술명을 왜 이런 식으로 지었는지는 본인 밖에 모름.

성우 - 하야마 이쿠미 / 이보희
나브 나사로(Narv Nasaro)페어리 테일의 멤버.
덩치가 굉장히 크며, 마치 아프리카 원주민처럼 차려입은 옷이 특징.
실력은 확실하긴 하지만 어찌 된 일인지 늘 의뢰판 앞에서 서성이기만 하고 일은 전혀 하질 않는다. 본인에게 물어보면 '옛날부터 나 자신만이 할 수 있는 의뢰를 찾고 있다.'라는 어이없는 답변을 한다.
의뢰판 앞만 기웃거리고 일을 안 하기 때문에 엘자에게 '웬만하면 일 좀 해라!'라고 핀잔을 들었었다.
- 마법
  - 세이즈 마법 <동물빙의>(動物憑依): 주위에 떠다니는 동물의 영혼을 자신에게 빙의시켜 짐승의 힘을 구현화시키는 마법.

성우 - 엔도 다이스케 / 이재범
리더스 조나(Reedus Jonah)페어리 테일의 멤버
좀 지나치게 빵빵한 몸매를 지니고 있다. 본래는 굉장히 야윈 체격이었지만 본인의 마법을 백분 발휘하기 위해 어쩔 수 없이 마카로프에게 거인 마법을 영구적으로 걸어달라고 부탁해 자신의 몸을 엄청 빵빵하게 늘렸다. 그러나 7년 후, 다시 날씬한 몸매로 돌아온다
그림에 굉장한 재능을 지니고 있다.
가끔씩 불어를 구사하곤 한다.
- 마법
  - 회화 마법 <픽토 매직>(Picto Magic): 말 그대로 자신이 그린 그림을 전부 다 현실로 실현시켜 무기로 삼는 마법, 단 리더스의 경우에는 자신의 신체에 그림을 그려야지만 현실화된다는 단점이 있다.

비지터 에코르(Vijeeter Ecor)페어리 테일의 멤버
춤을 좋아하기 때문에 길드 내에서도 늘 요가 비스무리한 동작을 취한 채 춤을 추고 있다. 전에 한 번 춤을 추다가 엘자에게 '춤은 나가서 춰.'라고 핀잔을 들은 적이 있다.
하얀 줄무늬가 수놓인 검은색의 아주 타이트한 전신 타이즈를 입고 있으며 그 타이즈가 똑같은 게 100벌이나 있음.
돈을 모으면 무용의 성지라 불리는 '민스트렐'로 유학을 갈 계획이지만 공교롭게도 돈이 생각만큼 모이질 않는다.
- 마법
  - 춤 마법 <댄서 매직>: 특수동작이 가미된 춤을 추면, 자신의 반경 10m 이내의 모든 이들에게 부가 효과를 주는 특이한 마법, 아군의 능력을 올리거나 적의 능력을 저하시키는 등 여러 용도로 쓴다.

성우 - 세키구치 에이지 / 김디도(처음), 김혜성(나중)
마카오 콘볼트(Makao ConBolt)페어리 테일의 멤버.
페어리 테일 내에서도 대표적인 장년층 마도사이며 아들인 로메오와 함께 살고 있다.
아들인 로메오가 자신이 마도사라는 사실을 창피해할까봐 언제나 로메오에게 대단한 아버지라는 것을 증명받고 싶어했으며, 그걸 증명하기 위해 결국 북쪽 산의 몬스터인 발칸을 상대하러 갔었다가 발칸에게 테이크 오버당해 잠시 수모를 겪었었다. 다행히 나츠와 루시 덕에 원래대로 돌아오는 데에 성공.
돌아온 후 로메오는 자신의 아버지를 굉장히 자랑스럽게 여기게 되었다.
와카바와 팀을 이뤄 같이 다니며 둘 사이 역시 굉장한 베스트프렌드.
7년 후, 페어리 테일의 4대 마스터 자리를 맡고 있었으나 원래의 페어리 테일이 컴백함과 동시에 마스터 자리에서 은퇴하려 했으나, 오리지널 스토리에서는 무한의 시계편에서 은퇴 된다.
대마도연무 후,와카바와 자신의 아들 로메오와 함께 카피 드래곤들과 맞서다가 죽임을 당한다. 하지만 울티어의 마법 '라스트 에이지' 덕분에 다시 살아나게 된다.
- 마법
  - 자주빛 불꽃 마법(紫炎魔法): 화염 마법의 아류, 이 불꽃은 웬만한 물로는 꺼지지 않으며 끈적끈적함. 불꽃의 형태는 마카오 본인이 자유롭게 컨트롤 가능.
  - 변신 마법(變身魔法): 상당한 변신 실력을 지녔으며, 변신 마법의 스페셜리스트인 미라젠도 마카오의 변신을 못 알아본다.
- 기술
  - 퍼플 레인(Purple Rain / 紫炎雨): 손에서 자주빛 불꽃의 탄환들을 다량으로 발사하는 마법.
  - 퍼플 넷(Purple Net / 紫炎網): 자주빛 불꽃으로 이루어진 그물을 설치하는 마법.
  - 퍼플 빔(Purple Beam / 紫炎光線): 자주빛 불꽃으로 이루어진 광선을 발사하는 마법.

성우 - 카와나베 마사키 / 서원석
와카바 미네(Wakaba Mine)페어리 테일의 멤버.
페어리 테일 내에서도 대표적인 장년층 마도사이며, 늘 마누라한테 눌려사는 공처가. 결국 이혼한 모양.
미라젠 또는 라키에게 은근히 추파를 던지며 치근덕대는 듯 하다. 하지만 미라젠은 그런 와카바한테 부인을 강조하면서 일언지하에 거절하곤 한다.
- 마법
  - 스모크 매직(Smoke Magic / 燃瑪法): 늘 물고 있는 파이프 담배에서 마력으로 이루어진 연기를 이용해 마법을 구사한다.
- 기술
  - 스모크 펀치: 연기 펀치를 대량으로 날리는 기술, 연기지만 마력으로 물리적인 질량을 갖췄기 때문에 충분한 데미지를 준다.
  - 페이크 스모크: 연기로 자신의 분신을 만드는 기술, 상대의 눈을 속이는 등 다양한 용도로 사용.

성우 - 카케우라 다이스케 / 임경명
맥스 알로제(Max Alloge)페어리 테일의 멤버.
사교술이 뛰어나고 말솜씨가 좋기 때문에 사람이 많이 모이는 곳엔 언제나 등장하며, 페어리 테일 내의 행사에서도 그 말솜씨를 이용해 사회자를 도맡아 하고 있다.
본래 술을 잘 하진 못하지만 모임 같은 데 끼어있다 보면 언제나 술을 싫어도 마시게 되어 있기 때문에 다음날엔 늘 숙취 때문에 고생한다.
어렸을 적에 친구가 없었기 때문에 그 반동으로 지금에 이르러서야 수다 떨기를 좋아한다는 사실은 아직 아무도 모름. 나츠 일행이 7년후에 천랑섬에서 돌아온 후 나츠와 거의 호각으로 싸우지만 뇌염룡의 포효를 맞고 항복한다.
- 마법
  - 모래 마법 <샌드 페이크>(Sand Fake): 모래를 이용해 자신의 페이크를 만들고 이동하는 기술.
  - 모래 마법 <샌드 리벨리온>(Sand Rebellion): 모래에 회전을 가하여 적을 공격하는 마법.
  - 모래 마법 <샌드 월>(Sand Wall): 모래로 이루어진 벽을 만들어 적의 공격을 방어한다.

성우 - 이구치 유이치 / 이경태
워렌 렛코(Waren Letko)페어리 테일의 멤버.
작중에 비중이 별로 없는 데에 반해 길드 내에선 상급의 실력자. 어려운 의뢰도 본인이 혼자 알아서 척척 해내곤 한다.
고소공포증이 심해서 전에 여자친구와 같이 흔들다리로 데이트를 하러 갔을 때 엄청난 공포에 떨었지만 여자친구 앞이라 차마 소리는 지르지 못하고 마음속으로 아주 가열찬 비명을 질렀었다는 슬픈 일화가 있다.
- 마법
  - 염화 마법 <텔레파시>: 상대의 마음의 소리를 듣고 그려내며 읽는 마법.

성우 - 카케우라 다이스케 / 박서진(처음), 김혜성(나중)
토노 라비츠(Tono Rabitts)페어리 테일의 멤버.
페어리 테일 중에서 가장 젊은, 소년 측에 속하는 멤버. 그냥 엑스트라이다.
- 마법
  - 광마법 <라이트 매직>: 전신에서 눈이 멀어버릴 정도의 엄청난 세기의 빛을 발산하는 마법.

마키 치킨타이거(Maki Chickentiger)페어리 테일의 멤버.
도깨비 코스프레를 하고 있으며, 굉장히 사나워 보이는 인상 때문에 다른 길드의 멤버들이 살짝 다가가기를 꺼려한다. 본인도 그걸 즐기는 경향이 있다.
- 마법
  - 마법 조(魔法鳥) <피>: 마키가 기르는 애완 새, 사람의 언어를 구사하기도 하며 불덩이가 되어 상대에게 돌진하기도 하는 마법의 새이다.

가질 레드폭스(Gajeel Redfox)페어리 테일의 멤버.
별명으로는 철룡의 가질이라고 불린다.
작중에 나츠 다음으로 등장하는 철의 멸룡 마도사, 잔인하고 냉정하며 흉폭하지만 의외로 배려심 깊고 따스한 마음씨도 지니고 있다. 의외로 음악에 대한 열정이 대단해서 작곡 및 노래까지 만드는 수고를 들이지만 보기좋게 까이고, 팬텀 로드의 선전포고의 희생양이었던 레비와는 여러 대소사에 엮이면서 친해져 전에없던 모습을 보이는 등, 페어리 테일로 들어온 이후로는 어딘지 사람다워 지고 있는듯 하다.
나츠랑 똑같이 그 역시 철룡 메탈리카나에게 멸룡 마법을 전수받았으며, 메탈리카나도 이그닐과 마찬가지로 777년 7월 7일에 가질의 앞에서 흔적도 없이 사라졌다고 한다. 그 후 메탈리카나를 찾기 위해 떠돌던 중 팬텀 로드에 입단하게 된다.
본래 팬텀 로드 최강의 남자라 칭송받았던 마도사였으나 나츠와의 싸움에서 완전히 대패하고 또 떠돌이 인생을 살려다가 마스터 마카로프의 권유로 페어리 테일에 들어왔다. 초기엔 페어리 테일 멤버들에게 많이 따돌림당하고 제트, 드로이에게는 공격당했었지만 이젠 완전히 페어리 테일의 멤버로 자리잡은 듯 하다.
마카로프가 가질을 페어리 테일로 들인 진짜 이유는, 자신의 아들이자 페어리 테일의 배신자인 이완 드레아의 행방을 알아내기 위해서였다. 가질은 페어리 테일에 원한을 가진 척 하며, 현재 어둠 길드 레이븐 테일의 길드 마스터인 이완에게 접근, 이완에게 협력하는 척하면서 마카로프에게 이완의 위치를 알려준다. 이클립스 때 웬디, 나츠,스팅,로그와 루시의 선조인 안나 하트필리아와 400년전에 아크놀로기이를 없에기 위해 400년후로 왔다는 것이 밝혀졌다.
드래곤들이 쳐들어 왔을 때,나츠를 따라서 다른 드래곤슬레이어들과 같이 드래곤들과 맞선다.
덤으로 레비와는 공식커플
- 마법
  - 철의 멸룡 마법: 나츠의 불의 멸룡 마법처럼, 가질은 자신의 몸을 강철로 변형시켜 싸운다.
- 기술
  - 철 섭취: 철로 된 기계나 판 및 부품, 심지어는 철로 된 그릇도 먹는 것이 가능하다.
  - 철룡의 포효(鐵龍 咆哮): 입에서 날카로운 철의 폭풍을 발사하는 기술.
  - 철룡곤(鐵龍棍): 팔을 무쇠 몽둥이로 변환시켜 두들겨 패는 기술
  - 철룡검(鐵龍劍): 팔을 강철의 검으로 변환시켜 베는 기술
  - 철룡창. 귀신(鐵龍槍. 鬼神): 팔을 강철의 창으로 변환시켜 마구잡이로 찌르는 기술.
  - 철룡의 비늘(鐵龍鱗): 본인의 전신을 강철로 변환시키는 기술.
  - 철룡의 강권(鐵龍 强拳): 철룡의 비늘 상태에서 주먹을 휘두르는 기술.
  - 멸룡오의(滅龍奧義): 멸룡마법의 오의라 불리는 기술.

1. . 업마철신검(業魔鐵神劍): 두 손에 멸룡 마법의 힘을 모아 합장한 후 합장한 손을 그대로 내리쳐 강력한 한 줄기의 참격을 날리는 기술, 상대를 일격에 무찌르는 엄청난 위력을 선보인다.
2. . 업마철나선(業魔鐵螺線): 자신의 다리를 일종의 드릴로 바꾸어 회전시키면서 내리꽂는 기술.

- - 철영룡 모드(鐵影龍化): 대마투연무에서 어둠의 로그에게 패하던 도중, 로그의 그림자를 먹고 얻은 강력한 힘. 나츠의 뇌염룡 모드와 비슷한 2마리의 합체형 기술로써 ,강력한 파괴력과 힘으로 어둠의 로그를 쓰러뜨린다.

1. . 철영룡의 포효(鐵影龍 砲哮) - 강철과 그림자를 머금어 입안에서 발사하는 엄청난 파괴력의 기술

성우 - 하타노 와타루 / 양준건
프리드 저스틴(Freed Justin)페어리 테일의 멤버이자, 렉서스의 친위대인 '뇌신중'(雷神衆)의 리더.
길다랗고 부드러운 에메랄드 빛 머리칼과 왼쪽 눈 및의 점이 포인트인 굉장히 수려한 외모의 남성.
페어리 테일의 멤버는 맞지만 워낙 조용한 성격이라 타인에게 자신을 그렇게 보여주는 타입이 아니기 때문에 그가 어떤 성격인지, 혹은 어떤 마법을 쓰는지 아는 사람은 극히 적다. 길다트나 미스트 건처럼 '페어리 테일 수수께끼의 인물' 대열에 합류하기도 했었다.
무슨 일이 있는진 모르지만 렉서스에게 지나치게 존경심을 보이며 렉서스를 숭배하고 존경한다. 렉서스의 친위대인 뇌신중도 프리드가 만든 것이며, 본래 동료들을 소중히 여기는 프리드였지만 렉서스를 숭배하는 마음이 더 강했는지라 눈물을 삼키고 배틀 오브 페어리 테일을 속행하는 면모를 보인다.
하지만 미라젠과의 싸움에서 자신의 진실된 마음을 깨닫고 후회와 미안함의 눈물을 흘리며 자신을 반성하게 된다.
렉서스, 미라젠, 리사나와 커플링이 있다.
- 마법
  - 술식(術式)
  - <어둠의 에크리튜르>(暗 Ecriture)[1]: 프리드의 세컨드 마법, 프리드의 오른쪽 눈에 잠재되어 있으며 이 마법은 프리드가 새긴 모든 문자를 현실화시킨다. 얼핏 보면 레비의 마법과 비슷하지만 이것은 훨씬 더 강력하고 위험한 마법이다.또한 술식은 발동되면 술식을 고치지 않는 한 절대 빠져나갈 수 없다.
- 기술
  - 공간 이동: 프리드 자신을 문자화시켜 다른 공간으로 이동하는 마법.
  - 술식: 다양한 룰이 걸린 술식의 결계를 두르는 마법, 아무리 강한 힘을 지닌 자라도 술식의 룰을 지키지 않으면 나가는 것이 불가능해진다.
  - 어둠의 에크리튜르. <고통>(Pain / 苦痛): 상대에게 '고통'이라는 문자를 새겨, 엄청난 고통과 아픔을 선사하는 기술.
  - 어둠의 에크리튜르. <공포>(Fear / 恐怖): 상대에게 '공포'라는 문자를 새겨, 공포로 인한 두려움으로 정신적인 데미지를 주는 기술.
  - 어둠의 에크리튜르. <괴로움>(Distress / 乖感): '공포'와 마찬가지로 상대에게 '괴로움'이라는 문자를 새겨 심적인 괴로움을 안겨주는 기술.
  - 어둠의 에크리튜르. <거절>(Rebuff / 拒絶): 허공에 '거절'이라는 문자를 새겨, 자신에게 날아오는 공격을 반사시키는 기술.
  - 어둠의 에크리튜르. <날개>(Wings / 翼): 자신에게 '날개'라는 문자를 새겨, 날개를 생성해 하늘을 비행하는 기술.
  - 어둠의 에크리튜르. <사멸>(Death / 死滅): 상대에게 '사멸'이라는 문자를 새겨, 말 그대로 상대를 죽이는 기술. 엘프먼에게 시전하려 했으나 도중에 미라젠이 사탄 소울을 발동하는 바람에 불발했다.
  - 어둠의 에크리튜르. <암흑>(Darkness / 暗黑): 자신에게 '암흑'이라는 문자를 새겨, 자기 자신을 악마로 바꾸는 금기(禁技)의 기술.

1. . 암흑의 숨결: <암흑> 모드에서 사용하는 기술, 입에서 검은 선풍 형태의 악마의 숨결을 내뿜는다.
2. . 암흑광탄(暗黑光彈): <암흑> 모드에서 사용하는 기술, 손에서 악마의 광탄을 발사한다. 본래 원작에서는 미라젠을 강물로 던질 때 미라젠의 꼬리를 잡고 내동댕이치는 것이었으나 애니메이션에서는 이 기술을 사용해 미라젠을 강물로 내던졌다.

- - 어둠의 에크리튜르. <절영>(絶影): '암흑'처럼 자신에게 '절영'이라는 문자를 새겨, 자기 자신을 악마로 바꾸는 금기의 기술.
  - 어둠의 에크리튜르. <사멸>(Ecxtint / 死滅): 상대에게 '사멸'이라는 문자를 새겨, 말 그대로 상대를 소멸시키는 기술.
  - 어둠의 에크리튜르. <참> 페어리테일 극장판 봉황의 무녀때 나온 프리드의 새로운기술, 상대에게 '참'이란 글자를 새겨 말그대로 상대를 베는 기술이다. 봉황을 공격할 때 쓰였다.

성우 - 스와베 쥰이치 / 최재호
에버그린(Evergreen)페어리 테일의 멤버이자, 렉서스의 친위대인 '뇌신중'(雷神衆)의 홍일점.
어릴 때부터 요정이 나오는 동화를 읽고 요정에게 푹 빠져 좋아하게 된 나머지, 자기 자신도 요정이라고 지칭하게 되었다.
요정의 칭호를 붙인 자신에게 굉장한 긍지와 자신감을 지니고 있으며 그런 나머지 '요정여왕 <티타니아>'라고 칭송받는 엘자를 굉장히 질투한다. 하지만 엘자 본인은 그 이름을 누가 붙였는지도 모를 정도로 무심하다.
아름다운 것을 좋아하며 자신도 굉장히 아름답다고 생각해 그것에 도취되어 있다. 꽃과 석상을 좋아하며, 꽃을 좋아하는 이유는 자신과 어울리기 때문이고 석상을 좋아하는 이유는 아무리 추한 것이라도 석상으로 변하면 아름답다는 예술성 평가를 받는 경우가 있기 때문이라고 한다.
엘자와의 싸움에서 처음엔 조금 우세했지만 금세 실력차를 드러내고 뇌신중에서 가장 빨리 패배한다.
후에 S클래스 마도사 승급시험에서 엘프먼과 한 조가 되어 미라젠에게 결혼한다고 거짓말을 해 승리한다.
- 마법
  - <스톤 아이즈>(Stone Eyes / 石化眼)
- 기술
  - 석화(石化): 스톤 아이즈의 힘을 이용해 자신이 바라본 모든 것을 석상으로 만드는 기술, 석상이 된 자들은 3시간 정도가 지나면 산산히 부서져 모래로 변하고 만다. 단 안경을 쓴 상대에겐 사용불가.
  - 요정폭탄. <그렘린>(妖精爆彈. Gremlin): 등에 달린 날개 장식에서 금빛으로 빛나는 요정의 꽃가루를 뿌리는 기술, 그 꽃가루들은 적을 안개처럼 둘러싼 후 갑자기 엄청난 기세로 폭발한다.
  - 요정기관총. <레브라혼>(妖精機銃. Leperchaun): 등에 달린 날개 장식에서 금빛으로 빛나는 요정의 가시를 뿌리는 기술, 무수히 많은 가시들이 상대를 습격한다. 개수 조절도 가능. 정발판에서는 레브라혼으로 나왔지만 본래 발음은 레프리콘이다.

성우 - 세토 사오리 / 김민정
빅슬로(Bickslow)페어리 테일의 멤버이자, 렉서스의 친위대인 '뇌신중'(雷神衆)의 멤버.
덩치가 굉장히 크며 마치 부두교를 연상시키는 복장에 머리 전체엔 남색 바탕의 하얀 줄무늬의 가죽두건을 쓰고 눈을 덮는 가면을 쓰고 있다.
성격은 호전적이고 방정맞으며 조금 사디스트 기질을 지니고 있다. 또 전투 중에도 상대를 도발하고 놀려먹는 발언을 자주하며 전투를 게임으로 여기는 등 굉장히 익살스러우면서도 재수없는 모습을 보인다.
그레이를 쓰러뜨리는 실력을 보였지만(프리드의 술식을 이용한 반칙이었지만), 루시와 로키의 연계 플레이에 의해 패배한다.
- 마법
  - 세이즈 마법. <인형빙의>(人形憑): 그릇인 인형이 깨져도 영혼은 다른 인형으로 옮겨가기 때문에 인형만 충분하다면 얼마든지 공격 할 수 있는 원거리 계열 마법이다.
  - 조형안. <피규어 아이즈>(造形眼. Pigure Eyes): 빅 스로의 세컨드 마법, 이 마법 역시 상당히 강력하기 때문에 빅 스로는 자신의 가면에 마력을 담아 힘을 억제하고 있다.
- 기술
  - 인형 조종: 영혼을 담아 인형들을 조종하는 기술, 그 인형들은 레이저를 발사하며 공중을 떠다니는 원거리 무기가 된다.

1. . 엑스 포메이션: 인형들을 교차시켜 공격을 방어하는 기술
2. . 라인 포메이션: 인형들을 세로줄 형태로 정렬시켜 레이저 커터를 발사하는 기술
3. . 바리온 포메이션: 인형들이 5각형 형태로 강하게 회전하면서 거대 레이저를 발사하는 기술, 포메이션 중 최강이다.

- - 피규어 아이즈: 본 자의 영혼을 빼앗아 인형으로 만드는 기술. 단 안경을 쓴 상대에겐 사용불가다.

성우 - 카와하라 요시히사 / 이광수
렉서스 드레아(Laxus Dreyar)페어리 테일 멤버이자, 차기 마스터 후보로 유력한 '페어리 테일 톱 3' 중 한 명
마스터 마카로프의 친손자이며 장차 페어리 테일의 마스터 감으로 주목받고 있다.
약한 것을 죄로 여기며, 현재의 페어리 테일 멤버들 중에서도 약한 부류라 생각하는 멤버들은 바로 적으로 간주할 정도로 강함에 대한 집착이 심하다. 자신이 페어리 테일 마스터를 계승받으면, 오직 강함만을 추구하면서 누구도 넘보지 못할 최강의 길드로 갈아엎는 것을 꿈꾸고 있다.
지금의 페어리 테일을 물러터졌다고 생각하며 늘 불만을 토로해오다, 드디어 '배틀 오브 페어리 테일'을 개최해 자신이 페어리 테일을 집어삼키려고 했지만 결국 나츠와 가질에 의해 저지당한다.
어렸을 땐 할아버지인 마카로프와 사이가 좋았지만, 점점 성장하면서 할아버지의 그늘에 가려진 자신의 현실을 증오하기 시작한다. 그러던 와중 자신의 아버지인 이완 드레아가 길드 멤버에게 해를 끼치는 사건이 발생하고 결국 마카로프는 이완을 파문하고 내쫓는다. 렉서스는 그런 할아버지를 미워하게 되며 언젠가 자신이 할아버지의 손자가 아닌 자신으로서의 존재 가치를 인정받겠다는 야망에 차게 된다.
배틀 오브 페어리 테일이 종료된 후, 결국 페어리 테일에서 파문당하지만 자신의 길을 찾아나서게 된다. 후에 천랑섬에서 등장하여 마스터 하데스와 싸우면서 궁지에 몰린 나츠를 구해준 후 그와 함께 마스터 하데스와 싸운다.
천랑섬 사건후에 5대 마스터 길다트에 의해 파문이 취소된다.
대마투연무에서 성십대마도 쥬라를 이김으로써 성십대마도의 칭호가 수여 될 뻔 했으나 평소의 행동 때문에 보류중이다.
- 마법
  - 각종 뇌전(雷電) 마법: 마비시키는 정전기에서부터 거대 건축물 하나는 일격에 태워버릴 정도의 번개까지 자유자재로 구사한다.
  - 생체 링크 마법: 지정한 대상에 마법을 걸어 그 대상을 파괴한 자가 있으면 그 자에게도 똑같은 데미지를 주게 만드는 마법.
  - 번개의 멸룡 마법: 렉서스가 어렸을 적엔 몸이 약했기 때문에, 아버지인 이완이 어떻게든 그걸 보완하고자 멸룡마법의 힘이 담긴 라크리마를 렉서스의 신체에 이식했었다. 그로 인해 렉서스는 용에게 전수받지 않고도 멸룡 마법을 사용이 가능하게 되었던 것.
    -  페어리 로  술자가 적으로 인식한 건 모두 소멸한다. 페어리테일 3대 마법 중 하나이다.
- 기술
  - 뇌속 이동: 자신을 번개화시켜 번개의 속도로 고속이동하는 기술.
  - 낙뢰(落雷): 벼락을 내리꽂는 기술, 허공에서만 아니라 지면이나 상하전후좌우의 온갖 방향에서 발사하기 때문에 회피하는 것이 상당히 어렵다.
  - 뇌구(雷球): 양손을 모은 다음, 여러 개의 번개 구를 발사하는 기술.
  - 신명전(神鳴展): 지정한 타깃의 허공에 우레의 마력을 담은 라크리마를 포위시키는 기술. 최대 300개까지 포진 가능하며 지정한 시간이 되면 그 라크리마에서 엄청난 위력의 무수한 낙뢰가 타깃을 향해 떨어지게 된다. 배틀 오브 페어리 테일 때는 매그놀리아 마을을 전부 다 에워쌌으며, 라크리마가 파괴되면 그 파괴한 자도 동일한 데미지를 받는 생체 링크 마법을 걸어놨었다. 하지만 결국 페어리 테일 전 멤버들의 총 공격에 의해 파괴되었었다.
  - 레이징 볼트(Raiging Bolt): 렉서스가 한 쪽 팔을 들고 허공에 주문을 외우면, 대 성당 하나를 일격에 소멸시킬 정도의 위력을 지닌 낙뢰가 지상에 꽂힌다. - 주문: 울려퍼지는 소뇌(召雷)의 굉음이여, 하늘에서 내려쳐 티끌이 되어라.
  - 뇌룡의 포효(雷龍 咆哮): 입에서 빛나는 번개 포를 발사하는 기술, 맞으면 엄청난 데미지와 함께 전신이 마비되는 효과가 있다.
  - 뇌룡의 붕권(雷龍 崩拳): 손에서 손에서 강력한 번개주먹을 발사하는 기술.
  - 뇌룡 방천극(雷龍 方天戟): 양 손에서 빛나는 번개의 황금 창을 발사하는 기술.
  - 뇌광 붉은 미카츠치 :주먹에서 엄청난 세기의 붉은 번개를 날려서 공격하는 기술. 이 기술로 스프리건 12중 하나인 월을 쓰러트렀다.
  - 멸룡오의(滅龍奧義): 멸룡마법의 오의라 불리는 기술.

1. . 멸룡오의 명어뢰<明御雷>(나루미카츠치)손에 엄청난 양의 전격을 모아서 한번에 방출하는 공격기로 이 기술로 성십대마도 5위의 쥬라를 쓰러트렸다.

성우 - 코니시 카츠유키 / 심정민(1~9기)→이현(11기)
미스트건(Mystogan)페어리 테일 멤버이자, 차기 마스터 후보로 유력한 '페어리 테일 톱 3' 중 한 명
페어리 테일의 최강의 남자 마도사 중 하나로 칭송받지만 정작 그가 누군지, 어디서 왔는지, 어떤 마법을 쓰는지조차 알려진 적이 없으며 그 역시 다른 사람들 앞에 나타나는 것을 극도로 꺼려하기 때문에 늘 의뢰서를 받으러 올 때마다 길드에 있는 멤버들을 잠들게 해 자신의 모습조차 볼 수 없게 한다. 그래서 그가 누군지를 고사하고 그가 등장하는 모습을 본 사람은 마스터 마카로프와 엘자, 렉서스, 미라젠 정도.
배틀 오브 페어리 테일에서 렉서스와 싸우던 중 엘자와 나츠가 난입, 엘자를 보고 당황한 미스트건을 렉서스가 공격해 그의 두건이 벗겨지게 된다. 그 두건 아래에서 나온 얼굴은 다름 아닌 제라르였으며 엘자는 그것을 보고 동요한다. 후에 배틀 오브 페어리 테일이 끝난 후에도 엘자는 미스트건에 대해 계속 의문을 가져 마스터 마카로프에게 질문을 했으나 마카로프도 미스트건에 자세한 사항은 잘 모른다고 답했다.
그 후 에도라스 편에서 정체가 밝혀진다. 그의 정체는 다른 세계인 <에도라스>의 제라르이자, 에도라스의 왕자. 자신의 아버지인 에도라스 왕의 음모를 알게 되고, 지구의 마력을 에도라스로 흘려보내는 마법 통로인 '아니마'를 닫기 위해 전 세계를 떠돌아다녔던 것. 그 후 에도라스의 왕도에서 벌어진 총 결전에서 자신의 정체를 나츠 일행에게 드러내고 싸움에 가세한다.
결국 그는 에도라스와 지구를 구하기 위해 에도라스의 모든 마력을 지구로 흘려보내는 작전을 감행, 자신이 이 나라를 위해 배신자가 되려고 했으나 나츠, 가질, 웬디가 그 악역을 감행한다. 그는 나츠에게 큰 감사를 표하고 그들이 지구로 다시 돌아간 뒤 자신은 에도라스에 남아 다시금 에도라스를 일으키려 한다.
- 마법
  - 드림 노크(垂眠魔法 / Dream Knock): 미라젠이 쓰는 드림 노크보다 훨씬 더 강력하다.
  - 환각 마법(幻覺魔法): 말 그대로 상대에게 환각을 보이는 마법.
  - 그 외의 여러 가지 마법
- 기술
  - 드림 노크: 페어리 테일에 나타날 때마다 늘 이 마법을 써서 길드의 멤버들을 재우곤 한다.
  - 마천루(摩天樓): 미스트건이 지니고 있는 5개의 지팡이를 지면에 꽂은 다음, 그 지팡이의 힘을 이용해 환술을 구사하는 마법, 보통 미스트건이 쓰는 환술보다 몇 배는 강하며 몇 배는 더 중독성있다.
  - 5중 마법진 (어신악)<기마쿠라>[2](五重魔法陣 <御神樂>): 상대방의 위쪽에 불, 땅, 물, 바람, 그리고 자신의 마력이 담긴 마법진을 5중으로 겹쳐서 소환, 그곳에서 모든 것을 잠재우는 마력 에너지 포를 발사한다.
  - 3중 마법진 (경수)<쿄스이>(三重魔法陣 <鏡水>): 마법진 세 개를 겹쳐서 상대의 공격을 반사시키는 마법.

성우 - 나미카와 다이스케 / 임경명
웬디 마벨(Wendy Marvell)페어리 테일의 멤버.
오라시온 세이스 편 때 등장했으며, 이후 자신의 길드가 살아있는 사람들의 길드가 아닌것을 알고 페어리테일에 가입해 나츠, 가질과 함께 멸룡마도사의 반열에 합류해 주요 멤버로 활약하는 어린 소녀이다.
나츠와 가질과 똑같이 그녀 역시 천룡 그랑디네에게 멸룡 마법을 전수받았으며, 그랑디네도 이그닐이나 메탈리카나와 마찬가지로 777년 7월 7일에 웬디의 앞에서 흔적도 없이 사라졌다고 한다. 단, 웬디는 그 때 그랑디네가 사라진 후 떠돌면서 에도라스에서 넘어온 미스트건을 만나고 그를 제라르로 오해했었다는 점이 다르다. 그 후 계속 떠돌던 중 캣 셸터에 입단하게 되고, 입단한 후 샤를과 만났다.
우유부단하고 내성적이며, 소심하지만 용감한 마음씨와 비범한 능력을 감추고 있으며 페어리 테일에 입단한 후부턴 점점 활발해지면서 에도라스 왕과의 결전에서 아주 놀라운 실력으로 나츠, 가질과 콤비를 이룬다.
좋아하는 것은 건포도와 샤를이며, 싫어하는 것은 매실짱아치와 거짓말이다.
최근에 에도라스의 그란디네(폴류시카)가 나타나 웬디를 도와주는 편이다. 이클립스때 나츠,가질,스팅,로그와 루시의 선조 안나 하트필리아와 400년전에 아크놀로기이를 없에기 위해 400년후로 왔다는 것이 밝혀졌다.
드래곤들이 쳐들어 왔을 때,나츠를 따라서 다른 드래곤슬레이어들과 같이 드래곤들과 맞선다.
빈약한가슴에 대해서 콤플렉스를 가지고 있다.
- 마법
  - 하늘의 멸룡 마법: 기본적인 멸룡 마법뿐만이 아니라, 하늘의 힘으로 여러 가지 보조 및 회복의 마법도 구사하는 것이 가능.
- 기술
  - 공기 섭취: 말 그대로 공기를 섭취하는 것, 아마 호흡과는 별개의 다른 행동으로 추정된다.
  - 천룡의 포효(天龍咆哮): 입에서 엄청난 기세로 몰아치는 태풍을 발사하는 기술.
  - 천룡의 익격(天龍翼擊): 팔에 초고속으로 회전하는 바람을 감아 상대를 때리는 기술. (나츠의 기술을 보고 따라한 것)
  - 천룡의 갈고리 : 셰리아와 싸울때 쓴 기술, 다리에 바람을 휘감아 복숭아뼈를 이용해 때리는 기술(나츠의 기술을 보고 따라한 것)
  - 천룡의 쇄아 :셰리아와 싸울때 쓴 기술, 손에 바람을 휘감아 상대를 할퀴는 기술(나츠의 기술을 보고 따라한 것)
  - 치유 마법(治癒魔法): 하늘의 힘을 이용해 대상자의 상처를 완전히 치료하는 마법
  - 트로이아(Troia): 마법을 건 대상의 균형감각을 완벽하게 치료하는 마법, 나츠에게 사용했으며 효과는 한 2~3일 정도 지속된다. 쓰면 쓸수록 지속 시간이 점점 줄어든다는 것이 단점.
  - 버니어(Vernier / 瞬足): 마법을 건 대상이나 자신의 스피드를 올려주는 마법, 천국을 가로지르는 신속의 바람처럼 빠른 스피드로 움직일 수 있게 된다.
  - 상태변환마법 리제: 마법을 건 대상의 상태이상(독,구속,수면가루 중독 등)을 치료하는 기술
  - 암즈(Arms / 剛腕): 마법을 건 대상이나 자신의 공격력을 올려주는 마법, 천국을 산산히 부수는 엄청난 힘으로 공격력이 올라간다.
  - 아머(Armor): 마법을 건 대상이나 자신의 방어력을 올려주는 마법.
  - x버프: 버니어,암즈,아머등을 한번에 거는 마법.
  - 리제: 몸의 부자유를 치유하는 마법
  - 리•레이즈: 자신 상태이상 치료마법, 내성 면역.
  - 멸룡오의(滅龍奧義): 멸룡마법의 오의라 불리는 기술.

1. . 밀키 웨이(Milky Way) - 그란디네가 웬디에게 남겨준 기술, 하늘의 은하수로 죽은 용의 영혼을 불러내는데에 사용했던 마법.
2. . 조파천공천(照破天空穿) - 그란디네가 웬디에게 남겨준 기술,상대가 꼼짝 못하게 바람의 결계를 만들어서 엄청한 폭풍(회오리)로 상대를 날려버리는 기술.

- - 신의왕관,데우스코로나(deus corona): 모든속성기술에 내성을 걸수있는마법.
  - 신의기사,데우스에쿠스(deus eqqus): 자신의 신체기술능력이 증가하는마법.
  - 드래곤포스: 페이스주변에 있는 에텔나노의 융합체를 흡수하며 웬디의 각성인 드래곤포스에 도달함.
  - 약점

메실장아찌등 신맛나는 음식
성우 - 사토 사토미 / 김현지
샤를(Charle)해피와 똑같은 날개 달린 고양이,
개그 캐릭터인 해피와는 달리 어른스럽고 성숙하며, 해피같은 덜떨어지고 무례한 남자들이라면 질색을 한다.
해피와 똑같이 엑스탈리아에서 대피시킨 엑시드중 한명. 엑스탈리아의 여왕인 샤고트의 딸이며 샤고트의 피를 물려받아 예언의 능력을 지니고 있다.
지구로 떨어지고 부화한 직후에 에도라스에서 엑스탈리아를 파괴해 무한의 마력을 얻을 계획 실행이라는 미래를 예지하지만 얼떨결에 예지한데다 아직 완벽하게 각성한게 아니었기에 그 미래를 드래곤 슬레이어 말살 계획으로 오인한다. 후에, 진실을 알게 된다.
자신과 같이 에도라스에서 보내진 사자임에도 불구하고 그 사명을 완전히 까먹은 채 행동하는 해피를 보고는 처음엔 못마땅해했지만 이후 진실을 알게 되면서 해피에게도 마음을 연다.
교양없는 사내들을 싫어하며, 다즐링 홍차를 좋아하는 고상한 취미도 보인다.
후에 에도라스에서의 전투가 끝나고 샤곳에게서 물려받은 예언의 능력이 완벽하게 각성하여 천랑섬에서 일어날 사투를 정확하게 예지하는 힘을 보인다.
페어리테일 해산 후 웬디와 함께 들어간 라미아스케일에서 변신 마법을 배워 인간화가 가능해졌다. 후에 다시 페어리테일로 복귀.
성우 - 호리에 유이 / 이보희
리사나 스트라우스(Lisanna Strauss)페어리 테일의 멤버이자 미라젠, 엘프먼의 여동생.
나츠와 어렸을 적부터 소꿉친구였던 소녀.
2년 전, 임무에서 죽은 것으로 되어 있었지만, 실은 그 때 아니마가 열리는 바람에 다른 세계인 에도라스로 흘러들어갔다고 한다. 에도라스에 도착해 보니 그곳에도 페어리 테일이 존재했지만, 에도라스의 리사나는 이미 절벽에서 떨어져 죽은 후였다. 그 후 2년 동안이나 에도라스에서 자신이 지구의 리사나라는 것을 숨기고 에도라스의 리사나였던 척 했지만, 미스트건이 아니마를 이용해 에도라스의 마력을 지구로 전부 다 흘려보냈기 때문에 지구의 인간이었던 리사나는 결국 에도라스의 미라젠, 엘프먼과 작별을 하고 지구의 페어리 테일로 돌아와 지구의 미라젠, 엘프먼과 감동적인 재회를 한다.
시원시원하고 털털한 성격이기 때문에 오랜만에 지구의 페어리 테일로 돌아왔을 땐 지체없이 모든 길드 멤버들과 순식간에 원래대로 친해졌다.
- 마법
  - 테이크오버 <애니멀 소울>
- 기술
  - 새: 연한 녹색 바탕에 파랑, 분홍, 빨강, 노랑의 화려한 깃털이 달린 타조 비스무리한 새로 테이크오버한다.
  - 토끼: 보라색 바탕에 귀끝에 분홍색 무늬가 있는 초 거대한 토끼로 테이크오버한다.
  - 물고기: 분홍색 물고기로 테이크오버한다.
  - 반(半) 변신: 인간의 형태는 남겨둔 채 신체 일부분만 동물로 테이크오버한다.

1. . 반인반조(半人半鳥) - 양 팔을 새의 날개로 변형시켜 난다.
2. . 반인반묘(半人半猫) - 캣 우먼으로 변신, 고양이의 스피드와 신체능력을 가지게 된다.

성우 - 사쿠라이 하루미(유년) , 나즈카 카오리(성년) / 김나율
로미오 콘볼트(Romeo ConBolt)페어리테일에서 가장 최연소 마도사
마카오의 아들이며 작중 초반에 자신의 아버지를 구해준 나츠를 보고 존경하게 되었다.그 후, 나츠를 보고 마도사를 꿈꾼다. 그러나 X784년, 페어리테일의 주력 멤버들과 천랑섬이 사라지자 그 충격으로 웃음을 잃었다. 그러나,주력 멤버들이 다시 돌아오자 본래의 모습을 되찾았다. 7년 동안 페어리테일의 마도사로 성장하였다.
- 마법
  - 무지개 마법 (아직 4개밖에 쓰지 못한다.)
  - 빨간 불
  - (차가운)파란 불
  - (끈적한)보라색 불
  - (냄새나는)노란색 불

성우 - 이세 마리야 / 김나율
길다트 클라이브(Gildarts Clive)페어리 테일 멤버이자 S클래스 마도사.
마스터 마카로프를 제외하면 페어리 테일 최강의 마도사로 칭송받는다.
차기 마스터 후보로도 주목받고 있지만, 정작 본인은 그런 자리엔 관심조차 없는 듯 하다.
100년 동안 아무도 해낸 적이 없었다는 임무인 100년 퀘스트를 수행하기 위해 몇 년 동안 자리를 비웠다가 최근에 돌아왔다.
그 대가로 한쪽 팔과 다리, 내장을 아크놀로기아에게 뜯겼다.
멍하니 걸어가는 버릇이 있는데 그럴 때마다 자신의 마법으로 주위를 막고 있는 벽을 완전히 파괴시켜 뚫어버리기 때문에 길다트가 매그놀리아에 돌아올 땐 종이 울리며 매그놀리아 전체가 반으로 갈라지면서 페어리 테일까지 일직선으로 갈 수 있는 '길다트 시프트'(Gildarts Shift)로 전환된다.
길드 멤버 모두에게 사랑받으며, 성격 또한 사람 좋고 털털하기 때문에 대인관계는 아주 원만하다.
100년 퀘스트에서 만난 흑룡(아크놀로기아)에 대한 이야기를 나츠에게 해준다. 나츠는 이 얘기를 듣고 잠깐의 혼란에 빠지기도 한다.
마스터 마카로프처럼 살짝 푼수같은 면모를 보이지만, 페어리 테일의 톱이라는 칭호가 아깝지 않을만큼 강하며 의외로 탄탄한 근육질 몸매이다.
현재 S클래스 시험에서 나츠와 조우해 전투를 벌인다. 압도적인 실력차로 나츠를 몰아가지만 나츠는 계속해서 길다트를 쓰러뜨리고 S클래스 마도사가 되기 위해 고군분투한다. 하지만 길다트는 그런 나츠를 살기로 기를 죽이고 나츠의 각오를 믿는다면서 나츠를 시험에서 무사히 통과시켜준다.
천랑섬 사건이 끝난 후, 충격적이게도 카나의 아버지였음이 밝혀졌다. 그 후로 카나를 보면 성격이 소녀로 바뀌는 팔불출 아버지가 되었다.
천랑섬 사건이 끝난 후, 마카로프가 페어리 테일 옛날 건물 지하에서 메이비스 버밀리온이 기록한 페어리 테일의 비밀 루멘 이스뜨와르를 보여주고 5대 마스터로 임명하지만 렉서스의 파문을 취소시키고 마카로프 드레아를 6대 마스터로 임명한다는 내용의 편지를 남기고 떠난다.
- 마법
  - 파괴 마법 <크래쉬>: 지정한 대상이나 자신의 몸에 닿은 것은 모두 산산히 부숴 소멸시키는 최상위의 파괴 마법. 분쇄 대상은 단단한 사물은 물론 형태를 가지지 않은 자연원소까지 분쇄가능하다. 하지만 너무 강력한 나머지 가끔씩 길다트 본인이 조절을 못 하곤 한다.
- 기술
  - 격투: 돌진하는 나츠를 한방에 천장까지 매다꽂았었다. S클래스 승급시험에서는 자신이 움직인 자리에서 홍련폭염인을 맞을 때까지 단 한 번도 움직이지 않고 나츠를 제압하는 놀라운 실력을 보인다.
  - 크래쉬(Crash): 자신의 마법으로 모든 것을 부수는 놀라운 마법.

1. . 벽 뚫기: 멍하니 걸어가는 버릇이 있는데 그럴 때마다 자신의 마법으로 주위를 막고 있는 벽이나 장애물을 통째로 뚫어버리곤 한다.
2. . 소멸(消滅): 사물은 물론 자신에게 닿는 모든 마법들을 분쇄해 소멸시킨다.
3. . 분해(分解): 지정한 대상을 산산히 분해시키는 마법, 인간이 이 마법을 맞으면 순식간에 분해되어 아주 조그마한 여러 난쟁이들로 나뉘고 만다.
4. . 파사현정'일천: 이기술은 웬만하면 쓰지 않는다 자신의 주먹에 마력을 담아 일격한다.

성우 - 이노우에 카즈히코 / 민응식
메이비스 버밀리온(Mavis Vermilion)페어리 테일의 초대 마스터.
귀가 있어야 할 부분에 날개가 달린 긴 금발의 거의 요정에 흡사한(요정은 아니다) 청초한 소녀의 모습을 하고 있다.
아크놀로기아의 공격으로 소멸될 위기에 처한 페어리 테일을 절대방어마법 페어리 스피어로 지켜주었다.
7년 후, 천랑섬을 다시 이 세계로 불러들여 모두를 길드로 보내기 위해 길드 멤버들과 조우, 멤버들의 흔들림 없는 유대가 기적을 부른 것이라고 칭찬하고는 사라졌다.
청초한 모습이긴 하지만, 외모에 신경쓰고 먹성좋고 활발한 성격이다.천랑섬의 무덤에서 있는 건 심심하다는 이유로 대마투연무에 페어리 테일을 응원하기 위해 다시 나타난다. 요정의 3대 마법을 만든 사람.
마음은 완전 소녀여서 속상한 일이 생기면 바로 울어버리지만 동시에 어른스러운 대사와 생각도 가지고 있다.
제레프가 이 세계를 부정하면서 자신이 인간들을 일방적으로 섬멸 시킨다고 말하자 메이비스는 페어리 테일이 막을것이라고 말하고 제레프와 대립하게 된다.
초기 길드 창립기에는 전투보다는 전략가로 활동하며 대부분의 길드간 항쟁에서 승리를 이끌며 당시에'요정 군사'로 불리었으며 각종 마법에도 해박한 지식을 갖추었다.
과거 페어리테일 창립 전, 불완전한 마법인 로우를 쓴 대가로 성장이 멈추어 버렸으며, 제레프에게 마법을 배웠다.
후에 제레프와 재회한 후, 자신이 앙크세럼의 저주에 걸렸다는 것을 알게 된다. 조만간 제레프와 사랑을 나누다가 제레프의 사랑이 너무 큰 탓에 제레프의 저주 발동으로 반영구적으로 죽는다. 그리고 그 몸은 루멘 이스트와르(페어리 하트)가 된다.
- 마법
  - 페어리 스피어(Fairy Spear / 妖情聖域)페어리 테일 3대 마법중에 하나로 절대 방어력으로 흑룡 아크놀로기아의 습격으로 천랑섬의 나츠일행을 구해준 엄청난 마법이나 마법영역 내의 모든것의 시간과 공간을 동결하므로 마법해제에 상당한 시간이 걸린다.
  - 루멘 이스트와르(Lumen Histoire / 光歷史): 메이비스가 기록한 페어리 테일의 진정한 역사. 역대 마스터들에게만 보여지고 있으며 현재 이걸 아는 것은 역대 마스터인 메이비스와 하데스, 그리고 마카로프와 길다트 뿐이다. 그리고 하데스가 마카로프의 아들 이완에게 알려줘 큰 소동이 벌어진다.

이것의 정체는 초대 메이비스의 몸이며, 정식명은 페어리 하트(Fairy Heart)이다.
이것은 에테리온을 무한정 쏠 수 있는 무한의 마력을 가지고 있다.
성우 - 노토 마미코 / 이지현
팬서릴리(PantherLily)전에는 에도라스 왕국군 제 1 마전부대 대장이었다.
본래 엑스탈리아 출신의 엑시드였지만 엑스탈리아의 거짓된 모습에 실망하고는 나라를 버린 후 에도라스의 왕국군에 입단했다.
자신의 거짓된 고향인 엑스탈리아를 완전히 잊어버리려 노력하지만 결국 끝에는 자신의 고향을 되살리기 위해 나츠 일행에 가세한다.
에도라스 전투가 종료된 후 미스트건이 거꾸로 아니마를 열어 지구로의 입구를 열었을 때, 몸에 마력을 지니고 있던 엑시드 일족이었기 때문에 지구로 흘러들어가 페어리테일에 입단한 후 가질의 고양이가 된다. 자기도 멸룡 마도사인데 혼자만 고양이가 없던 것에 아주 불만이 많았던 가질은 리리를 아주 기쁘게 받아들이며 리리가 어스랜드로 온 이후로는 계속 리리와 해피, 샤를을 겨루게 하려고 애를 쓴다.
본래 굉장히 큰 흑표범의 모습이었으나 지구로 온 후 어찌된 일인지 해피, 샤를과 똑같이 작아져버렸다. 다시 커지는 것도 가능하긴 하지만 큰 모습을 유지하는 시간은 굉장히 짧은 모양. 번개를 무서워한다.
성우 - 토치 히로키 / 고구인

### 라미아 스케일(Lamia Scale / 뱀 공주의 비늘)
오오바 바바사마(Oba Babasama)라미아 스케일의 길드 마스터.
성질 급하고 언제나 말할 때마다 오도방정을 떤다.약간 공주병 기질이 있는 듯 하다(애니메이션 중에 대마도연무 편 참고).하지만 오히려....(더 이상의 설명이 부족한듯 하다)
리온 바스티아(Lyon Vastia)라미아 스케일의 멤버.
그레이 풀 버스터의 사형(師兄)이자 울의 제자.
강한 마도사가 되기 위해 어렸을 적부터 울에게 수련을 받았었다. 수련을 받으며 울과 여행을 하던 도중 그레이가 입문하게 되었고, 그걸 탐탁치 않게 여겼었지만 시간이 지나자 받아들이게 된다.
데리오라와의 사투에서 울이 궁지에 몰리자, 지금까지 자신이 이상향으로 정하고 정진해왔던 목표들이 한순간에 무너지는 것을 느끼고 그것에 분노하면서 데리오라를 자신이 쓰러뜨리기 위해 금단의 얼음마법 <아이스드 셸>을 사용하려 했으나 울에게 저지당하고 결국 울이 대신 <아이스드 셸>로 데리오라를 봉인한다. 이 일을 계기로 그레이를 무척이나 원망한 나머지 절연했으나 사실 그에 대한 원망보다는 울의 희생에 누구보다도 큰 상실감을 느낀데서 비롯되었던 것.
그로부터 6년이 지난 후, 가루나 섬에 정착해 데리오라에 대한 복수심으로 일행을 모아 영제(零帝)라는 이름을 내걸고 달의 힘인 '문 드립'을 이용해 데리오라 부활을 계획, 데리오라를 부활시켜 자신이 다시 한 번 데리오라를 쓰러뜨리려 했으나 그레이, 나츠, 루시의 합동으로 인해 결국 저지당하고 그레이와의 결전에서 조형 마법의 약점을 이용한 그레이에게 패배한 후 자신의 잘못을 뉘우치게 된다. 가루나 섬 사건이 막을 내린 후 리온은 라미아 스케일에 입단한다.
오라시온 세이스를 물리치기 위해 맺은 길드 연합군에서 그레이와 재회한다. 특히 오라시온 세이스의 레이서의 약점을 간파해서 그레이와 협동을 통해 쓰러뜨린다.
7년간 행방불명된 페어리 테일의 길드원이 돌아오자, 라미아 스케일이 축하해 주러 왔는데, 쥬비아를 보고 한 눈에 반하고 만다.
드래곤들과의 싸움 후,쥬비아가 자신에게 반하지 않았다는 것을 깨닫고 순순히 포기한다.
- 마법
  - 얼음 조형 마법 <아이스 메이크>: 리온의 경우에는 생물을 만들어내는 動의 마법이다.
- 기술
  - 조형(造型)

1. . 아이스 메이크 - 이글(Eagle: 독수리): 얼음의 독수리 떼를 만들어 날리는 기술.
2. . 아이스 메이크 - 에이프(Ape: 원숭이): 얼음의 고릴라를 만들어 공격하는 기술.
3. . 아이스 메이크 - 스노우 타이거(Snow Tiger: 눈 호랑이): 얼음의 백호를 만들어 공격하는 기술.
4. . 아이스 메이크 - 라이온(Lion: 사자): 얼음의 사자를 만들어 공격하는 기술.
5. . 아이스 메이크 - 헷지호그(Hedgehog: 고슴도치): 전신에 마치 고슴도치처럼 얼음 가시를 두르는 기술.
6. . 아이스 메이크 - 아이스 드래곤(Ice Dragon: 雪龍): 얼음의 용을 만들어 공격하는 기술.
7. . 아이스 메이크 - 이무기 : 거대한 얼음이무기를 만들어 적을 공격하는 기술.
8. . 아이스 메이크 - 마우스(mouse)  :조그만 쥐를 만들어 움직인다 대마투연무에서 밀리아나를 상대로 사용함.
9. . 아이스 메이크 - 드래곤 플라이(Dragon Fly): 얼음잠자리를 날려 공격하는 기술
10. . 아이스 메이크 - 타이탄 피트(Titan Feat): 거대한 거인의 발을 조형하여 위에서 내려 찍어 버리는 기술

- - 특수기

1. . 아이스드 셸(絕對氷結) - 얼음 계열 마법의 최강의 마법이자 금지된 마법, 술사의 생명을 대가로 술사의 신체를 영원히 녹지 않는 봉인의 얼음으로 바꿔 지정한 대상을 영원히 얼음속에 봉인해버리는 금단의 마법이다. 리온도 이 마법을 쓸 수는 있지만 아직 발동하진 않았다.
2. . 블리자드(Blizard) - 눈보라를 몰아친다.
3. . 빙인 백조의 칼날 - 화려한 백조의 날개를 여러개 조형하여 상대를 공격하는 기술

성우 - 카지 유우키 / 전태열
셰리 블랜디(Sherry Blendy)라미아 스케일의 멤버.
7년전 리온을 열렬히 짝사랑하고 있으며 리온에 관한 모든 것을 받아들이고 좋아한다, 마치 쥬비아와 똑같다.
말끝마다 사랑~을 붙이곤 한다. 사랑이란 감정에 대해 굉장히 논리적이고 감성적이다.
애완동물로 '안젤리카'라고 하는 거대한 괴물 생쥐를 데리고 다닌다. 안젤리카를 '어둠을 달리는 사냥꾼'이라고 표현하곤 한다.
처음 등장 시에는 짙은 장밋빛 붉은 머리칼을 트윈 테일로 묶고 고스로리 스타일의 검정 바탕의 핑크 레이스 드레스를 입고 나왔었지만, 오라시온 세이스 편에서는 머리를 위를 틀어올려 부드럽게 늘어뜨리고 핑크빛의 나일론 원피스를 입어 한층 성숙한 이미지로 변신하였다.
7년후 랜의 약혼녀가 되었다.
- 마법
  - 꼭두각시 마법 <인형격>(人形擊)
- 기술
  - 우드 돌(木 人形 / Wood Doll): 거대한 나무를 자신이 원하는 데로 조종하는 마법, 이 때 조종당하는 나무는 마치 거대 나무귀신처럼 생명과 의지를 갖게 된다.
  - 락 돌(巖 人形 / Rock Doll): 암석들을 한데 모아 거대한 암석거인을 만들어 조종하는 마법.
  - 카펫 돌(毛織 人形 / Carpet Doll): 카펫에 마법을 걸어 카펫을 인형처럼 조종하는 마법, 이 때 조종당하는 카펫은 리본을 달고 구멍 뚫린 눈과 입이 생겨난다.
  - 꼭두각시 조종(傀儡術): 인간이 아닌 것을 전부 다 인형처럼 조종할 수 있는 마법인만큼, 인간이 아닌 여러 생물체들도 자신이 원하는 데로 조종이 가능하다. 특히 루시와의 전투에서는 불러내는 성령 족족 전부 다 조종하는 바람에 루시가 고초를 겪었다.

성우 - 이구치 유카 / 김혜진
유카 스즈키(Yuka Szuki)라미아 스케일의 멤버.
그다지 비중은 없고, 가루나 섬에서 나츠와의 대결한 후 패배.
정보도 그다지 알려진 것이 없으며, 마도사 처리반에 있었다는 것만 알 수 있다.
후에 가루나 섬 사건이 끝난 후, 라미아 스케일에 복직한다.
- 마법
  - 파동 마법
- 기술
  - 분쇄(粉碎): 파동을 발사해 닿은 물체를 초고속진동시켜 분쇄시키는 마법, 마력에 닿을 경우 그 마법을 사라지게 한다.
  - 마법 봉인(魔法 封人) :파동을 이용해 상대의 마법을 봉인해버린다.

성우 - 카와나베 마사키 / 박서진
토비(Toby)라미아 스케일의 멤버.
혀를 꼬아서 말을 하는 것이 특징.
반인반수의 이상한 모습을 하고 있으며, 본인도 굉장히 약하며 바보다.자신의 메가쿠라게로 자신을 긁고 목에 건 양말을 3개월이나 찾아다녔다.
후에 가루나 섬 사건이 끝난 후, 라미아 스케일에 복직한다.
- 마법
  - 메가 쿠라게
- 기술
  - 마비 - 손톱으로 할퀸 것을 마비시키는 기술.
    - 초마비손톱 메가메가쿠라게- 손톱으로 할퀴는 마비보다 강력한기술

성우 - 키시오 다이스케 / 고구인
쥬라 네키스(Jura Neekis)라미아 스케일의 멤버이자 에이스.
마카로프와 똑같이 대륙에서 가장 위대한 마도사 10인에게만 주어지는 칭호인 '성십대마도'(聖十大魔道)의 칭호를 지닌 강력한 마도사.
성실하고 건설적인 성격이며 자신을 낮출 줄을 아는 겸손한 성격, 리온과 셰리 역시 쥬라를 굉장히 존경하고 있다.
오라시온 세이스 편에서 자신의 실력을 대폭 발휘하면서 길드 연합군의 대표적인 강력한 전력이 된다. 7년후 성십대마도 랭킹5위가 된다.그 위의 4,3,2,1위는 이슈발의 사신이라 불리는데 그 놈들은 사람이 아니라 쥬라는 인류최강 성십대마도이다.(세이버투스의 오르가를 주먹 한방에 때려눕히는 힘을 지녔다.)대마투연무때 렉서스의 멸룡오의에 의해 패배한다.
- 마법
  - 흙 계통 각종 마법
- 기술
  - 땅 계열 각종 마법: 마법을 이용해 땅을 자신의 마음대로 조종하면서 기술을 거는 쥬라의 기술.
  - 암철벽(巖鐵壁): 땅을 자신의 전방위로 솟아오르게 해 각종 마법들을 방어하는 기술.
  - 암철분폭(巖鐵紛爆): 바위 송곳으로 꿰뚫은 상대를 그대로 갈기갈기 찢어버리는 기술.
  - 암산(巖山) :자신을 가두는 거대한 돌거인으로 자신을 방어한다.
  - 암철첨(巖鐵尖): 애니메이션 오리지널 기술, 땅에서 날카로운 바위 송곳을 솟아오르게 해 공격하는 기술.
  - 패왕암쇄(敗王巖碎): 땅을 솟구치게 해 상대방을 포박한 다음 그대로 으깨버리는 기술.
  - 명동부악(鳴動富嶽): 마력을 모은후 지반을 붕괴시키며 붕괴된 지반을 마력으로 초토화시키는 기술.

성우 - 아오야마 유타카 / 고구인
셰리아 블랜디(Sherria Blendy)라미아 스케일의 멤버
셰리의 사촌 여동생.
언니인 셰리와 마찬가지로 사랑을 중요시여기지만, 아직은 어리숙하다고 본인을 생각한다.
리온을 짝사랑하며 리온이 좋아하는 쥬비아를 증오한다. 웬디와 비슷한 마법을 쓴다. 천공의 갓 슬레이어.
- 마법
  - 천공 멸신마법
  - 천신의 노효: 천룡의 포효와 비슷하지만 더 강한기술
  - 천신의 춤: 검은바람을 팔에 휘감아 공격하는기술
  - 북풍 보레아스: 북풍의 힘을담아 공격하는 기술
  - 멸신오의: 멸신 마법의 오의라고 불리는 기술
  - 하늘의 총운: 검은 깃털의 바람을 만들어 공격하는 기술. 원래는 이공격을써서 웬디를 이길라했지만 웬디가 체력을 높이는 전략때문에 빗나감.

위험한기술.
성우 - 이구치 유카

### 블루 페가수스(Blue Pegasus / 푸른 천마)
마스터. 밥(Master. Bob)블루 페가수스의 길드 마스터.
현역 시절에는 굉장히 수려하고 아름다운 외모를 지니고 있었지만 현재는 어쩐 일인지 여성미가 넘치는 풍만한 몸집의 할아버지가 되어 있다.
상냥하고 배려심 넘치고 좀 지나치게 여성스러운 것이 특징, 늘 진한 핑크색의 나일론 원피스에 하반신엔 푸른색과 연보라색 줄무늬의 반바지를 입고 있으며 화려한 액세서리나 장식, 그리고 인테리어를 좋아한다. 하지만 한번 뿔나면 이중인격을 연상케 할만큼 장난이 아니며 그 포스는 천하의 안하무인이었던 카렌조차도 꼼짝 못할 정도였다.(성령을 도구처럼 다루는 그녀에게 정색하며 충고하였을 때 이 면모가 드러남)
실력만큼은 확실하다. 엘자의 말로는 옛날의 현역 시절엔 마카로프를 고전시키던 몇 안 되는 실력자들 중 하나였다고 함.
- 마법
  - 물체 통과 마법
  - 불명

성우 - 고토 히로키 / 김디도
히비키 레이티스(Hibiki Laytes)블루 페가수스의 멤버.
오라시온 세이스 편에서 길드 연합군의 모임 장소인 마스터. 밥의 개인 별장에서 처음 조우했다.
굉장히 수려하고 어떻게 보면 뇌쇄적으로 보일 만큼 잘생긴 외모를 지니고 있으며 왼쪽 눈 아래의 작은 점이 포인트.
별명은 '백야(白夜)의 히비키'
길드 연합군에게 오라시온 세이스에 대한 정보를 알려주고 습격에 대해 전체적인 계획을 세워주고, 또 자신의 마법을 이용해 여러 가지 다양한 공격 포인트나 위치를 잡아주는 등 아주 큰 역할을 한다.
과거에 카렌 리리카를 짝사랑하고 있었다.
- 마법
  - 아카이브(Archive / 古文書)

성우 - 콘도 타카시 / 김디도
이브 티르무(Eve Tearm)블루 페가수스의 멤버
오라시온 세이스 편에서 길드 연합군의 모임 장소인 마스터. 밥의 개인 별장에서 처음 조우했다.
블루 페가수스 멤버 중에서 제일 나이가 어리다.
본래 평의회 직속 검찰 부대 <룬 나이트> 소속이었으나 제라르가 일으킨 에테리온 투하 사건으로 인해 평의회가 혼란에 빠진 후 대정비가 이루어질 때 탈퇴하여 블루 페가수스에 입단했다.
별명은 '성야(聖夜)의 이브'
- 마법
  - 스노우 매직(Snow Magic / 雪魔法)
- 기술
  - 화이트 아웃(WhiteOut): 애니메이션 오리지널 기술, 360도 전방위로 눈폭풍을 몰아치게 해 상대를 폭설더미에 파묻히게 한다.

성우 - 오오무라 후유카 / 이미나
렌 아카츠키(Ren Akatsuki)블루 페가수스의 멤버
오라시온 세이스 편에서 길드 연합군의 모임 장소인 마스터. 밥의 개인 별장에서 처음 조우했다.
구릿빛으로 태닝한 피부가 특징이며, 여성에게 상냥하지만 그걸 부끄러워하는 츤데레끼가 조금 있다.
별명은 '공야(空夜)의 렌' 셰리의 약혼자.
- 마법
  - 에어 매직(Air Magic / 空氣魔法 )
- 기술
  - 에어리얼(Areal): 애니메이션 오리지널 기술, 일정 공간의 산소를 희박하게 만들어 호흡곤란과 함께 이명(異瞑), 두통 등 온갖 산소부족현상을 상대에게 주는 기술.
  - 부유(浮流): 공기를 조종하여 대상을 공중부양시키는 기술.

성우 - 마츠카제 마사야 / 서원석
이치야 반다레이 코토부키(Ichiya Vandalay Kotobuki)블루 페가수레의 멤버.
외모가 출중한 다른 블루 페가수스 마도사들과는 달리 짜리몽땅하고 굉장히 순박(?)하게 생긴 외모가 특징, 아주 커다란 코가 특징이며 은근 여자를 밝히는 면도 있는 듯.(젊었을때는 마스터 밥의 옛모습처럼 엄청난 꽃미남이다.)(특히나 엘자에게 마이 허니라 불러 쩔쩔매게(?)했다고...)
철없어 보이고 약간 푼수 느낌까지 들지만 실력만큼은 확실한, 블루 페가수스 에서도 차기 마스터 급의 최고의 마도사이며 페가수스내에서는 절대적인 사랑을 받고 있다.
허영심이 살짝 강해 자신이 불리한 상황에서도 허세를 부리는 건 잊지 않는다.
히비키, 이브, 렌에게는 사부님 혹은 선생님, 형님, 이치야님등등으로 다양하게 불리고 있다.
말끝마다 맨(man)소리를 해댄다.
- 마법
  - 향수 마법 <파르팜 매직>(香魔法 / Parfum Magic): 여러 가지 마법의 힘이 담긴 향수를 뿌려 부리는 마법.
- 기술
  - 마력소멸의 향: 맡기만 해도 전신의 마력을 일시적으로 소멸시켜 상대를 움직일 수조차 없게 만드는 마법의 향수
  - 고통의 향: 맡으면 전신에 최악의 고통을 주는 마법의 향수.
  - 진통의 향: 육체의 피로나 데미지에 따른 고통을 줄여주는 효능을 지닌 마법의 향수.
  - 치유의 향: 상처를 치료하는 힘을 지닌 마법의 향수.
  - 육체강화의 향: 향을 들이마시면 일시적으로 거인에 필적할 만한 덩치와 파워를 얻게 되는 마법의 향수.
  - 필살기: 이치야가 보여주는 최강의(?) 필살기

1. . 뷰티풀 드리머 미소의 스매쉬~!:육체강화의 향을 이용해서 자신의 파워를 강하게 만든 다음,상대를 굉장히 강하게 후려치는 기술이다.(안면 이용 공격은 덤)

성우 - 하야미 쇼 / 최원형
카렌 리리카(Karen Lilika)블루 페가수스의 멤버, 지금은 사망
엄청나게 아름다운 외모로 인해 주간 소서러의 간판 모델로도 활동했었던 유명한 성령 마도사.
아름답긴 하지만 사치스럽고 오만한 성격에다가 성령들을 도구로밖에 여기지 않는다. 자신이 부리는 성령 중 하나인 백양궁의 아리에스를 늘 학대하고 잔인하게 부려먹었으며 이런 태도로 인해 길드의 멤버들이 불만을 표시하고 마스터 밥이 꾸중을 해도 그걸 전부 다 아리에스의 탓으로 돌린다.
하지만 이를 보다 못해 사자궁인 로키가 아리에스를 구하기 위해 카렌에게 계약 해지를 요구했고 카렌은 자신의 태도를 반성하기는커녕 로키를 돌아오게 할 궁리만 했다.
로키가 인간계에 소환되어 있는 이상, 카렌은 다른 성령을 불러내는 것이 불가능했기 때문에 3개월 동안이나 일을 하지 못하게 되었고 결국 무리를 해서 일을 나갔다가 오라시온 세이스의 엔젤에게 죽임당한다. 애니메이션에서는 성령왕 옆에 로키에게 웃어주는 카렌의 영혼이 나타나 마지막에나마나 화해를 한 듯한 묘사가 있다.
- 마법
  - 성령 마법

성우 - 사와구치 치에 / 박신희
제니 리알라이트 (Jenny Realight)블루 패가수스의 멤버
미라젠을 동경해서 화보모델이 되었다.
미라젠이 없어진 후 7년동안 주간 소서러에서 여친삼고싶은 마도사 1위, 163화에서 미라젠과 대결을하다 내기로 진 쪽이 주간 소서러에 누드를 싣는다는 내기를 했지만 자신이 져서 누드를 하고 298화에서 복수한다.(그 대신 미라젠도 빠르게 298화에서 복수)
- 마법
  - 변신 마법

성우 - 나즈카 카오리

### 콰트로 케르베로스(Quatro Kerberos / 머리4개 달린 사냥개)
마스터 골드마인(Master. Goldmine)
콰트로 케르베로스(퍼피)의 마스터.마법사 모자를 쓰고 있으며,얼굴은 여자같아 보이기도 하지만 사실은 굉장히 터프한 상남자다.7년전 정례회편,번외편(애니메이션)에도 몇번 출현하는 등 조금씩 모습을 보이고 있다.(참고로 대마투연무에서 마지막5일 꼴찌에 종합꼴지까지에 길드원소개도 5명을 몰아서 하는 등 길드이름대로 '개'무시를 당하는중)
성우 - 시모야마 요시미츠 / 이재범
예거(Yeager)
콰트로 케르베로스(퍼피)의 마도사이자 가장 근육질 마초인 사내.은발의 긴 머리에 귀에 헤드폰 같은 것을 끼고있다.식물 마법을 주로 사용하는 마도사이다. 하지만 대마도연무 때 늘 당하기만 하는 비운의 엑스트라이다.
- 마법
- 식물 마법

성우 - 세키구치 에이지 / 정주원
워 크라이(War Cry)
콰트로 케르베로스(퍼피)의 마도사이다.머리에는 늑대 가죽을 뒤집어 쓰고 눈물 마법이란 희귀한 마법을 사용한다고 한다. 하지만 대마도연무 때 오르가한테 일격에 당하고 마는 비운의 엑스트라이다.
- 마법
- 눈물 마법

바커스(Bachus)콰트로 케르베로스(퍼피)의 S급 마도사이자 가장 강한 마도사.양 팔에 보라색 갑주를 두르고 있고,중국인 같은 헤어스타일을 하고 있다.7년전에 엘자와 호각이었다고 할 정도로 강한 마도사이다.대마도연무 초반에는 자신의 강대한 힘과 마력을 보여주면서 엄청난 포스를 보여주었으나 엘프먼과의 승부에서 패배한 뒤에는 스팅의 기초전투력에 일격에 당하는 등,엄청나게 꼴사나운 모습만 보여준다.
대마도연무 후,다른 길드와 함께 카피 드래곤들과 맞서 싸우나 죽임을 당한다. 하지만 울티어의 마법 '라스트 에이지' 덕분에 다시 살아나게 된다.
- 마법(마력을 손바닥에 담아 치는 마법)
- 취벽괘장(취권+벽괘장)

성우 - 츠다 켄지로 / 이현
노발리(Nobally)
콰트로 케르베로스(퍼피)의 마도사이다.마법도 쓰는 모습이 한번도 안 나온 콰트로 케르베로스 최고의 엑스트라이다.
- 마법

셈스(Semmes)
콰트로 케르베로스(퍼피)의 마도사이다.콰트로의 마도사들중 덩치가 제일 크며,까만 광대같은 복장을 하고 있다.대마도연무 때 밀리아나에게 패한 이후로는 더 이상 나오지 않는 비운의 엑스트라이다.
- 마법
- 회전 마법

록커(Rocker)
콰트로 케르베로스(퍼피)의 마도사이다.양갈래로 머리를 세웠으며,콰트로 중에서 가장 터프해보이는 의상을 입고있다.처음엔 존재감이 없다가 나중에 바커스와 같이 이치야+니치야와 싸운다. 하지만 역시 바커스와 함께 털리는 비운의 엑스트라이다.
- 마법
- 드릴 변환 마법

성우 - 미야시타 에이지 / 김혜성

### 팬텀 로드(Phantom Lord / 유령의 지배자)
마스터. 조제 폴라(Master. Jose Porla)팬텀 로드의 길드 마스터.
노인들이 많은 길드 마스터 중에서도 상당히 연배가 젊은 편, 젊은 나이에 마스터 마카로프와 똑같이 성십대마도의 칭호를 지녔을 만큼 강력하다.
루시의 아버지에게서 페어리 테일에 입단한 루시를 데리고 오라는 의뢰를 받아 페어리 테일을 무작위로 습격하고 대파시킨다. 하지만 루시를 잡아서 하트필리아 家에 돈을 있는 대로 뜯어낼 사악한 흉계를 꾸미고 있었으며 그 흉계를 위해 페어리 테일의 모든 것을 때려부순다.
하지만 결국 최후엔 마스터 마카로프와의 대결에서 마카로프의 페어리 로를 받고는 패배, 그 후 평의회에 수감되어 성십대마도의 칭호를 박탈당한다.
- 마법
  - 셰이드(Shade / 暗影)
  - 각종 고스트 마법
- 기술
  - 고스트: 셰이드로 만들어 낸 고스트들, 상대를 통과하면 상대는 무기력해져 아무것도 할 수 없게 된다.
  - 생명 빼앗기: 유령들을 소환해 상대를 포박한 다음 그대로 유령을 이용해 상대의 영혼과 생명을 빼앗는 무서운 마법
  - 데스 웨이브(Death Wave): 원령들로 이루어진 파도를 날리는 기술

성우 - 마츠야마 타카시 / 시영준
토토마루(Totomaru)팬텀 로드의 간부인 <엘리멘트 4>의 한 명.
엘리멘트 4에서도 불을 다루는 마도사로 '대화(大火)의 토토마루'라는 호칭이 붙는다.
닌자를 연상시키는 붉은 옷에 흰색 반 검은 색 반의 머리 염색이 특징.
마도집속포인 쥬피터를 부수기 위해 침입한 나츠와 조우, 처음엔 우세하지만 결국 나츠에게 패배한다.
- 마법
  - 레인보우 파이어(Rainbow Fire / 七色炎)
- 기술
  - 화염 조종: 모든 화염은 토토마루가 원하는 데로 움직인다. 적이 만든 화염도 마찬가지.
  - 레드 파이어(Red Fire / 赤炎): 기본적인 화염, 닿은 순간 폭발하면서 화염이 일어난다.
  - 오렌지 파이어(Orange Fire / 朱黃炎): 지독한 냄새를 풍기는 가스성분이 담긴 화염
  - 옐로 파이어(Yellow Fire / 黃炎): 불명
  - 그린 파이어(Green Fire / 綠炎): 불명
  - 블루 파이어(Blue Fire / 靑炎): 굉장히 차가운 화염을 뿜는다.
  - 인디고 파이어(Indigo Fire / 枏色炎): 불명
  - 퍼플 파이어(Purple Fire / 紫炎): 끈적끈적한 점성이 있는 화염

성우 - 엔도 다이스케 / 김영찬
솔(Sol)팬텀 로드의 간부인 <엘리멘트 4>의 한 명.
엘리멘트 4에서도 땅을 다루는 마도사로 '대지(大地)의 솔'이라는 호칭이 붙는다. 또 다른 별칭으로는 '무슈 솔'이 있다.
황토색의 턱시도에 마치 배추 비스무리하게 생긴 초록색 머리칼, 그리고 양 팔에 이어 착용한 갈색 망토와 모노클이 특징.
늘 말에 3박자의 '논~ 논~ 논~'을 붙이는 버릇이 있으며 언제나 신사적인 말투를 사용한다.
엘프먼과의 전투에서 엘프먼이 리사나에게 행했던 과오를 자꾸 들추면서 엘프먼을 심적으로 괴롭힌다. 하지만 전신 테이크 오버에 성공한 엘프먼의 공격에 나가떨어져 패배한다.
- 마법
  - 각종 땅의 마법
- 기술
  - 지면 이동: 땅 속을 자유롭게 이동하는 기술
  - 기억의 단층: 애니메이션 오리지널 기술, 땅 속에 숨어 있다가 지정한 대상이 자신이 숨어 있던 땅을 밟은 순간, 그 밟은 인간의 기억을 전부 다 읽어버리는 마법.
  - 흙 골렘: 흙을 조종해 자신이 마음대로 형태를 바꿔 골렘을 만드는 기술. 애니메이션 오리지널 기술로 리사나의 형태를 한 골렘을 만들어 엘프먼을 굉장히 혼란시켰었다.
  - 사블 댄스(Sable Dance / 沙舞[3]): 강력한 모래바람을 상대 주위에 몰아치게 해 상대의 시야를 가리는 기술.
  - 로셰 콘체르토(Roche Concherto / 岩協奏曲[4]): 상대가 서 있는 지면을 폭파하듯 솟구치게 해 상대에게 데미지를 주는 기술.
  - 플라트르 소나트(Platre Sonate / 石膏奏鳴曲[5]): 여러 광물을 한데 모아 철과 같은 경도를 지닌 거대한 주먹을 발사하는 기술.
  - 메르시 라 비(Mercy La vie[6]): 애니메이션 오리지널 기술. 상대를 돌처럼 딱딱하게 굳게 만들어 대지와 동화시킨 다음 영원히 봉인해버리는 봉인 마법.

성우 - 세키구치 에이지 / 이재범
아리아(Aria)팬텀 로드의 간부인 <엘리멘트 4>의 리더.
엘리멘트 4에서도 바람을 다루는 마도사로 '대공(大空)의 아리아'라는 호칭이 붙는다.
마치 부두교의 주술사를 연상시키는 복장이며, 진한 녹색 망토와 녹색 챙 넓은 모자, 그리고
엘리멘트 4의 리더답게 한 순간에 마스터 마카로프의 마력을 산산히 없애버리는 놀라운 실력을 보인다.
이 후 나츠와의 싸움에서 나츠를 가볍게 제압하지만, 뒤이어 따라온 엘자의 일격에 의해 쓰러지고 만다.
자신의 마력을 줄이기 위해 눈을 가리고 있으며, 눈을 가리고 있던 보라색의 천을 풀면 자신의 마력이 최대치가 개방된다. 최대치의 마력을 개방해서 엘자와 전투를 벌였지만 엘자의 분노를 담은 일격에 패배했다. 상당히 허무한 최후. 조제를 쓰러뜨린 마카로프에게 또 다시 습격하나 역시 쓰러지고 만다.
- 마법
  - 각종 바람의 마법
- 기술
  - <드레인>(枯竭): 바람의 힘을 이용해 상대의 모든 마력을 바람에 실어 뿔뿔이 흩어지게 해 고갈시켜 상대를 죽음으로 몰고 가는 위험한 마법.
  - 공역. <절>(空域. 絶): 바람의 힘을 이용해 모든 것을 찢어발기는 바람을 발사하는 기술.
  - 공역. <멸>(空域. 滅): 바람으로 상대의 산소를 급격하게 떨어지게 해 목숨을 앗아가는 기술.
  - 죽음의 공역. <제로>(死空域. 零): 엄청난 기세로 몰아치는 폭풍의 필드를 펼치는 기술, 이 필드에 몰아치는 폭풍은 상대의 모든 에너지를 엄청난 속도로 빼앗아가면서 몰아친다.

성우 - 타이라 카츠이 / 김디도

### 세이버 투스(Saber Tooth / 검교의 호랑이)
스팅 유클리프(Sting Eucliffe)
세이버 투스의 강력한 5인의 마도사 중 한 명, 백룡(白龍)이라는 칭호를 지니고 있는 드래곤 슬레이어
로그와 페어를 이루고 있어 둘이 붙어 다니기 때문에 세이버 투스의 쌍룡이라고 불린다.
자신들을 일컬어 제 3세대 멸룡마도사로 부르고 있으며, 용에게 직접 전수받은 것을 제 1세대와 용의 마력을 담은 라크리마를 몸에 이식한 걸 제 2세대 멸룡마도사라면 본인들은 이 2가지 케이스를 전부 지닌 자들이라 한다. 렉터는 이들을 제 3세대라 설명해준다. 진정한 멸룡 마도사가 되기 위해 자신들을 키운 드래곤을 죽여버렸다고 한다.
어렸을 적에는 나츠를 동경하고, 넘어야 할 존재로 보고 있었지만 지금은 멸룡 마도사라면서 드래곤(아크놀로기아)을 죽이지 못하는 멸룡 마도사라며 굉장히 깔본다. 이렇게 나츠에 집착하는 이유는 어렸을 적, 렉터가 스팅이 드래곤을 죽였다는 말했지만 다른 이들에게 무시받자 렉터가 거짓말쟁이가 아니라는 것을 증명하기 위해서. 진짜 드래곤은 이제 존재하지 않기 때문에 그 대신 나츠를 사람들 눈 앞에서 쓰러뜨려 렉터의 말이 사실임을 증명하려고 했던 것.
대마투연무 2일차에 '운반차' 경기에 참가하지만 운반차 경기가 하필 교통수단 위의 레이스 경기라 멸룡 마도사의 약점인 멀미가 일어나 결국엔 경기를 포기하고 만다.
그 다음에는 4일차에 로그와 함께 팀을 이뤄 태그 배틀에 나와 나츠, 가질 페어와 전투를 벌인다. 하지만 등장 초반에 거드름을 부린 것과는 다르게 나츠, 가질에게 당하고 있다가 마력 증폭 마법을 사용해 형세를 역전시키는가 싶더니 그것도 잠시 다시 밀리고 만다. 그러자 스스로 '드래곤 포스'를 사용해 혼자서 나츠와 가질을 압도적으로 쓰러트리지만 나츠와 가질은 별 다른 타격을 입지 않은 듯 일어선다. 이후 로그와 함께 드래곤 포스를 사용했음에도 나츠 한 명에게 압도적인 실력차로 패배한다.
이 때문에 마스터인 지엔마에게 꾸짖음을 들으며 길드 마크를 지우라는 명령을 듣자 렉터가 나와 로그와 스팅을 변호해준다. 지엔마는 고작 고양이가 제 길드 마크를 새기고 있는 것을 보고 분노, 렉터를 소멸시킨다. 이 모습을 본 스팅은 울부짖고, 지엔마는 고작 고양이 하나 죽었다고 윽박지른다. 이 말에 스팅은 분노를 참지 못하여 결국 마스터인 지엔마를 공격해 쓰러뜨린다.
그 후,대마투연무 마지막 날에 다른 길드의 마도사들이 모두 페어리테일에게 패배.그러자 자신 혼자서 직접 페어리테일의 마도사 5명(그레이,엘자,가질,쥬비아,렉서스)들을 쓰러뜨리려 했으나,그들의 압도적인 포스에 항복.그리고 밀리아나 덕에 렉터를 다시 되찾는다.
드래곤들이 쳐들어 왔을 때,나츠를 따라서 다른 드래곤슬레이어들과 같이 드래곤들과 맞선다.
드래곤들과 싸운 후,다시 새로운 세이버투스를 세울려고 한다. 세이버투스의 길드 마스터가 되었다
- 마법
  - 빛의 멸룡마법: 백룡 바이슬로기아에게 배운 멸룡마법
- 기술
  - 백룡의 포효: 입에서 하얀 광선을 내뿜는 기술. 방향 전환이 가능하다.
  - 백룡의 발톱 = 성흔: 낙인을 새겨 움직임을 봉인하는 기술. 낙인이 사라지면 다시 움직일 수 있다. 정확한 기술명은 불명이며 나올시 수정
  - 홀리 레이: 두 손에 빛을 모아 그 빛을 여러 갈래로 날린다
  - 화이트 드라이브: 마력 증폭 마법. 힘 속도 모두 크게 올라간다
  - 백룡의 홀리 브레스 :백룡의 포효와 달리 다른 포효들처럼 범위가 광범위하며 위력은 보통포효와는 비교가 안된다
  - 드래곤 포스: 멸룡마법의 최종형태. 다른 드래곤 슬레이어와는 다르게 자신의 의지로 발동 가능하다
  - 멸룡오의: 멸룡마법의 최종기술

1. . 홀리 노바(Holy Nova): 주먹에 빛을 모아 그대로 공격한다. 엄청난 폭발을 일으킨다

- - 유니즌 레이드: 합체 마법

1. . 성영룡섬아: 로그와 함께 쓴 유니즌 레이드. 빛과 그림자를 모은 다음 이 둘을 합친 뒤 쏘는 기술

성영룡 깁비단: 타르타로스편에서 악마화한 지엔마에게 사용한 기술 손으로 햘퀴는것처럼 공격하는 스팅과 로그의 유니존 레이드 이기술로 지엔마를 쓰러트렸으나 그 후 기절하고만다
성우 - 사쿠라이 타카히로 / 이인석
로그 체니(Rougue Chenny)
세이버 투스의 강력한 5인의 마도사 중 한 명, 영룡(影龍)이라는 칭호를 지니고 있는 드래곤 슬레이어
스팅과 페어를 이루고 있어 둘이 붙어 다니기 때문에 세이버 투스의 쌍룡이라고 불린다
자신들을 일컬어 제 3세대 멸룡마도사로 부르고 있으며, 용에게 직접 전수받은 것을 제 1세대와 용의 마력을 담은 라크리마를 몸에 이식한 걸 제 2세대 멸룡마도사라면 본인들은 이 2가지 케이스를 전부 지닌 자들이라 한다. 렉터는 이들을 제 3세대라 설명해준다. 진정한 멸룡 마도사가 되기 위해 자신들을 키운 드래곤을 죽여버렸다고 한다.
어렸을 적에는 가질을 동경했다고 하지만 막상 가질이 돌아왔다는 소식을 듣자 흥미 없다는 듯 말한다.
대마투연무 초반에는 실력 발휘할 기회가 없었지만 4일차에 태그 배틀에서 스팅과 팀을 꾸려 출전해 나츠, 가질 팀과 싸우지만 등장 초반에 거드름을 부린 것과는 다르게 나츠, 가질에게 먼지 나도록 맞다가 마력 증폭 마법을 사용해 형세를 역전시키는가 싶더니 그것도 잠시, 또 밀리고 만다. 그러자 스스로 '드래곤 포스'를 사용해 또 강화, 스팅이 혼자서 싸우겠다고 하자 물러선다. 그 뒤, 스팅이 나츠와 가질을 묵사발로 만들어 버리지만 나츠와 가질은 별 다른 타격을 입지 않은 듯 일어선다. 이후 스팅과 함께 나츠 한 명에게 엄청난 실력차로 패배한다.
그날 밤, 마스터인 지엔마에게 꾸짖음을 들으며 길드 마크를 지우라는 명령을 받자 렉터가 나와 스팅과 로그를 변호해준다. 하지만 지엔마는 고작 고양이가 제 길드 마크를 새기고 있는 것을 보고 분노, 렉터를 소멸시킨다. 로그는 이것을 보고 프로시를 보호하기 위해 재빨리 프로시를 감싸준다.
7년 후의 미래에서도 오지만 미래에서 온 루시를 공격.그리고 나츠와 싸우게 된다.처음엔 나츠에게 압도적으로 패하는 듯 싶지만,강력한 백영룡의 힘으로 나츠를 압도적으로 쓰러뜨리고 나츠를 그림자로 빠뜨려버리려 한다.그리곤 이클립스가 있는 곳까지 가서 자신의 마법으로 드래곤들을 조종하여 왕국과 왕국의 모든 마도사들을 없애버리려 한다. 하지만 정신을 차리고 돌아온 나츠와 대면하게 되는데...
현세의 로그는 드래곤들이 쳐들어 왔을 때,나츠를 따라서 다른 드래곤슬레이어들과 같이 드래곤들과 맞선다.
머지 않아서,프로시가 어떤 큰일이 있을 거라고 미래로그가 나츠에게 예언한 뒤에 이클립스가 부서져서 사라지게 된다.
- 마법
  - 그림자의 멸룡마법: 영룡 스키아드럼에게 배운 멸룡마법
- 기술
  - 영룡의 참격: 손과 팔에 그림자를 휘감아 때리는 기술
  - 영룡의 포효: 입에서 그림자를 내뿜는 기술
  - 드래곤 포스: 멸룡마법의 최종형태. 다른 드래곤 슬레이어와 다르게 자신의 의지로 발동 가능하다
  - 섀도우 드라이브: 마력 증폭 마법. 자신의 몸을 그림자로 바꿔 물리 공격이 닿지 않게 만든다. 하지만 자신도 공격하기 위해서는 신체 일부분을 원래대로 돌려놔야 한다.
  - 영룡의 연작섬: 새의 날개 모양의 그림자를 만들어내 상대를 치는 기술
  - 그림자 침식: 그림자로 상대를 침식시키며 서서히 생명을 앗아가는 기술이나 가질은 먹어서 벗어나고 나츠는 자력으로 벗어난다.
  - 유니즌 레이드: 합체 마법

1. . 성영룡섬아: 스팅와 함께 쓴 유니즌 레이드. 그림자와 빛을 모은 다음, 이 둘을 합친 뒤 쏘는 기술

- - 모드 백영룡(Mode 白影龍): 7년 후의 로그가 자신의 동료인 스팅을 죽이고 얻은 강력한 힘.빛과 어둠의 힘을 모두 가지고 있는 데다가,자신들을 압도적으로 쓰러뜨렸던 나츠를 압도적으로 쓰러트렸다.(이때 나츠는 모드 뇌염룡까지 썼었다)

1. . 백영룡의 포효(雷炎龍 砲哮) - 입에서 빛과 그림자를 발사하는 엄청난 파괴력의 기술
2. . 백영룡의 거친 실(white shodow dragon rough silk) - 빛과 그림자로 이루어진 수없이 많은 실들로 상대를 찢어발겨버린다

- - 드래곤 예속의 비술-조룡(操龍)마법: 미래로그가 328화(만화책)에서 보였던 기술.모든 용들을 조종할 수 있는 마법이라고 하나 실로는 용의 의식에 조작을 걸어 자신을 동료로써 생각하도록하는 기술로 드래곤이 자신의 의지로 깰 수 있다. 하지만 아크놀로기아한테 통하지 않는다

성우 - 스즈무라 켄이치 / 정주원
프로시(Frogxi)
로그의 파트너인 익시드.
고양이면서도 개구리 모양을 한 후드 점퍼를 입고 있다.
늘 자신을 3인칭으로 가리키며,'프로도 그렇게 생각해.'란 말을 입에 달고산다.
성우 - 코오로기 사토미 / 윤아영
렉터(Lecter)
스팅의 파트너인 익시드.
진홍색 털을 지녔다.
늘 존댓말을 쓰며,상대방의 이름에 '~군'이라고 덧붙인다.(예:스팅 군,나츠 군)
성우 - 야지마 아키코 / 채민지
루퍼스 로어(Rufus Lore)
세이버투스의 대표 5인의 마도사 중 한 명
노래하는 시인 <레드 문>이라는 별칭을 지니고 있다.
그레이와의 전투에서 패배했다.
- 마법
  - 메모리 메이크(記憶)
- 기술
- 기억/망각
- 별이 내리는 밤에
- 불타는 대지의 업
- 시리는 흑뢰의 검
- 거센 풍아의 신사
- 배합한 참격의 불꽃
- 행렬을 이루는 고대의 권세
- 반짝이는 우레의 검
- 쏟아지는 고대의 영지

성우 - 요나가 츠바사 / 김혜성
오르가 나나기어(orga nanagear)
세이버투스 대표 5인의 마도사 중 한 명
굉장히 마초같은 몸집을 가지고 있으며,성격이 좀 급하다.
분위기를 못살리며 노래를 못부른다. 워크라이와의 전투에선 워크라이를 단 한방에 제압하는 실력을 보였다.
뇌신의 갓 슬레이어인지라 렉서스와의 결전을 기대하게 했지만, 대마투연무 마지막 날에 쥬라에게 어이없게 한방에 털려버렸다.
- 마법
  - 번개의 멸신마법
- 기술
- 흑뢰
- 120mm 흑뢰포
- 뇌신의 초 입자포

성우 - 키무라 마사후미 / 안효민
유키노 아그리아(Yukino Agria)
세이버투스의 대표 5인의 마도사 자리를 미네르바 대신 맡았다.
그러나 카구라와의 싸움에서 카구라에게 지고 길드 마스터 지엔마에 의해 세이버투스에서 파문당한다.(하지만 사실은 왕족의 수하)
황도 13궁 열쇠를 소유하고있다.
나중에 드래곤들과의 싸움 때,루시와 함께 조금씩 활약한다.
드래곤들과의 싸움 후,수많은 길드에게 스카우트받았다.
- 마법
  - 성령 마법
  - 황도십이문
  - 쌍어궁(雙魚宮)의 문: 피스케스(Pisces)
  - 천칭궁(天秤宮)의 문: 리브라(Libra)
  - 사견궁 (蛇遣宮)의 문: 오피우쿠스(ophiuchus)
- 기술
  - 중력변화: 리브라가 쓰는 마법으로, 카구라에게 쓰였었다.
  - 쌍어궁-변신: 피스케스가 쓰는 마법으로 원래의 모습인 엄마와 아들로 돌아온다. 모습이 돌아오는 이유는 적을 절멸시켜야 한다는 이유다.
  - 조디악(ZODIAC) :열려버린 이클립스의 문을 닫기위해 쓰였으며,루시와 같이 이기술을 썼다. 황도 12문이 다모이면 쓰일 수 있는 마법.
  -  고트프리트(Gott fried)  :일식성령편에서 유키노,히스이공주,루시의 마력을모아 히스이공주가 사용했던 고대의 초마법. 거대한 비취색 빛을 쏘아올림 아직 능력불명. (우리들은 바란다 별들의 강림, 하늘로부터의 손길. 비추어라, 모름지기 이 세상, 이 대지를! 그 손길로 비추기를! 빛나는 흐름을 타고 우리곁에 강림하라 고트프리트!)

성우 - 오오우라 후유카 / 박고운
마스터 지엔마(Master. Jienmah)
세이버투스의 길드 마스터,늘 엄청난 포스를 풍기고 있으며, 외모는 소림사 주지스님을 닮은 듯 하지만,성격이 더럽다.
스팅에게 당해서 쫓겨난 후, 갑자기 행방불명되었다가 타르타로스 편에서 최강의 마도사가 되기 위해 악마가 되어 미네르바를 최강의 혈통을 보존하기 위한 도구 그 이상 그 이하로 보고 있지 않다며 하고 스팅과 로그를 비웃지만 대마투연무 이후 동료들을 소중하게 생각하지 않은 자신의 잘못을 반성한 그들로부터 연계 공격을 당해 사망한다.
미네르바 올란드(Minerva Orland)지엔마의 딸. 공간마법을 쓰고 세이버투스의 쌍룡보다 강한 인물. 지아비를 닮아서 성격이 더럽다.
대마투연무에선 루시를 마구 괴롭히면서 페어리테일을 도발한다(남을 괴롭히는 것을 매우 좋아하는 것 같다.).극심한 여왕병 기질이 있고 자기 길드만 최고라 생각하고 자기 길드를 이길 수 있다라고 하는 자는 살려두지 않는다.
엘자,카구라와 전투 도중에는 잘난척 하면서 도망가있다가, 엘자가 이기자 카구라를 쓰러뜨리고 엘자를 쓰러뜨리러 하였다. 하지만 엘자의 제2의 근원(second origin)의 발동으로 천일신의 갑옷의 위력에 당해 압도적으로 패배당했다.
대마투연무 후,갑자기 행방불명되었다.
페어리테일이 워록 시켄의 퀘스트를 요청하는 도중, 다시 등장한다.행방불명된줄 알았으나, 어둠 길드 '서큐버스의 눈'에 들어가게 된다. 그리고 페어리테일에게 복수를 다짐한다.
타르타로스 편에는 쿄우카에 의해 악마화가 되어 엘자와 일기토를 벌이지만 과거에 아버지의 폭행으로 인한 트라우마에 시달려 밀린다. 그리고 악마로 사는데 자괴감을 느껴 자신의 잘못을 참회한 후, 엘자를 도와 쿄우카를 쓰러뜨리는 데 일조한다. 그리고 본래의 모습으로 돌아와 세이버투스에 복귀한다.
1년 후, 세이버투스를 방문한 나츠,루시, 해피와 재회한다. 그리고 루시에게 1년 전, 대마투연무 때의 악행을 사과하고 참회한다.
- 마법
- 절대영토(Territory)
- 기술
- 공간 이동: 자신이나 상대방,그 외 다른 물건들까지도 순간이동 시킬 수 있다.어찌 보면 원피스의 '바솔로뮤 쿠마'나 '트라팔가 로우'의 능력과 약간 비슷한 마법, 하지만 물질의 온도, 무게도 바꿀수 있다.

성우 - 이노우에 키쿠코

### 머메이드 힐 (Mermaid Heel/인어의 발꿈치)
카구라 미카츠치(Kagura Mikatsuki)'머메이드 힐'의 에이스.
시몬과는 남매사이.시몬을 죽인 제랄을 상당히 증오하는 것으로 보인다.그녀의 검은 뽑지 않은상태,제랄을 베기위해 뽑지 않는거라고 한다.유키노의 황도 13궁을 검을 뽑지도 않고 빠르게 베어버리는 스피드를 보임.대마도연무 마지막 날에 엘자와 싸우게 된다.처음엔 엘자를 압도적으로 쓰러뜨렸으나,엘자의 주인공 보정으로 인해 패배당했다. 그리고 엘자가 옛날에 자신을 구해준 은인이란 것을 알고 패배를 선언하려 했으나,미네르바에게 기습당한다.
드래곤들과의 싸움 도중,자신의 과오를 청산한다.
드래곤들과의 싸움 후,엘자에게 수줍게 '언니'라고 하고,술퍼먹고 유키노를 데려가겠다는 등,츤데레하고도 개그적인 면모를 보여준다.
- 마법
- 중력 변화(重力變化): 유키노와의 대결에서 썼던마법. 이 마법으로 유키노의 성령 피스케스,리브라를 강제폐문시킴.
- 기술
- 원도(怨刀)ㆍ불구대천(不俱戴天)
- 『 뽑지 않은 태도의 형 』: 카구라의 기술,검을 뽑지않은체,상대방을 베어버리는기술.이기술로 유키노의 성령 오피우쿠스를 순식간에 베어버린 기술.
- 강의 형(剛の型):카구라의 기술,엘자와의 결투중에 사용한 기술이다.
- 참의 형(斬の型):카구라의 기술, 엘자의 금강의 갑옷도 이기술로 한번에 베어버림.
- 불구대천 승의 형:카구라의 기술, X 자(날개 모양)으로 베어버리는 이 기술로 월의 미사일 폭탄들을 한번에 베어버림.

성우 - 하야미 사오리 / 김도영
밀리아나(Milliana)[7년 후]'머메히드 힐'의 마도사.
엘자의 옛 동료.지금은 머메이드 힐에 들어가 있다.7년 후엔 더욱 성숙해진 모습으로 나타난다. 하지만 고양이 같은 성격은 더욱 심해졌다.
고양이라면 사족을 못 쓰며 말끝마다 "~냥"을 붙이는 것이 특징.
고양이를 좋아하기 때문에 리조트를 습격해 엘자를 데리러 갈 때 월리가 붙잡은 해피를 안고는 기뻐한다. 그녀의 방도 고양이를 테마로 꾸며져 있다.
제라르가 했던 거짓말에 속아 엘자가 자신들을 배신했던 것이라 굳게 믿고 있었지만 후에 엘자가 진실을 말해주어 자신이 속았다는 것을 깨닫는다.
후에 낙원의 탑 사건이 종료된 후 페어리테일에 입단하려 했으나 자신들이 정말로 세상물정을 모른다는 것을 깨닫고는 쇼, 월리와 함께 세상 구경을 하러 여행을 떠난다.그러다 제라르에게 복수하기 위해 카구라가 있는 머메이드 힐에 들어간다.나중에 스팅에게 렉터를 데려다 주는 큰 역할을 하기도 한다.
입버릇: 기운최강?!
- 마법
  - 고양이 튜브: 고양이 발모양이 달린 고무 밧줄을 소환해 상대를 꽁꽁 구속하는 마법, 그 밧줄은 구속한 상대의 모든 마력을 봉인하며 굉장히 질기기 때문에 풀 수 없다, 또 밧줄을 단단히 조여 상대의 뼈를 부러뜨리는 것도 가능.
  - 키튼 블래스트: 고양이 튜브를 발사하여 적에게 닿을 시 폭발을 일으킴

성우 - 토오이 유키요
배스 밴더우드(Beth Benderwood)'머메히드 힐'의 마도사.
변두리 시골풍의 아가씨 같은 모습을 하고 있으며,'빨간머리 앤'을 연상시킨다.1회전에서 등장한 마도사지만,그다지 별 등장과 활약이 없었던 마도사이다.
- 마법
- 시골 마법(?)
- 기술
- 당근 미사일

성우 - 무리카와 리에 / 이유리
아라냐 웹(Araña Web) '머메히드 힐'의 마도사.
스파이더 우먼을 생각나게 하는 여마도사.대마도연무에 몇번 참여한 경력이 있는 듯한 마도사이며,1회전에서 렌과 붙게 된다.나중에 5일째 배틀에서도 또 렌에게 패배당한다. 그다지 등장신이 없다.
- 마법
- 거미줄 마법
- 기술

성우 - 사쿠라이 하루미
리즐리 로우(Risley Law)'머메히드 힐'의 마도사.
뚱뚱한 몸집을 가진 아줌마 같은 여마도사.2회차 레이스 경주에서 꽤 활약했으며,자신의 마법을 이용해서 뚱뚱해졌다.날씬해졌다 할 수 있다.아무래도 여자라 뚱뚱한 것이 콤플렉스인지,"뚱뚱하다고 얕보지 말라구!"란 말을 주로 한다.카구라에게서 마법을 배웠다.
- 마법
- 중력 변화(重力變化): 카구라에게서 배운 마법이다.카구라보단 훨씬 딸린다.
- 기술
- 슬림 업: 자신의 몸매를 날씬하게 만들 수 있다.

성우 - 나라하시 미키

## 어둠 길드

### 카벙클
디스트카벙클의 리더
페어리테일 극장판의 캐릭터이며,봉황의 무녀를 찾기 위해 페어리테일을 위협에 몰아 넣는다.꽤 호리호리하게 생긴 편. 작중 초반에는 페어리테일을 단번에 압도하는 엄청난 실력을 가졌다. 처음에는 '베로니카 공국'의 '크림'왕자의 부탁으로 봉황의 무녀를 이용해서 봉황을 부활시키고 봉황의 눈물을 갖다 주려 했지만, 나중에는 자신의 의뢰주인 '크림'왕자를 배신하고 자신이 세계를 지배하려는 엄청난 야망을 가지게 된다. 봉황을 깨우고 나서 봉황의 눈물을 얻으려 했지만, 나츠 일행에게 위기를 맞게 되며, 나중에는 나츠와의 사투 끝에 패하고 만다.
- 마법
  - 염동력: 뛰어난 조종술과 강력한 힘으로 페어리테일을 궁지로 몰아넣는다.
- 기술
  - 물체 조종: 자신 주변의 물체들을 띄워서 조종한다.
  - 파장: 강력한 파장을 내뿜어서 상대를 찍어 누른다.

성우: - 모리쿠보 쇼타로 / 이주창
체이스카벙클의 전투원
페어리테일 극장판의 캐릭터이며,디스트를 따라서 페어리테일을 위기로 몰아넣는다. 늘 가면을 쓰고 망토를 두르고 있다.뛰어난 은둔술과 암살 마법으로 에클레아를 생포하려 했으나,루시 때문에 그만 놓치게 된다. 그레이와 나츠를 혼란에 빠뜨리게 하기도 한, 꽤 엄청난 실력자인듯. 작중 등장신이 별로 없다가, 나중에 가질과 전투를 벌인다. 그러나 거의 압도적으로 밀리고 만다.
- 마법
  - 그림자 은둔술: 그림자에 은신해서 상대를 기습한다.
  - 암살 무기: 온몸에 암살 무기들을 넣고 다닌다.
- 기술
  - 단도: 자신의 몸에서 단도를 꺼내서 상대방에게 투척한다.
  - 검: 자신의 몸에서 검을 꺼내서 공격한다.
  - 크로우: 자신의 몸에서 너클을 꺼내서 공격한다.
  - 그외 이것저것 여러 무기들 
  - 그림자 은신&공격 : 그림자에 숨거나 그림자를 공격해서 데미지를 입힐 수 있다.

성우: - 유사 코지 / 이재범
캐넌카벙클의 전투원
페어리테일 극장판의 캐릭터이며, 디스트를 따라서 페어리테일을 위기로 몰아넣는다. 엄청난 근육질 마초이며, 굉장히 과격하고 터프하다. 강력한 파괴력의 마도총들로 페어리테일 건물을 단번에 부숴버린다. 그레이를 보면서 어이,멋진 형씨!나랑 놀지 않을래?라고 말하면서 입맛을 다시기도 했다. 나중에 그레이, 쥬비아와 전투를 벌인다.처음엔 압도적으로 이기는 듯 했으나 쥬비아의 분노로 패배한다.
- 마법
  - 환장(마도총)
- 기술
  - 마도탄: 마도총들에게서 나오는 강력한 포탄들. 쥬비아같은 자연계에게도 데미지를 입힐 수 있다.
  - 마도 총: 몸에서 총을 꺼내서 공격한다.
  - 마도 대포: 몸에서 대포를 꺼내서 공격한다.
  - 마도 미사일: 몸에서 미사일을 꺼내서 공격한다.

성우: - 이시이 코우지 / 김혜성
코디네이터카벙클의 전투원
페어리테일 극장판의 캐릭터이며, 디스트를 따라서 페어리테일을 위기로 몰아넣는다. 굉장히 섬세한 성격이며, 약간 공주같은 기질이 있다. 페어리테일의 엘자와 비슷한 마법을 쓰며,디스트 이전의 실력자인듯 하다. 작중 초반에도 엘자와 매치업이 성사되었다. 처음에는'환장 마법'외에 '제거 마법'으로 결투 족족 엘자를 무장해제시켜서 위기로 몰아넣는다.나중에도 엘자와 호각, 아님 이상의 실력으로 엘자를 밀어붙이지만,엘자의 의지에 공포와 두려움을 느끼게 되고,엘자에게 패배당한다.
- 마법
  - 무장변환 마법: 엘자와 마찬가지로 갑옷을 변환한다.
  - 해제 마법: 변환,만들기 계열 마법을 리타이어시키는 마법. 엘자도 이 마법에 상당히 고전했다.
- 기술

성우: - 나바타메 히토미 / 박고운

### 그리모어 하트(Grimoire Heart: 악마의 심장)
마스터. 하데스 / 프레히트(Master. Hades / Precht)그리모어 하트의 길드 마스터.
제라르의 증오심을 이용해 그를 꼭두각시처럼 조종하고, 평의회를 혼란시킨 장본인. 평의회가 에테리온으로 인해 잠시 관심을 딴데로 돌린 사이 본인은 자유롭게 움직이면서 진짜 제레프의 부활 단서를 획득한다.
페어리테일의 3대 마스터 자리를 마카로프에게 넘긴 후, 세계를 떠돌던 중 마법의 근원을 주제로 깊이 연구하고 생각하면서 떠돌기 시작한 그는 결국 모든 마법은 하나의 어떤 힘에서 태어났다는 사실을 깨닫고 그 힘을 제레프가 자유롭게 다뤘단 사실과 제레프가 부활하게 되면 모든 마법을 사용하는 마도사들이 제한없이 자유롭게 마법을 사용하는 이상향인 대마법세계를 위해 <제레프>를 따를 목적으로 그리모어 하트를 설립한다.
천랑섬에서 그리모어 하트를 이끌고 페어리테일을 습격, 간부 <연옥의 7권속>과 총사령관 블루노트까지 동원해 거의 천랑섬과 함께 말살 직전까지 몰아가지만 간부들이 페어리테일의 멤버들에게 당하고, 본인도 나츠, 루시, 그레이, 웬디, 렉서스의 협공으로 중상을 입고 철수. 후에 완전히 부활한 제레프의 힘에 의해 결국 당하고 만다.
- 마법
  - 온갖 초 마법: 마력의 형태를 바꾸는 간단한 술법부터, 도저히 따라할 수 없는 고등 술식의 마법진까지 다양한 마법과 힘을 자랑한다.
  - 심연의 마법(深淵魔法): 오른쪽의 마안(魔眼)의 봉인을 풀면 하데스의 모든 마력이 폭발적으로 방출되면서 어둠의 계보 마법들 중에서도 가장 강력한 고위의 심연 마법들을 사용할 수 있게 된다. 과거 제레프의 힘이 원천인 마법이자 신의 힘이라 칭송받을 정도의 힘이며 이 힘은 마법의 근원인 힘에 거의 근접한 힘이라고 함.
- 기술
  - 마력 형태 변화: 자신의 마력을 마음대로 형태변화 시킨다.

1. . 광선 - 마력을 압축시켜 광선을 발사한다.
2. . 사슬 - 마력을 형태변화시켜 날카로운 갈고리가 달린 사슬을 만들어 상대를 공격한다.

- - 그리모어 로(Grimoire Law: 악마의 법칙): 마스터 마카로프의 초절심판마법인 페어리 로의 유일한 대응수단이자 그에 버금갈만한 마법. 시전하는 자세는 페어리 로와 똑같다. 하지만 페어리 로를 시전하면 요정의 빛이 뿜어져나가지만 그리모어 로는 칙칙한 악마의 빛이 뿜어져나간다.
  - 아마테라스. 마봉 28진(天照. 魔棒 28陣): 마카로프에게 시전한 고등 마법진. 술식에 맞춰 마법을 발동하면 3중의 원과 그 원을 받치는 6개의 기둥의 형태를 띤 마법진이 그려진다. 하데스의 신호에 따라 그 마법진에서 아주 강력한 마법 에너지가 발사된다.
  - 아마테라스. 100진(天照. 100陣): 마카로프에게 시전한 고등 마법진. 술식에 맞춰 마법을 발동하면 위 아래 한쌍의 거대한 마법진과 상대의 좌우에 한 쌍의 3중의 원형 진이 그려진다. 하데스의 신호에 따라 그 마법진이 일제히 대폭발을 일으킨다.
  - 제레프 書. 3장 12절 - <네메시스>: 과거 제레프가 사용한 마법. 대지에 존재하는 모든 생명에 사악한 마력을 불어넣어 하찮은 돌멩이조차도 악마로 재탄생시켜버리는 무시무시한 마법.

성우 - 히로세 마사시 / 심규혁
블루노트 스팅거(Bluenott Stinger)그리모어 하트의 총사령관
캇파와 비슷하게 생긴 기괴한 외모를 지닌 남성
그리모어 하트의 목적인 <제레프>나 아크놀로기아에는 관심이 없으며 그가 이번 작전에 참가한 이유는 오로지 딱 하나, 페어리테일 초대 마스터인 마비스 버밀리온의 무덤을 찾아내 그 무덤에 숨겨진 페어리테일 3대 마법중 하나인 페어리 글리터를 자신의 손에 넣는 것이다.
<연옥의 7권속>이 예상 외로 고전을 면치 못하자 마스터. 하데스는 결국 블루노트를 투입시키고 압도적인 실력으로 나츠, 루시, 웬디, 그레이, 카나를 몰아간다. 하지만 중간에 투입된 길다트와 격전을 벌인다.
자신과 막상막하로 싸우는 길다트에게 초반엔 놀라지만, 아즈마의 계략으로 인해 페어리테일의 사람들이 전부 다 힘을 흡수당하고 약해지자마자 길다트를 궁지로 몰아간다.
하지만 결국, 엘자에게 패배한 아즈마가 죽자 다시 힘이 돌아온 길다트에게 패배한다.
- 마법
  - 그래비티(Gravity / 重力操縱魔法)
- 기술
  - 중력(重力): 중력을 조종해 공격하는 기술

1. . 중력 증가: 점점 중력을 증가시켜 상대를 짓누르는 기술, 상대는 이 기술에 걸리면 움직이는 것조차 못하게 된다.
2. . 고문(苦問): 중력으로 상대방의 신체를 헤집어 고문하는 기술, 매우 고통스럽다.
3. . 지반 변형: 어찌나 중력을 강력하게 날리는지 지반이 휘어 비틀어질 정도.

- - 블랙홀(Black Hole / 黑穴): 빛조차도 빨아들이는 무한한 중력의 구를 날려 전방에 있는 모든 것을 빨아들여 소멸시키는 궁극 비기.

성우 - 미상 / 서원석

#### 연옥의 7권속(煉獄七眷屬)
카인 히카루(Kain = Hikaru)그리모어 하트의 간부 <연옥의 7권속> 중 한 명
굉장히 뚱뚱하며, 턱 역시 주걱턱으로 살집이 두툼히 잡혀 있다.
전체적으로 몰려 있는 이목구비가 특징이며 늘 말을 들쑥날쑥하게 하는 바람에 언제나 그가 말을 할 때마다 다른 간부들이 통역을 해주곤 한다. "우, 우웨"라는 이상한 말버릇이 있다.
카나의 기습으로 깊은 잠에 빠진 루시를 습격하며, 루시와 전투를 벌인다.
전체적으로 굉장히 멍청하고 엉성해서, 처음 등장하자마자 친절하게 자신이 가진 마법의 세세한 부분까지 루시에게 본의 아니게 알려준다. 하지만 그럼에도 불구하고 모든 성령들의 공격을 죄다 튕겨내며 공격하는 엄청난 위력을 선보인다. 이상하게도 마법을 안 쓸 때 더 강한 남자.
루시와의 추격전을 벌이면서 나츠와 울티아의 대결에 합류, 울티아와 태그를 맺어 나츠, 루시와 싸우려 한다.
처음엔 자신의 마법으로 인해 살짝 우세했으나 볏짚 인형의 힘을 이용한 나츠와 루시의 합동 태그 <루시 파이어>의 힘으로 패배한다.
- 마법
  - 축시의 참배(丑時參拜)[7]
- 도구
  - 인형 <노로> 씨 - 축시의 참배를 시전하기 위해 필요한 인형.
- 기술
  - 저주(呪) - 축시의 참배의 힘으로 상대방을 저주하며 고통을 주는 기술.
  - 도. 도스코이[8] - 육체 기술, 타우로스를 저 멀리 날려보내고, 사지타리우스의 화살들을 킥 한 방으로 날리는 가 하면 스콜피오의 샌드 버스터도 그냥 맨몸으로 맞아 방어한다.
  - 재질 변화 - 실수로 자신의 머리칼을 인형에게 이식하는 바람에 처음엔 루시에게 호되게 당하던 카인이었지만 후에 볏짚 인형을 마음대로 강화하고 변형시켜 압도적으로 루시를 몰아간다.

1. . 철 인형 - 볏짚 인형에서 철 인형으로 변화시켜, 자기 자신의 몸을 철의 강도로 바꾸는 기술
2. . 빛 인형 - 볏짚 인형에서 빛 인형으로 변화시켜, 빛의 스피드를 내며 공격하는 기술. 레이저도 발사 가능하다.
3. . 목화솜 인형 - 볏짚 인형에서 목화솜 인형으로 변화시켜, 자기 자신의 몸을 가볍게 해 공중전을 가능하게 하는 기술.

성우 - 스기사키 료 / 고구인
러스티 로즈(Rusty Rose)그리모어 하트의 간부 <연옥의 7권속> 중 한 명
엘비스 프레슬리(혹은 과일) 비스무리한 헤어스타일을 한 미남
조각같은 외모를 지녔으며 안경을 쓰고 있다. 나르시스트인 면이 있으며 망상벽에 걸렸는지는 몰라도 언제나 시를 외우듯 중얼중얼거리며 분위기를 잡는다.
두 사람과의 전투도중, 자신들의 진정한 목적인 <제레프>에 대해 말하고 마법을 쓰지 못하면서도 마도사들에게 마음대로 의뢰를 하고 그 힘을 수하에 넣으려는 보통 인간들을 증오하는 모습을 보인다.
압도적인 실력으로 엘프먼, 에버그린을 쓰러뜨린 후, 계속 요정 사냥을 계속하지만 위급 신호탄을 보고 도중에 돌아온 프리드와 빅 스로와 결투. 갖은 싸움 끝에 결국 둘에게 패배하고 만다.
- 마법
  - 구현의 아크(具現方舟)
- 기술
  - 물체 소환 - 자신이 물체를 만들어내 사용하는 기술.

1. . 안경: 엘프먼이 안경을 빼앗은 후 에버그린이 러스티 로즈를 석화시키려 했으나 상상으로 안경을 만들어내었다.
2. . 딩기르[9]의 탑(Dingir Tower): 거대한 탑을 소환해 상대를 가둔 다음, 탑째로 폭파시키는 기술.

- - 생명체 소환 - 상상속에 존재할 법한 생명체들을 소환해 사용하는 기술.

1. . 수호 성수. <신뢰의 벨쿠서스>(守護聖獸. 迅雷 Belcusas): 뿔 달린 도깨비의 형상을 한 악마를 소환해 공격하는 마법.
2. . 수호 성수. <질풍의 벨파스트>(守護聖獸. 疾風 Belfast): 갑옷을 입은 용 형상을 한 성수를 소환해 공격하는 마법.
3. . 브리티어의 망령(Bretear 亡靈): 공포로 상상력을 자극하여 구현화시킨 기술. 인간의 혼을 먹어치우는 원령들을 소환해 공격하는 마법.

- - 신체 변형 - 자신의 신체를 변형시켜 사용하는 기술.

1. . 칠흑의 검(漆黑劍): 한쪽 팔을 칠흑같은 거대한 마수의 팔로 바꿔 공격하는 마법.
2. . 페가수스의 날개(天馬翼): 다리에 페가수스의 날개를 돋아나게 해 초스피드로 움직이는 마법.
3. . 무적의 황금 방패: 왼팔을 황금으로 이루어진 커다란 방패로 바꾼다. 자신에게 가해지는 공격을 전부 다 막아낸다.

성우 - 호리에 잇신 / 이경태
카프리코(Carprico)그리모어 하트의 간부 <연옥의 7권속> 중 한 명
반 인간 반 염소의 특이한 형상을 하고 있으며 선글라스를 끼고 있다.
굉장히 정중하고 예의바르며, 상당히 조용한 태도를 보인다.
루시, 카나, 로키, 그레이와 조우한다.
로키처럼 인간계에 체류하고 있는 황도 12문 중 한 명인 마갈궁(馬褐宮)의 성령, 과거에 루시의 모친인 레이라 하트필리아와 계약을 한 성령이었으며 레이라가 개인 사정으로 인해 성령 마도사를 그만두고 계약을 해제할 때, 카프리코는 레이라와 밀약을 맺었다. 그건 바로 후에 레이라의 자식 중 자신과 같은 성령 마법을 사용하는 마도사가 태어나면 언젠가 그 아이와 계약을 맺고 꼭 지켜주겠다는 것.
하지만 밀약을 맺고 계약을 해제한 후 하트필리아 가의 고용인이었던 조르디오는 자신이 지니고 있던 휴머 라이즈의 힘으로 카프리코를 자신에게 예속시키려 했으나 인간에게만 통하는 휴머 라이즈의 부작용으로 결국 조르디오와 융합되어 사악해진 카프리코는 그리모어 하트에 입단해 연옥의 7권속이 되었으며 조르디오의 힘에 의해 조종당하며 사악한 짓을 일삼아왔다.
천랑섬과의 대결에서 루시, 카나, 그레이를 대피시킨 로키와 접전한다. 이미 크룩크스를 통해 22년 전 카프리코가 레이라와의 계약을 해제했다는 것과 그 때 맺은 밀약은 물론, 그 후의 행보도 알고 있었던 로키는 카프리코의 안에 있던 조르디오를 몸속에서 꺼내기 위해 자신의 힘인 레굴루스의 빛으로 카프리코를 공격, 조르디오를 자신의 몸에 융합시킨 후 방심한 틈을 타 다시 제정신을 차린 카프리코가 로키를 공격해 조르디오를 몸속에서 빼내 소멸시키는 방법을 사용한다.
후에 제정신으로 돌아온 카프리코는 로키와 같이 성령계로 돌아가게 되고, 루시와 계약을 맺게 된다.
- 마법
  - 인간예속마법 <휴머 레이즈>(人間隸屬魔法 <Huma-Raize>)
- 기술
  - 고공비행: 마력을 담은 비행기 날개 모터로 하늘을 난다.
  - 캡슐 마법: 무수히 많은 캡슐에 인간을 축소화시켜 보관한 다음, 그 캡슐을 지면에다 떨어뜨려 순식간에 수백이 넘는 그리모어 하트의 길드원들을 천랑섬에 침입시켰다.
  - 인류의 문: 휴머 레이즈를 이용해 복종시킨 고대 영웅들이나 전사들을 소환하는 기술.

1. . 루벤가르드의 문. 산 자오 신(山戰神) - 마법 세계의 한 획을 그은 799년 루벤가르드 전쟁을 승리로 이끈 고대 영웅, 산 자오 신을 소환하는 마법. 모티브는 삼국지의 관우.
2. . 벨페가르의 문. 사마구이 - 마법 세계의 영웅이라 칭송받은 전사인 사마구이를 소환하는 마법. 모티브는 칭기즈칸
3. . 고대 병정 - 중무장을 고대 시대의 병사들을 다수 소환한다.

성우 - 쿠로다 타카야 / 이재범
쟌 크로우(Zan Crow)그리모어 하트의 간부 <연옥의 7권속> 중 한 명
여러 면모에서 나츠와 판박이인 소년, 외모나 성격 심지어 헤어스타일도 더 길다는 것만 빼면 판박이다.
나츠처럼 열혈남아이며 전부 다 깡끄리 태워버리는 걸 좋아한다.
천랑섬에서 그리모어 하트 대원들을 전부 다 쓸어버리는 나츠와 조우, 그와 전투한다.
약한 놈들은 그리모어 하트엔 필요없다는 말과 함께 근처에서 나츠에게 당한 모든 그리모어 하트 길드원들을 잔혹하게 불태워 죽여버린다.
압도적인 실력으로 나츠를 몰아가지만, 지금까지 했던 방식과는 전혀 다른 방식으로 자신의 불을 먹고 파워업해버린 나츠에게 패배한다.
후에 제레프의 힘에 의해 희생양이 되어 죽고만다.
- 마법
  - 불의 멸신 마법(GOD slayer)
- 기술
  - 불 섭취: 나츠처럼 불을 먹고 체력이나 파워를 올린다.
  - 발화(發火): 지정한 장소에 시커먼 화염을 발화시켜 모든 걸 불태워 잿더미로 만드는 기술.
  - 염신의 카구츠치[10](火神. かぐつち): 전신에서 격렬한 검은 화염의 에너지를 발사하는 기술.
  - 염신의 노호(火神 怒號): 입에서 아주 격렬한 화염 포를 발사하는 기술.
  - 염신의 만찬 : 양손에 화염의 이빨을 만들어 상대에게 공격한다. 공격을 맞은 상대는 재가 될때까지 빠져나올수 없다.
  - 염신의 나기나타[11]: 화염의 칼을 만들어 공격하는 기술.

성우 - 시라토리 테츠 / 김디도
아즈마(Azma)그리모어 하트의 간부 <연옥의 7권속> 중 한 명
펑키 스타일의 숏 드레드 머리를 하고 있는 남성
평의회의 의원으로 페어리테일 멤버로 위장하고 있던 메스트와 그와 같이 있던 웬디와 조우했다.
나무 속에서 기괴하게 등장했으며 페어리테일의 웬디, 리리, 샤를, 메스트와 대전한다. 하지만 엄청난 실력으로 그 셋을 쓰러뜨리는 위력을 선보인다.
그 셋을 쓰러뜨린 후 미라젠, 리사나와 조우. 사탄 소울로 무장한 미라젠과 막상막하와 싸우지만 미라젠의 진짜 실력을 보기 위해 리사나를 인질로 잡고 미라젠을 궁지로 몰아간다. 하지만 미라젠은 리사나를 구하는 대신 자신의 목숨을 바치고 자폭한다. 그 모습에 잠시 놀라지만 이내 다른 곳으로 길을 옮겨 엘자와 전투를 벌인다.
나무를 조종하는 자신의 힘을 이용해, 천랑섬을 지탱하고 있던 거대 나무인 천랑목(天廊木)을 쓰러뜨려 천랑섬에 걸려 있던 페어리테일의 보호 마법을 완전히 대파시킨 후 그 마력의 힘을 전부 흡수한다. 하지만 자신의 모든 마력을 검에 일축시켜 공격한 엘자에 의해 패배하고 결국 마법의 부작용으로 인해 자신이 마법에 생명을 빨려 나무가 되어버린다.
- 마법
  - 대수의 아크(大樹方舟)
- 기술
  - 나무 조종: 나무 속에서 기괴하게 등장하기도 했고, 주변의 나무들을 조종해 무기나 방어물로도 사용한다.

1. . 버스트 크로우(Burst Claw): 여러 그루의 나무로 상대를 치는 기술.
2. . 포리움 시카(Folium Theca / 葉劍)[12]: 잎사귀를 날카롭게 다듬어 바람처럼 상대에게 날려 상대를 베는 기술
3. . 람스 시커(Raum Theca / 柳劍)[13]: 나뭇가지를 날카롭게 다듬어 조종해 상대를 베는 기술.

- - 블레비(Bleve): 나무에 열리는 과실 열매에 땅의 힘과 자신의 마력을 섞어 주입해 폭파시키는 마법.

1. . 시한 폭탄: 나무로 상대를 속박한 다음, 자신이 정한 시간제한 안에 폭발시키는 기술.
2. . 타워 버스트(Tower Burst): 자신 주위의 360도 방향으로 엄청난 기세의 탑 모양 불길을 솟아오르게 해 폭발시키는 기술.
3. . 체인 버스트(Chain Burst): 나무로 상대를 속박한 다음, 그대로 폭파시키는 기술.
4. . 헤라 클라마레(Terra Clamare / 大地歎息[14]): 상대를 나무로 거대하게 속박한 다음, 그 자리에서 거대한 폭발을 일으키는 기술.

성우 - 시로쿠마 히로시 / 최재호

#### 그 외 대원
카와즈(Kawaz)그리모어 하트의 멤버
반인반계(半人半鷄)의 형상을 한 그리모어 하트의 대원.
S클래스 마도사 승급시험에서 가질과 레비를 습격했다.
결국 가질에게 패배.
- 마법
  - 달걀 마법 <에그 매직>(Egg Magic): 온갖 마법 효과가 담긴 달걀을 입에서 발사하는 마법
- 기술
  - 에그 버스터(Egg Burst): 마법의 달걀을 발사해 달걀껍질을 깬 알맹이가 주먹 형상으로 상대에게 날아가 상대를 때리는 기술.
  - 헤비 에그 레인(Heavy Egg Rain): 달걀을 마치 운석처럼 발사해 퍼붓는 기술.

성우 - 미상 / 이경태
요마즈(Yomaz)그리모어 하트의 멤버
일본 전통 장군의 갑옷을 착용한 그리모어 하트의 대원
S클래스 마도사 승급시험에서 가질과 레비를 습격했다.
가질에게 패배한 후 레비로부터 자초지종을 듣고 달려온 엘자와 쥬비아와 조우, 처음엔 뺀질뺀질한 태도를 보이다가 엘자의 심문으로 인해 자신들의 음모와 그리모어 하트 전체가 지금 천랑섬으로 향하고 있다는 것을 실토한다.
- 마법
  - 솔리드 스크립트(Solid Script / 立體文字): 레비의 솔리드 스크립은 영어지만 요마즈의 솔리드 스크립은 한자이다.
- 기술
  - 轟: 轟을 허공에 그려, 자동차의 요란한 엔진소리를 울려퍼지게 상대를 시끄럽게 만드는 기술
  - 斬: 검에 斬을 새겨 검을 휘두르면 검에서 나온 문자의 오라가 전방위로 뻗어나가 멀리 있는 상대까지 한꺼번에 베어버리는 기술
  - 貫: 검에 貫을 새겨 상대의 몸을 마법의 힘을 이용해 순식간에 꿰뚫어버리는 기술
  - 防: 전방에 防을 새겨 상대의 기술을 방어하는 기술
  - 斬斬: 斬의 강화판 기술
  - 암흑검. 명교(暗黑劍. 鳴咬): 斬의 힘을 두른 검에서 어둠의 마력을 담은 참격을 발사하는 기술

타르타로스 (명계의 문)
구성 멤버
1. E.N.D(타르타로스의 마스터) (Etherious Natsu Dragneel)
```
 실제로는 타르타로스에 존재하지 않으며 제레프가 자신을 죽이기 위해 만든 악마 중 최강의 걸작이다. E.N.D만이 제레프를 죽일 수 있으며 상징적인 타르타로스의 마스터이다.
```

2. 마르드 길 (명왕)
실질적인 타르타로스의 마스터이며 자신의 직속 부하인 목적을 빨리 달성하려는 이유로 쿄우카에게 자살을 강요하는 피도 눈물도 없는 냉혹한 존재이다.
처음에 루시가 불러낸 성령왕과 대결했으며, 후에 스팅과 로그랑 대결, 나중에 나츠까지 합류했지만 악마화 된 젬마의 등장으로 나츠와 1대 1로 싸우다가 후에 멸악마법을 획득한 그레이가 합세해 나츠와 그레이 두 명에 의해 뻗는다. 후에 이것을 본 제레프가 쓸모없다고 여겨 마르드 길을 책으로 변환시킨 다음 이것을 불태워 마르드 길의 존재 자체를 소멸시킨다.
마르드 길의 주법
메멘토 모리: E.N.D가 없는 구귀문에서 사실상 가장 강력한 주법이다. 존재 자체를 소멸시켜 버리는 무서운 주법. 마르드 길이 제레프를 없애기 위해 익힌 궁극의 주법이다.
가시나무: 명왕이 가장 많이 쓰는 주법, 가시가 달린 거대한 나무줄기를 끊임없이 소환해내어 무차별 공격한다.
알레그리아: 주법으로 소환한 끈적이면서도 헤어나올 수 없는 늪지대를 광역범위로 소환한다. 이 주법으로 페어리 테일이 전멸했었다.
명계수: 커다란 명계의 나무를 소환해 내려 찍는다.
3. 쿄우카
명왕의 직속부하로서 타르타로스 서열 3위이다.
표독하면서도 끈질기게 페어리테일을 공격했으며, 구귀문을 이끄는 사령관의 역할을 한다.
쿄우카가 상대한 자는 페어리테일의 엘자가 유일하다.
엘자하고만 길고 끈질긴 장기전을 펼쳤다.
엘자를 끊임없이 몰아붙이지만 결국 명왕의 잔인한 요구로 자신을 희생하여 페이스를 발동시킨다.
쿄우카의 주법
강화: 1초 단위로 공격력이 증가하는 엄청난 폭딜 주법이다. 너무 오랜 시간이 지나면 힘이 폭주하여 자신의 힘을 자신이 조절할 수 없게 된다. 그러므로 진짜 필요하다고 생각될 때 발동해야 한다.
감각 조절: 감각을 조절하여 더 많은 고통을 받게 한다. 예를 들어 통각을 10배로 하면 바람이 조금만 불어도 엄청 아프고 칼로 때리면 살이 찢어지는 느낌을 받게 된다. 이 기술 때문에 엘자가 고문을 많이 받았다.
4. 실버
특이하게도 악마가 아닌데 구귀문에 입성한 의문의 사나이이다.
더 의문스럽게도 악마를 죽이는 멸악마법을 사용하는 자이며, 다른 강력한 주법을 사용하는 악마들이 많지만 결국 그 악마에게 천적이라 구귀문 서열 4위에 올랐다. 후에 그레이의 아버지로 밝혀지며, 네크로멘서 키스가 만든 시체라서 키스가 죽자 같이 소멸된다.
실버의 마법
얼음의 멸악마법: 얼음을 조형하여 자유자재의 얼음 마법을 펼치는데, 여기에 멸악속성이 깃들어있다.
5. 템페스터
구귀문에서 가장 다양하고 강력한 연계기를 구사하는 악마로서, 사령관 쿄우카를 제외하면 구귀문에서 가장 강하다. 그리고 특이하게도 진짜 엄청난 일격이 아닌 이상 실험실의 부활장치가 없어도 명왕의 주력을 공급받아 계속 부활한다. 타르타로스 서열 5위이다.
매그놀로기아의 어둠의 방아쇠를 당긴 악마로서, 제일 먼저 페어리테일의 앞에 나타나 렉서스일행을 위협한다. 렉서스가 때려눕혔으나, 태연하게 한 번 죽어야겠다는 의미심장한 말을 하고 아무렇지도 않게 자살한다. 그 후 무지막지한 양의 마장입자를 뿜어내어 매그놀로기아 전체를 박살냈다. 후에 다른 모습으로 나타나 나츠와 격돌한다.
그러나 후에 트뤼프저의 힘으로 뻗은 나츠를 대신해 렉서스가 템페스터를 박살낸다.
하지만 불사의 템페스터, 다시 일어난다. 하지만 그가 교만하여 흘린 정보에 힌트를 얻고 렉서스가 템페스터를 완전히 해치운다.
템페스터의 주법
불사: 명왕의 주력을 공급받아 웬만해선 쓰러지지 않는다. 주법이라기보단 일종의 패시브이다.
슈룹: 토네이도를 생성해 적들을 쓸어버린다.
두둠: 바윗덩어리를 원격 조종해 무차별 공격을 한다.
쿠쿵: 낙뢰를 떨어뜨린다.
6. 트뤼프저
구귀문 최고의 방어력을 가진 악마로서, 템페스터와는 다른 종류지만 쓰러뜨리기 굉장히 힘든 구귀문이다. 서열 6위이다.
구귀문 중에서는 그나마 점잖고 과묵한 성격을 지녔다. 가질과 전투할 때 환경 자체를 통째로 자신에게 유리하게 만들어 적들을 쓸어버리는 무서운 주법을 쓴다.
가질의 철룡검에도 뚫리지 않는 엄청나게 단단한 껍질을 가졌다. 하지만 레비의 헌신으로 힘을 얻은 가질에게 결국 방어막이 뚫리면서 개박살 나고 만다.
트뤼프저의 주법
천지회명: 악마에게는 안 통하지만 인간에게는 치명적인 독이 든 물을 대폭 소환하여 주변을 전부 물바다로 만든다.
7. 자칼
구귀문에서 템페스터와 함께 타르타로스의 공격을 알린 악마로서, 엄청나게 강력한 폭발 마법을 쓴다. 구귀문 서열 7위이다.
성격이 시끄러운 편이고 잔인한 면을 지녔다. 하지만 운이 없게도 그의 첫 상대는 나츠, 다른 상대라면 몰라도 불을 먹는 나츠는 폭발도 먹어버린다. 결국 처음에 나츠를 밀어붙였으나 후에 개박살 난다. 그리고 나중에 타르타로스 본부에서 상을 노리고 루시를 죽이려 하다가 루시가 발동한 필살기를 정통으로 맞고 쓰러진다.
자칼의 주법
폭탄 생성: 자칼이 원하는 위치에 폭탄을 생성시킨다. 사람의 몸에도 설치할 수 있어 매우 위험한 주법이다.
8. 프랑마르스
타르타로스 서열 8위다. 자칼과는 비교도 안 될 정도로 시끄럽고 부산스러운 악마다. 하지만 역시 악마라 본성은 매우 악하다. 상대방의 영혼을 흡수하는 골치 아프고 무시무시한 주법을 지녔으며, 하데스의 영혼을 흡수하여 나츠 일행에게 엄청난 공격을 퍼붓는다. 부활장치만 믿다가 나중에 부활하던 중 미라젠이 부활장치를 전부 부숴버리자 죽진 않았지만 완전히 부활하지는 못한 애매한 상황에 처한다. 결국 버섯으로 변신하여 해피에게 기생하지만 미네르바에게 발각되어 관제실의 위치를 발설한다. 페이스계획이 수포로 돌아가자 버섯인 상태로 도주했으며 후에 죽었는지 살았는지는 밝혀지지 않았다.
프랑마르스의 주법
영혼흡수: 적들의 영혼을 흡수하여 자신의 힘으로 만든다. 흡수한 영혼의 힘을 자신이 직접 쓸 수도 있다.
고무고무: 팔이 거의 무한대로 늘어난다.
9. 키스
타르타로스 서열 9위로 별로 강하지는 않지만 키스가 죽으면 그레이의 아버지인 실버도 죽는다. 그러므로 힘에 비해서 비중이 매우 높다. 형체가 불분명하여 공격해도 다 씹는다.
후에 키스와 실버, 그레이의 관계를 알게 되어 망설인 쥬비아를 삼키다가 결국 쥬비아 마법에 의해 몸 속에서 폭발하여 최후를 맞는다.
키스의 주법
회피: 자신의 몸을 조작하여 공격을 씹는다. 하지만 자신의 몸 내부에서 공격하면 피할 수 없다.
네크로: 죽은 자를 살려내어 조종한다.
10. 세이라
타르타로스 서열 10위로 구귀문에서 유일하게 엄청난 미인의 모습을 하고 있다.
쿄우카에게 호감을 갖고 있으며, 악마치곤 귀엽게도 쿄우카에게 아양을 떠는 게 약간 있다. 하지만 악마라서 인간은 처절히 짓밟는다. 엘프먼을 협박해 그가 스스로 페어리테일을 폭파하게 만든 장본인으로서 전략적인 방법을 쓴다.
나중에 페이스계획을 성공시키기 위해 자신의 힘을 전부 쿄우카에게 넘겨주고 죽는다.
키스하고 비슷한 주법을 쓰지만 키스보다는 약간 아래다.
세이라의 주법
매크로: 네크로보다는 아래인 주법이다. 상대방을 조종하여 자신의 뜻대로 움직이게 만든다. 자기자신을 조종해서 더 강하게 공격할 수도 있다.
11. 에젤
타르타로스 구귀문에서는 서열 꼴찌다. 하지만 역시 구귀문은 구귀문이라 꽤 강력한 악마이다. 팔이 여섯 개가 달려있고 칼을 소환하여 그 많은 팔로 연속공격을 펼친다.
페이스를 부수러 가기 위해 출동한 웬디를 해치우려다가 오히려 드래곤 포스가 발동한 웬디에게 처참하게 부서진다. 후에 부활장치에서 빨리 부활하고 싶다고 나대다가 미라젠이 부활장치를 전부 파괴하여 당한다. 부활을 먼저 시작하여 목숨이라도 건진 프랑마르스에 비하여 부활을 늦게 시작하여 목숨도 못 건지고 그대로 죽어버린다.
에젤의 주법
칼 소환: 칼을 소환하여 수많은 손에 쥔다. 그리고 공격한다.

### 서큐버스 아이(Succubus Eye / 몽마의 눈)
미네르바지엔마의 딸.
공간마법을 쓰고 세이버투스의 쌍룡보다 강한 인물.지아비를 닮아서 성격이 더럽다.
대마도연무에선 루시를 마구 괴롭히면서 페어리테일을 도발한다. 극심한 여왕병 기질이 있고 자기 길드만 최고라 생각하고 자기 길드를 이길 수 있다라고 하는 자는 살려두지 않는다.
엘자, 카구라와 전투 도중에는 잘난척 하면서 도망가있다가, 엘자가 이기자 카구라를 쓰러뜨리고 엘자를 쓰러뜨리러 하였다. 하지만 엘자의 제2의 근원(second origin)의 발동으로 압도적으로 패배당했다.
대마도연무 후,갑자기 행방불명되었다.
페어리테일이 워록 시켄의 퀘스트를 요청하는 도중, 다시 등장한다. 행방불명된줄 알았으나, 어둠 길드 '서큐버스의 눈'에 들어가게 된다. 그리고 페어리테일에게 복수를 다짐한다.
- 마법
- 절대영토(Territory)
- 기술
- 공간 이동: 자신이나 상대방,그 외 다른 물건들까지도 순간이동 시킬 수 있다.어찌 보면 원피스의 '바솔로뮤 쿠마'나 '트라팔가 로우'의 능력과 약간 비슷한 마법, 하지만 물질의 온도, 무게도 바꿀수 있다.

성우 - 이노우에 키쿠코
도리아테서큐버스 아이의 멤버.
꽤 덩치가 크고, 머리 뒤에 브로콜리가 있는 것 같은 헤어스타일에, 갑옷 같아 보이는 천옷을 입고 있다. 그리고 얼굴에 사람 입모양이 달린 두건을 두르고 있으며,이마엔 리모컨 전원 버튼같은 표식을 띄고 있다.
겉보기에는 그다지 강해보이지 않지만, 상대의 나이를 어리게 하는 마법을 쓴다. 처음에 만난 나츠를 보자마자 주문을 외워서 나츠를 어리게 만들었다. 아마도 상대를 어리게 만들어서 자신에게 유리하게 싸우려는 듯 하다.
그리곤 어리게 만든 나츠를 압도적으로 이긴다.
나츠의 낚시에 속아넘어가자 두건을 벗고 두건 안에선 악마의 입이 나온다.
두 번째로 만나 그레이가 자신의 입에 대해 물어보자 씨익 웃으며 그레이까지 어게 만드나,어려진 그레이에게 압도적으로 패배한다.
결국,그레이 앞에서 제레프 서의 악마로 변하게 되나,그레이가 지면의 얼음들을 이용해서 쓰러뜨린다.그리곤 결국 미네르바와 타고 온 눈 1개 달린 악마새에게 잡아먹히고 만다.
- 마법
- 시간 퇴행,변신
- 기술
- 유아 퇴행: 주문을 외워서 상대방을 어리게 만드는 마법.처음엔 나츠, 그레이, 엘자 셋 다 이 마법에 고전하였으나, 그레이가 쓰러뜨림으로서 마법이 해제된다.나중에 악마로 변해서 외칠 땐 범위 내에 있는 모든 사람들을 어려버리게 한다.
- 변신(제레프 서 악마?): 도리아테가 그레이에게 발리고 농락당하자 분노해서 변한 모습. 팔근육이 엄청나 보이고, 아랫턱에 큰 송곳니아 나 있는 굉장히 강해보이는 악마로 변한다. 하지만 거의 주먹으로만 싸우는 모습을 보여준다.

### 육마 장군(Oracion Seis / 六魔將軍)
제로(Zero) / 브레인(Brain)오라시온 세이스의 1대 길드 마스터.
오라시온 세이스를 전원 이끌고 있으며, 조용하고 냉정하면서도 잔인무도한 모습을 보인다.
예전에 평의회의 마법개발부서에서 신분을 숨기고 일한 적이 있으며 그 때 본인이 고안한 여러 개의 마법을 정식으로 여러 마도부서에 전수했었다. 제라르에게 마법을 가르친 스승이기도 하며 그 때문에 제라르가 니르바나에 걸어둔 자폭 마법을 해제코드주문 하나 없이 순식간에 소멸시켜 불발시키는 실력을 선보인다.
지식과 연구를 좋아하는 브레인이라는 인격과 오로지 파괴만을 좋아하는 제로라는 또 하나의 인격이 몸 속에 존재하며 제로라는 인격이 자신도 조절하지 못 할 정도로 너무 강한 나머지 브레인은 자신의 몸에 여섯 개의 마법 코드를 새겨넣어 이 제로라는 인격을 봉인했다. 오라시온 세이스의 나머지 멤버들이 바로 해제 코드의 열쇠이며 만약 그들이 기절하거나 해서 쓰러질 경우 그의 몸에 그려진 코드가 점점 지워지면서 제로의 인격이 완전히 부활해버린다.
결국 오라시온 세이스의 멤버가 전부 다 쓰러지자 브레인의 안에 있던 제로가 완전히 깨어나버렸으며 제로는 깨어나자마자 앞에 있던 나츠, 루시, 그레이를 공격해 완전히 전투불능으로 만들어버리는 힘을 선보이고 니르바나를 이용해 근처의 모든 자연을 파괴시킨다. 하지만 히비키가 니르바나를 영원히 멈춰버리는 방법을 알아내고 그 방법을 다른 멤버들이 알아내 니르바나 정지를 목적으로 흩어질 때 나츠와 다시 조우해 전투, 결국 제라르의 도움으로 각성한 나츠에게 패배하고 평의회에 수감된다.
타르타로스 편에서 코브라에 의해 탈옥하여 다시한번 모습을 보여주는데, 자신들을 장기말로밖에 보지 않는다고 생각한 코브라에 의해 사살된다.
- 마법
  - 아카이브(Archive): 여러 가지 정보를 검색하고 다운로드해 아군에게 접속시키는 디지털 마법, 전투용 마법은 아니고 주로 보조용 마법으로 많이 쓰이며 사념 마법을 쓰지 못하는 마도사들은 아카이브를 써서 생각을 다운로드시키기도 한다. 이 마법으로 여러 마법의 자료나 상대에 대한 정보를 수집할 수가 있다.
  - 자폭 마법
  - 그 외의 온갖 마법
  - 어둠 마법 <다크 매직>(Dark Magic): 어둠의 본질적인 힘을 사용하는 어둠 계보 중 최고위 마법 중 하나.
- 기술
  - 다크 론도(Dark Rondo / 常暗回旋曲): 대지에서 격렬하게 회전하는 어둠의 기류를 지팡이 '쿠로도아'에 담아 전방위로 강력하게 발사하는 기술.
  - 다크 카프리치오(Dark Capriccio / 常暗奇想曲): 아주 복잡하게 회오리치는 어둠의 기류를 상대에게 발사하는 기술.
  - 다크 그래비티(Dark Cravity): 어둠의 파동을 상대에게 발사, 이 파동을 맞으면 어둠에 잠식되어 의식이 멀어지고 몸이 무거워진다.
  - 제네시스 - 제로(Genesis - Zero): 맞은 모든 것을 無로 돌리는 아주 강력한 어둠의 파동을 발사하는 기술.

성우 - 이나다 테츠 / 심정민
미드나잇(Midnight)/브레인 2세신생 오라시온 세이스의 1대 길드 마스터. 본명은 멕베스.
남자이긴 하지만 짙은 화장 때문에 종종 여자로 오인되곤 한다. 하지만 성별은 틀림없는 남자.
늘 마법에 걸려 둥둥 뜬 양탄자 위에서 정좌하고 팔짱을 낀 채 쿨쿨 잔다. 자는 사이에 공격당해도 전신에 마법의 결계를 두르고 있기 때문에 늘 공격은 구부러져 비켜나간다.
한 번 잠에서 깨면 길드 마스터이자 아버지인 브레인이 내린 명령을 충실히 수행하며 그 누구보다도 잔혹해진다. 싸움과 피를 좋아하고 강한 자를 때려부수는 살인광으로 변모함.
제라르와 엘자와의 대결에서 제라르를 간단히 쓰러뜨리고 엘자와 전투한다. 초반엔 우세했지만 자신의 마법의 약점을 밝혀낸 엘자에게 패배하고 평의회에 수감된다.
오리지널 스토리에서 어떤 사제의 의해 평의회에 풀려 나서 죽은 브레인을 마법을 배워 자신을 브레인 2세가 된다. 그리고 2대 길드장이 되어 무한의 시계를 빼앗고, 불안정한 시계를 안정시키기 위해 예배당을 공격하라고 지시한다.
그 후, 루시를 구하러 온 나츠와의 대결에서 패배하고 평의회에 수감된다. 그러나 타르타로스 편에서는 코브라에 의해 탈옥에 성공한다.
- 마법
  - 굴절 마법 <리플렉터>(屈折): 말 그대로 주변의 사물을 구부러뜨리고 비트는 마법. 하지만 2개의 약점이 있는데 하나는 생물은 구부러뜨리지 못한다는 것과, 자신의 주위와 상대방의 주위에 있는 것을 1턴에 1번만 구부러뜨릴 수 있다는 것이다.
  - 어둠 마법 <다크 매직>(Dark Magic): 어둠의 본질적인 힘을 사용하는 어둠 계보 중 최고위 마법 중 하나.
- 기술
  - 환각(幻覺): 대기 중의 공기층을 비틀어 환상을 만들어내는 기술.
  - 반사(反射): 상대방이 날린 공격을 비틀어 완전히 궤도를 돌려 반사시키는 기술.
  - 질식(窒息): 상대방의 옷을 비틀어 상대방을 질식사시키는 기술.
  - 스파이럴 페인(Spiral Pain / 螺旋刑罰): 상대방 주위에 모든 사물을 격렬하게 비틀어 거대한 소용돌이 형식의 충격파로 감싸는 기술. 상대는 그 충격파 안에서 비틀린 공기의 압력에 의해 갈기갈기 찢긴다.
  - 제네시스 - 제로(Genesis - Zero): 맞은 모든 것을 無로 돌리는 아주 강력한 어둠의 파동을 발사하는 기술.

성우 - 우치야마 코우키 / 양준건
코브라(Cobra)오라시온 세이스의 멤버.
보라색의 날개달린 독사인 '큐베리오스'를 애완뱀으로 기르고 있다. 본명은 에릭.
나츠가 해피와 함께 공중을 누빈다면, 코브라는 쿠베리오스와 함께 하늘을 누빈다.
자신의 특기인 도청을 이용해 길드 연합군의 마음의 소리를 속속들이 들으면서 연합군을 혼란시킨다. 쿠브리오스를 이용해 엘자에게 맹독을 주입하기도 함.
렉서스와 마찬가지로 멸룡마법의 힘이 담긴 라크리마를 몸에 이식한 가짜 멸룡 마도사. 본인은 그것을 신세대의 멸룡 마도사라고 부르고 있다.
나츠와의 전투에서 처음엔 우세했지만, 자신의 듣는 마법을 나츠한테 역이용당해서 결국 패배하고 쓸모없다고 판단한 브레인에게 공격당한 후 그 후에 평의회에 수감되었지만, 큐베리오스를 잃고, 주술로 변한 란포안트로 인해 풀려 났지만, 엘자에게서 일격을 당한 후, 패배한다.
그리고나서 큐베리오스(키나나)를 만나 모든 죄를 뉘우치고 순순히 평의회의 감옥에 들어갔다.
나중에 드란발트 덕분에 풀려난다. 그리고 드래곤들이 쳐들어 왔을 때, 나츠를 따라서 다른 드래곤슬레이어들과 같이 드래곤들과 맞선다.
드래곤들과의 싸움 후, 다시 평의회에 자발적으로 잡혀 드려 가지만 평의회의 드란발트 에게 ' 명부의 문 ( 타르타로스 ) '에 대해 말을
하고는 머지않아 육마(오라시온세이스)들을 모두 탈출시킬거라고 선언한다. 그리고 정말로 오라시온 세이스 멤버 전원을 탈옥시키는데 성공한다. 그러나 자신을 장기말로 밖에 보지 않은 브레인을 사살한다. 그리고 제라르 일행과 마주친다.
- 마법
  - 듣는 마법: 멀리 있는 소리는 물론, 생물의 마음속 소리까지 빠짐없이 들을 수 있다.
  - 독의 멸룡 마법: 렉서스처럼 코브라도 제 2세대 드래곤슬레이어.
  - 음파 마법: 음파를 다루는 마법. 주변의 음파를 모아 공격한다. 적이 내는 음파를 반사하는 것도 가능. 때문에 소음에 약하다는 약점을 보완할 수 있게 되었다.
- 기술
  - 도청: 듣는 마법을 이용한 엿듣기 기술. 멀리 있는 소리는 물론, 근육의 움직임, 머릿속의 생각, 심지어는 생각하는 과정까지 모두 들을 수 있다.
  - 독 섭취: 큐베리오스가 내뿜는 독을 자신이 먹어 회복용으로 쓰기도 한다.
  - 독룡의 포효(毒龍 咆哮): 입에서 맹독성을 지닌 독의 숨결을 내뿜는 기술. 맞은 모든 것을 중독시키고 뼈까지 녹이며 산산히 부식시킨다.
  - 독룡 쌍아(毒龍雙牙): 양손을 독룡의 발톱으로 변환시킨 다음, X자로 교차하면서 상대를 베는 기술.
  - 독룡 독아(毒龍毒牙): 애니메이션 오리지널 기술, 독으로 이루어진 날카로운 공격을 퍼붓는다.
  - 독룡 나선각(毒龍 螺旋脚): 애니메이션 오리지널 기술, 독으로 이루어진 나선 모양의 기류를 발사하는 기술.
  - 독룡 인아(毒龍人我): 독의 칼날을 연속으로 날리는 기술.
  - 독룡의 첨각(毒龍의尖角): 독으로 둘러싸인 주먹으로 아주강하게 치는기술.이 기술은 주변에도 큰 피해가간다.

성우 - 이마루오카 아츠시 / 이재범
핫 아이(Hoteye)오라시온 세이스의 멤버.
'천안(天眼)의 핫 아이'라고 불린다. 본명은 리처드.
제대로 각이 진 입체적인 얼굴이 특징.
돈을 밝히며, 이 세상의 모든 것을 돈 잘 버는 방법으로 환산하려고 하는 이상한 사고방식을 지녔다.
공격을 할 때마다 돈에 관한 자신의 명언을 하는 버릇이 있다.
니르바나가 발동되었을 때, 그 근처에서 쥬라와 싸우다가 자신의 어둠이 빛으로 바뀌고는 금세 착한 성격으로 돌아와 길드 연합군의 동료가 된다. 본래 낙원의 탑에서 엘자의 옛 동료였던 월리의 형이었으며 행방불명 된 동생을 찾기 위해 떠돌던 중 지푸라기라도 잡는 심정으로 오라시온 세이스에 들어왔다고 한다. 후에 평의회에 의해 구속당하게 되지만 엘자에게 월리의 행방을 듣고는 행복해한다.
- 마법
  - 융해 마법: 마법의 명칭은 정확하게 나오지 않았지만, 단단한 것들을 융해시켜 무르게 만드는 마법인 듯 하다.
  - 천리안: 핫 아이의 눈은 꿰뚫어보는 힘을 지녔으며, 이걸 이용해 장애물들을 그대로 통과해 보는 것도 가능하다.
- 기술
  - 리퀴드 그라운드(Lequid Ground): 주변의 대지를 전부 다 융해시켜 마치 대지를 파도처럼 너울대게 하는 기술. 사정거리 안에 있는 모든 상대의 움직임을 봉쇄할 수 있다.

성우 - 이치죠 카즈야 / 이광수
엔젤(Engel)오라시온 세이스의 멤버.
마치 천사처럼 차려입은 순백의 깃털 옷과 끝을 링 모양처럼 다듬은 머리가 특징이다. 본명은 소라노.
성령마도사이긴 하지만 성령을 도구나 장난감처럼 여기고 학대하며, 자신의 성령을 방패막이로 쓰는 등 상당히 악독한 모습을 보인다.
성령들의 관계성에 대해서 잘 알고 있다. 루시와의 전투에서 아쿠에리아스를 대비해 남자친구인 스콜피오를 불러 싸움을 무효화시키고, 루시가 불러낸 로키에 맞서 아리에스를 꺼내는 등 성령들의 관계성을 가지고 노는 잔인한 면모를 보인다.
초반엔 아주 우세했지만, 히비키의 도움으로 자신의 잠재능력을 끌어올린 루시의 '우라노 메트리아'를 맞고는 패배한다.
밤하늘의 열쇠 편에선 천사 마법을 쓸 때마다 수명을 빼앗는 마법을 쓰는데 막판에 그레이와 전투, 코스트를 무려 100이나 쓰고 소환한 라구엘이 엔젤의 타락한 마음에 물들어 흉측하게 바뀌고 엔젤을 흡수하려는 때에, 그레이가 엔젤을 설득하면서 라구엘을 소멸시킨다. 단이 자신의 창을 엔젤에게 던져 천사 마법의 핵을 작게 만들어 지금까지 사용했던 수명을 다시 되찾게 되고, 그레이의 설득에 감화되어 전의를 상실한 탓에 전투 불능이 되어 버린다. 이후, 라할이 한 말에 따르면 다시 평의회로 잡혀간 모양.
- 마법
  - 성령 마법: 별자리의 정령인 성령을 소환하는 마법, 엔젤은 한 번에 두 마리의 성령을 불러내는 것(이체동시개문)이 가능할 정도의 실력자이다.
  - 천사 마법: 자신의 수명을 빼앗기는 대신 천사를 소환하는 마법.
- 열쇠
  - 황도 12문

1. . 쌍자궁(雙子宮: 쌍둥이자리) 제미니(Gemini) - 후에 계약이 해제된 후 루시와 계약
2. . 백양궁(白羊宮: 양자리) 아리에스(Aries) - 후에 계약이 해제된 후 루시와 계약
3. . 천헐궁(天蠍宮: 전갈자리) 스콜피오(Scolpio) - 후에 계약이 해제된 후 루시와 계약

- - 그 외의 성령

1. . 조각칼자리(彫刻具座) - 카엘룸(Caleum)

- 천사
  - 바라키엘: 코스트 30의 수명을 써서 소환하는 천사. 추가 바람.
  - 샴시엘: 코스트 40의 수명을 써서 소환하는 천사. 추가 바람.
  - 라구엘: 코스트 100의 수명을 써서 소환하는 천사. 추가 바람.
- 기술
  - 변신: 제미니의 기술, 제미니는 약 5분 동안 자신이 본 사람들로 똑같이 변신이 가능하며, 변신한 사람의 마법이나 능력, 신체조건까지 똑같이 시전할 수 있다. 이 기술을 이용해 루시, 그레이 등등으로 변신해 길드 연합군에게 아주 큰 혼란을 안겨주었었다.
  - 울 봄(Wool Bomb): 아리에스의 기술, 양 손에서 핑크빛의 몽실몽실한 양모들을 발사하는 기술, 맞은 상대는 기분 좋게 나가떨어진다.
  - 샌드 버스터(Sand Buster): 스콜피오의 기술, 꼬리에서 엄청난 기세의 모래탄을 발사한다.
  - 레이저: 카엘룸의 기술. 카엘룸은 마치 구체의 로봇처럼 생긴 성령이며 엄청난 기세로 발사되는 레이저가 주특기이다.
  - 조각칼: 카엘룸의 기술. 카엘룸이 거대한 조각칼로 변신하는 기술. 주인인 성령 마도사가 들고 싸우는 것이 가능하게 된다.

성우 - 오오무라 후유카 / 김성연
레이서(Racer)오라시온 세이스의 멤버.
요란하게 차려입은 바이크 유니폼과, 모히칸 스타일로 곧게 뻗친 금발. 그리고 진한 선글라스에 턱에 철받침대를 한 것이 특징. 본명은 소여.
오라시온 세이스 멤버들 중에선 가장 빠르기로 유명하며 실제로 스피드를 이용한 공격을 한다.
하지만 자신의 마법의 진짜 정체를 간파한 리온에게 당하고, 결국 몸에 장착되어 있던 다이너마이트를 폭파시키는 물귀신 작전을 행했지만 그마저도 리온에게 저지당하고 패배한다.
- 마법
  - 시간감각 마법: 레이서의 마법. 레이서는 본래 본인이 빨라지는 것이 아니라 자기주위의 일정범위에 있는 모든 이들의 시간감각을 엄청나게 둔화시켜 마치 자신이 빠른 것처럼 위장할 수 있었다. 리온은 이것을 간파하고 그레이와의 양동작전으로 승리한다.
- 기술
  - 데드 그랑프리(Dead Grand-prix): 레이서가 조종하는 마도2륜 오토바이 부대가 미친 듯 질주하면서 상대를 공격하는 기술.

1. . 오토바이 레이스: 레이서의 오토바이와 상대의 오토바이가 아주 거칠게 경주를 한다.
2. . 레이저: 레이서의 오토바이에 달린 마력 레이저가 발사된다.

- - 데드 사이드 러시(Dead Side Rush): 여러 개의 타이어에 마법을 걸어 엄청난 스피드로 타이어로 상대를 때리는 기술.
  - 기어 체인지 - 레드 존(Gear Change - Red Zone): 상대의 시간감각을 최대한으로 줄여 더욱 더 빠르게 상대를 공격하는 기술.

성우 - 마지마 쥰지 / 심규혁

### 아이젠 발트(Eisen Walt / 철의 숲)
에리골아이젠 발트의 길드 마스터.
제레프 書의 악마이자 살아있는 마법인 럴러바이를 이용해 길드 마스터들을 몰살시키려 한 계획을 세운 장본인, 잔혹하고 냉정한 성격과 늘 들고 있는 거대한 낫으로 인해 '사신(死神) 에리골'이라는 별칭이 붙었다.
어둠 길드들을 박해한 정규 길드들을 아주 심하게 증오하고 있으며 늘 정규 길드의 마도사들을 파리라고 부르면서 아주 혐오한다.
하지만 결국 길드 마스터들의 정례회 장으로 통하는 열차 선로 위에서 나츠와 결투해 패배한다.
다른 멤버들은 평의회에 수감되었으나 에리골은 붙잡히지 않았다고 한다. 그러다가 7년 후에는 신생 오라시온 세이스에 멤버로 들어가게 된다. 이 과정에서 기억을 잃고, 기상을 조종하는 마법을 얻었다. 하지만 이 때문인지 이후에도 조금 전에 있었던 일도 까먹어 버리는 건망증을 가지게 된다. '리얼 나이트메어'를 발동시키기 위해 네빌의 제자들의 후손들에 걸린 링크를 없애던 중 웬디와 빅스로와 조우, 전투를 벌인다. 웬디의 회복마법이 섞인 천룡의 포효를 맞고 원래대로 돌아온다.
- 마법
  - 각종 바람 마법
  - 기상 조종 마법: 날씨를 조종하는 마법. 두 개 이상의 기상 상태를 순서대로 배열하여 발동시키기도 한다.
- 기술
  - 마풍벽(魔風壁): 지정한 범위를 날카로운 토네이도의 결계로 포위하는 기술.
  - 마풍장(魔風掌): 자신의 손에 토네이도를 모아 바람의 포탄을 날리는 기술.
  - 스톰 브링거(Stom Bringer / 暴風派): 바람의 풍압을 날카롭게 다듬어 마치 낫 형태의 참격을 날리는 기술.
  - 스톰 월(Stom Wall / 風壁): 상대의 기술을 바람의 방패를 이용해 방어하는 기술.
  - 스톰 슈레드(Storm Shred / 風鎌): 바람의 힘을 담은 여러개의 참격을 날려 상대를 베는 기술.
  - 스톰 메일(Stom Mail / 暴風衣): 자신의 전신에 폭풍의 갑옷을 두르는 기술, 전신에 두른 폭풍은 닿는 모든 것을 갈기갈기 찢는다.
  - 에메라 파람(Emera Baram / 翠綠風): 손가락을 X자로 교차시켜 마력을 모아 전방위의 모든 것을 갈기갈기 찢어버리는 토네이도를 발사한다.

성우 - 토치카 코이치 / 양석정
카게야마아이젠 발트의 멤버
아이젠 발트의 주요 멤버이자 작중 내에서 가장 비중이 많은 인물.
럴러바이를 발견한 장본인이며 그 럴러바이를 연주해 길드 마스터들을 몰살시키려 했으나 결국 마스터 마카로프의 저지로 인해 실패하고 자신의 잘못을 통감한 뒤 스스로 평의회에 수감되었다.
후에 형기를 마치고 프리 마도사로 전업한다.
- 마법
  - 디스펠러(Dispeller / 解除魔法)
  - 그림자 마법 <섀도우 매직>(Shadow Magic / 影魔法): 그림자를 자유자재로 부리는 마법.
- 기술
  - 그림자 이동: 그림자 속에 들어간 뒤 다른 대상의 그림자에서 튀어나오는 기술.
  - 가드 섀도우(防禦影): 그림자를 한데 모아 상대의 공격을 방어하는 기술.
  - 너클 섀도우(攻擊影): 자신의 그림자를 조종해 그림자를 여러 개의 주먹 형태로 변형시킨 다음 상대에게 날리는 기술.
  - 오로치 섀도우(八蜈大蛇影): 자신의 그림자를 8개의 머리를 지닌 거대한 이무기의 형상으로 바꾼 다음 공격하는 기술.

성우 - 카츠 안리 / 이상헌

### 촉루회(髑髏會 / Skull Meet: 해골 집회)
비달다스 타카(Beedaldas)촉루회의 간부인 <트리니티 레이븐> 중 한 명.
상당한 하드 로커이며, 본인 성격도 극심한 사디스트. 하지만 평소엔 조신한 모습을 하고 있다.
쥬비아, 루시와의 전투에서 쥬비아를 자신의 마법을 이용해 조종한다. 하지만 쥬비아의 마음을 알고 본심을 깨우치게 한 루시에게 밀리고 결국 두 사람의 융합 마법 <유니존 레이드>를 맞고는 패배한다.
낙원의 탑이 에테리온 과부하로 폭발할 때, 트리니티 레이븐 멤버들과 같이 탈출했으며 후에 어떻게 되었는지는 행방불명.
- 마법
  - 서큐버스(Suquvas): 자신이 들고 있는 기타를 이용해 끔찍하리만치 시끄러운 연주를 해대면서 자신의 사념을 상대에게 침투시켜 상대를 자신과 같은 하드 로커로 만들어 조종하는 이상한 마법.
- 기술
  - 물 흡수: 비달다스의 머리칼은 물을 흡수한다. 이 머리칼로 쥬비아의 물 공격을 무효화시켰으나 루시의 융합 마법으로 인해 아쿠에리아스의 파도와 쥬비아의 물이 융합되어 용량이 초과될 정도로 엄청난 양의 물을 퍼부었기 때문에 결국 패배한다.

성우 - 미도리카와 히카루 / 이경태
후쿠로촉루회의 간부인 <트리니티 레이븐> 중 한 명.
본인을 <정의의 후쿠로>라고 소개하고 있으며, 본인이 하는 일을 정의로운 임무라고 착각하고 있다.
나츠와의 싸움에서 나츠를 먹어치우고 그의 힘을 구사하지만, 결국 그레이의 공격을 맞고는 패배한다.
부엉이 이미지라서 그런지 날개로 나는 것 같지만, 사실은 등 뒤에 매단 로켓을 이용해 나는 것.
낙원의 탑이 에테리온 과부하로 폭발할 때, 트리니티 레이븐 멤버들과 같이 탈출했으며 후에 어떻게 되었는지는 행방불명.
- 마법
  - 삼키기 마법: 상대를 집어삼킨 후 소화시켜 자신이 삼킨 상대의 마법을 그대로 시전하는 마법.

성우 - 코야마 리키야 / 심승한
이카루가촉루회의 간부인 <트리니티 레이븐>의 홍일점이자 리더.
분홍색의 긴 머리와 녹색 눈동자. 그리고 왼쪽 눈 밑의 점이 포인트인 여성.
붉은색과 금색으로 수놓은 해골무늬의 하얀 기모노를 입었으며 아주 긴 통굽의 게다(일본 나막신)를 신었다.
에도 시대 무사들의 말투를 구사하며, 말을 하는 와중에도 본인이 직접 지은 시를 노래하듯 읋곤 한다.
엘자와 전투에서, 엘자의 갑옷을 3대나 부수고 치명상을 입히는 압도적인 검술을 보여주었으나 전신전력으로 일격을 날린 엘자의 검에 베여 패배한다.
낙원의 탑이 에테리온 과부하로 폭발할 때, 트리니티 레이븐 멤버들과 같이 탈출했으며 후에 어떻게 되었는지는 행방불명.
- 마법
  - 없음, 이카루가는 마법을 쓰지 않고 오로지 검으로만 싸운다.
- 기술
  - 공간 베기: 쇼가 엘자를 보호하기 위해 카드 속에 엘자를 가두었었는데 이카루가는 공간을 넘어 카드 속을 베는 데 성공한다.
  - 무월류. 야차섬광(無月流. 野次閃光): 빛의 속도로 엄청나게 격렬한 검격을 날리는 기술.
  - 무월류. 가염라앵(無月流. 歌炎羅櫻): 칼에서 화염을 일으켜 상대에게 화염으로 휩싸인 검격을 날리는 기술.

성우 - 신도 나오미 / 김민정

### 네이키드 머미(Naked Mummy: 벌거벗은 미라)
자토
네이키드 머미의 길드 마스터.
성우 - 미상 / 김디도
가토
네이키드 머미의 길드 마스터.
성우 - 미상 / 고구인
(마스터인 자토와 가토가 서로 형이라 부른다.)

### 레이븐 테일(Raven Tail: 까마귀의 꼬리)
이완 드레아(Evan Drea)레이븐 테일의 길드 마스터
마카로프의 아들이며 렉서스의 아버지.
길드에서 불미스러운 일을 저지른 후 파문당한 뒤, 그 앙갚음을 위한 계획으로 자신이 독자적으로 길드를 세웠다.
지금까지 눈에 그닥 띄지 않게 행동을 해왔으나 페어리테일이 천랑섬에서 아크놀로지아의 습격을 받은 후 그간 7년 동안 갑자기 세력을 키워 평의회로부터 정규 길드로 인정받는다. 이번 대 마도대회 예선전에서도 3위를 차지할 정도로 힘을 키웠다. 루멘이스트와르를 얻기 위한 것과 페어리테일을 이기겠다는 이유로 페어리테일 멤버들에게 유리한마법을 쓰는 특화형 페어리테일을 만들지만 렉서스의 의해 전멸되었다. 그리하여 특화형 패어리테일과 이완은 평의회에 잡혀갔다.
성우 - 사토 마사하루 / 고구인 → 안효민
나루푸딩(Narpuding)레이븐 테일의 멤버
키가 작고 참 표독스럽게 생긴 남성
- 마법
- 가시 마법

성우 - 미야시타 에이지 / 이인석
플레어 코로나(Flare Corona)레이븐 테일의 멤버
붉은 머리칼을 양 갈래 머리로 묶고 붉은색의 이브닝 드레스를 입은 여성
굉장히 음침한 분위기가 풍기고 있으며 루시의 금발을 보고 언짢아한다.
대 마도대회 1차전 배틀에서 루시와 대결, 하지만 울티아의 도움으로 파워업된 루시의 힘에 의해 속수무책으로 당하다가 알작과 코넬의 딸인 아스카를 인질로 잡는 비열한 방법으로 루시를 몰아간다. 하지만 나츠의 도움으로 루시가 다시 페이스를 되찾고 우라노 메트리아로 플레어를 끝내려 했으나 결국 오브라의 도움으로 이긴다.
페어리테일의 멤버인 루시에게 질 뻔했다는 이유로 같은 멤버들에게 폭행을 당하기도 한 불쌍한 여성.
298화에서 루시에게 사과한다.
- 마법
  - 헤어 샤워(Hair Shower): 자신의 머리카락을 마음대로 조종하는 마법, 길이도 자유자재이며 형태도 바꿀 수 있다.
- 기술
  - 늑대의 송곳니: 머리칼을 늑대로 변형시켜 공격하는 마법.

성우 - 이토 시즈카 / 문유정
오브라(Obra)레이븐 테일의 멤버
대마투연무 전날 샤를과 웬디를 습격했다.
플레어가 루시의 우라노 메트리아를 맞고 질 위기에 처했을 때, 우라노 메트리아를 마력 간섭으로 상쇄시킨다.
쿠로헤비레이븐 테일의 멤버
백지장같은 얼굴에 검은색의 스모키화장과 립스틱을 바른 남성
남의 행복을 철저히 짓밟고 행복을 짓밟힌 사람의 얼굴을 감상하는 것을 행복으로 여기는 사악한 성격, 대 마도대회 2차전 배틀에서 라미아 스케일의 토비와 대전하고 결국 강한 실력으로 승리, 마지막엔 토비의 마음까지 짓밟아버린다.
- 마법
  - 미믹:의태마법 (Mimic): 타인의 마법을 자신이 그대로 흉내내어 사용하는 마법
  - 모래 마법 (Sand Magic)맥스의 모래마법을 따라한다.
  - 모래 마법 <샌드 페이크>(Sand Fake): 모래를 이용해 자신의 페이크를 만들고 이동하는 기술.
  - 모래 마법 <샌드 리벨리온>(Sand Rebellion): 모래에 회전을 가하여 적을 공격하는 마법.
- 성우 - 시모야마 요시미츠 / 신경선

## 크림 소르시에르(Crimson Corciere / 마녀의 죄)
제랄 페르난데스(Jellal Fernandes): 크림 소르시에르의 길드 마스터.
낙원의 탑에서 음모를 꾸미던 수장이자 엘자의 전 동료.
과거에 R 시스템의 완공을 위해 혹사당하던 노예들 중 하나였으며 엘자, 쇼, 월리, 밀리아나, 시몬과는 돈독한 우정을 쌓았었다.
자신들의 노예생활에 대해 깊은 반감을 가지고 있었으며, 반란을 일으켜 자유를 손에 넣기 위해 몇 번이나 탈출을 시도할 정도로 정의감 강하고 용맹했었다. 하지만 그 탈출 계획으로 인해 엘자가 한 쪽 눈을 실명당하고 본인도 지독할 만큼의 고문을 받으며 점점 이 세상에 대한 증오심과 자유에 대한 갈망만이 커져갔다.
하지만 그러던 중 제랄에게 울티아가 만들어 낸 가짜 흑마도사 제레프의 영혼이 찾아온다. 제랄은 그 영혼에 빙의되어 사악한 폭군이 되어버렸고 이를 엘자가 막으려 했으나 제랄은 오히려 엘자에게 남은 친구들의 목숨을 협박 삼아 엘자를 멀리 쫓아버린다. 그러고는 남은 친구들에겐 엘자가 배신을 하고 도망쳤다는 거짓말을 일삼아 다시는 엘자와 친구들이 영합하지 못하도록 단단히 계획을 짰다.
평의회에 자신의 사념체를 잠입시켜 '지크레인'이라는 가명으로 활동하게 하였으며 평의원으로서 에테리온을 언젠가 투하시킬 때를 노리고 있었다. 낙원의 탑의 계획을 일부러 폭로함으로써 낙원의 탑에 에테리온을 투하시키게 해 제레프 부활에 필요한 27억 이데아의 마력을 모으려고 한 것. 물론 계획은 성공하지만 나츠와 엘자의 방해, 그리고 나츠와의 전투로 인해 제랄은 패배. 그리고 에테리온의 어마어마한 마력을 과다흡수한 낙원의 탑은 대 폭발을 일으키려 했으나 제랄 본인이 제레프의 영혼에서 해방되어 옛날의 착한 성격으로 돌아와 에테리온의 폭발을 휘감아 하늘로 날려보내는 데 성공한다.
그 후 오라시온 세이스에 의해 어떻게든 구조가 되었으며, 오라시온 세이스는 회복 마법을 구사할 수 있는 웬디를 납치해 제랄을 회복시키려 한다. 제랄은 오라시온 세이스의 목표인 <니르바나>의 위치를 알고 있는 유일한 사람이었던 것. 같이 납치된 해피는 말리지만 웬디는 어렸을 적에 제랄에게(정확히는 미스트건) 도움받았던 적이 있었다고 말하면서 어쩔 수 없이 제랄을 치유시키고 만다. 하지만 제랄은 에테리온으로 인해 기억을 잃어버린 상태가 되었고 엘자와 다시 조우하지만 제랄은 엘자를 기억하지 못한다. 본래의 착한 성격으로 돌아와 본인이 자가 파괴 마법을 <니르바나>에게 걸어 <니르바나>를 파괴시키고 같이 자폭하려 했지만 오라시온 세이스의 브레인이 자가 파괴 마법을 가볍게 해제하면서 그 시도는 무산된다.
오라시온 세이스와의 전투가 치열해지면서 점점 제랄은 기억을 되살려낸다. 그리고는 자신이 얼마나 끔찍한 과오를 저질렀는지에 대해 뉘우치고 반성하면서 나츠와 제로와의 싸움에서 나츠에게 드래곤 포스의 힘이 담긴 황금의 화염을 준다.
전투가 끝난 뒤 제라르는 엘자와 함께 평화로운 한 때를 보내지만 결국 평의회의 검속 부대인 <룬 나이트>에 의해 끌려가 구속당하게 된다. 그 후 평의회에 구속되어있다가 천랑섬이 아크놀로지아의 습격을 받은 지 1년 후에 낙원의 탑에서의 기억이 전부 돌아오고 죄책감으로 괴로워하다가 울티아와 메르디의 도움으로 탈옥. 자신의 죄를 조금이라도 뉘우치기 위해 제레프로 인해 탄생한 모든 어둠 길드의 근원을 물리치려는 목적으로 불법적인 길드인 크림슨 소르시에르를 창설해 6년 동안 많은 제레프를 목표로하는 어둠 길드나 제레프가 만들거나 다른 마도사가 만든 어둠의 마법들을 물리쳐왔다.
페어리테일이 돌아옴과 동시에 페어리테일 멤버들의 7년 동안 약해져온 힘들을 보충시키기 위해 힘을 보태준다. 엘자와 굴러 떨어진 다음 키스를 할 뻔했으나 크림 소르시에르의 법칙인 빛에 길을 걷는 자를 사랑하지 말란 법칙으로 애인이 있다고 거짓말을 해 엘자를 기겁하게 했으나 엘자는 거짓말이라는 것을 알았음. 해피가 엘자에게 쪼게진 하트를 보여줘 화나게해서 엘자가 해피를 날려버렸다.
7년 후,대마투연무에서 페어리테일을 뒤에서 전폭적으로 도와주는 서포터가 된다. 미스트건이란 이름으로 대마투연무에 페어리테일 멤버로 참가해 쥬라와 싸우게 되지만 정체를 들키면 곤란하다는 울티아 때문에 어이없게 지고말았다.
대회 마지막 날에는 엘자와 함께 용들을 쓰러트린다. 대회가 끝난 후, 타르타로스 편에서는 메르디와 함께 탈옥한 오라시온 세이스와 싸울듯한 상황을 연출한다.
- 마법
  - 천체마법(天體魔法)
  - 어둠마법(闇魔法)
  - 그 외 여러 가지 마법
- 기술
  - 미티어(Meteor / 流星): 말 그대로 유성의 힘을 몸에 둘러 별빛의 스피드로 이동하는 기술, 제라르의 마력에 따라 가속도 가능.
  - 씨마(별부수기): 진 천체마법으로 초마법으로 해당한다.자신이 지정한 위치에 거대한 운석을 떨어트린다.대마투연무때 쥬라에게 걸려고 했으나 울티아에 의해 발동하지 못한다. 이 마법으로 오라시온세이스를 전멸시켰다.
  - 그랑샤리오(Grand Chariot / 七星劍)[15]: 하늘에 북두칠성 형태의 마법진을 그린 다음 그 마법진에서 엄청난 위력의 운석을 떨어뜨리는 기술.
  - 아르테아리스(Alte Aris / 暗黑樂園)[16]: 우주의 힘이 압축된 엄청난 위력의 검은 구를 발사하는 기술, 전방위의 모든 것을 일순간에 소멸시킨다.
  - 어비스 브레이크(Aybss Break / 煉獄碎破)
  - 자율붕괴마법진(自律崩壊魔法陣): 복잡한 마법진을 대상에게 새겨넣어 그 마법진이 새겨진 대상을 자율적으로 붕괴시키는 고등 마법진, 해제시키려면 해제 코드가 있어야 한다.
  - 5중 마법진 <어신악>(五重魔法陣 <御神樂>): 상대방의 위쪽에 불, 땅, 물, 바람, 그리고 자신의 마력이 담긴 마법진을 5중으로 겹쳐서 소환, 그곳에서 모든 것을 잠재우는 마력 에너지 포를 발사한다. 제라르가 미스트건 행세를 할 때 흉내냈다.
  - 3중 마법진 <쿄스이>(三重魔法陣 <鏡水>): 마법진 세 개를 겹쳐서 상대의 공격을 반사시키는 마법. 제라르가 미스트건 행세를 할 때 흉내냈다.

성우 - 나미카와 다이스케 / 임경명
울티아. 밀코비치(Ul-Tear. Millkovich)크림 소르시에르의 멤버.
전 그리모어 하트 간부인 <연옥의 7권속>의 리더. 그리모어 하트로 활동할 적 평의회에 잠입해서 평의원 및 평의회 검증 마도사로도 활동했다.
어렸을 적에 마스터 하데스의 명령으로 낙원의 탑에서 제라르에게 거짓 제레프의 환상을 보여주곤 그걸 이용해 제라르를 조종해 왔다. 제라르가 일으킨 낙원의 탑 사건도 사실은 울티아가 흑막이었던 것.
그레이와 리온의 스승인 울의 딸이다. 울과 똑같이 닮았지만 엄마한테 사랑받지 못했다는 오해로 인해 자신을 울과 착각해서 부르는 건 죽도록 싫어한다.
어렸을 적부터 너무나도 강력한 마력을 지녔기 때문에 언제나 마력 과부하로 고통을 받던 울티아를 보다 못해 울은 마력 연구소의 의료진에게 울티아를 맡기게 된다. 하지만 치료를 해달라는 울의 바램과는 달리 마력 연구소는 울티아의 마력에 매력을 느끼고는 어린 울티아에게 가혹한 실험과 학대를 가했고 그로 인해 어린 울티아는 몸과 마음마저도 망가지고 말았다. 마력 연구소의 의료진들은 울에게 울티아가 죽어버렸다고 거짓말을 한 채 계속 실험을 행했으며 결국 견디다 못해 도망친 울티아였지만 엄마인 울이 그레이와 리온과 함께 웃으며 행복하게 보내는 것을 보고는 오해와 함께 울을 뼛속깊이 증오하게 된다. 그 후 각성한 자신의 힘으로 마력 연구소를 붕괴시키고 떠돌던 울티아는 마스터. 하데스를 만나 <아크놀로기아>에 대한 말을 듣고 매력을 느껴 언젠가 제레프를 손에 넣어 <아크놀로기아>를 자신이 독차지해 완벽한 마계의 지배자가 되겠다는 환상을 품게 된다.
천랑섬에서 그레이와 조우하고, 그레이가 울의 제자라는 것을 알고 마스터. 하데스를 찾아가게 유도하도록 거짓말을 했지만 그레이 역시 거짓말이라는 것을 눈치채고 울티아에게 역습을 가한다. 결국 그레이와의 격렬한 전투 도중 바다에 빠지게 되는데 가루나 섬에서 아이스드 셸로 얼음이 되어 녹은 울은 바다가 되었기 때문에 바다에 빠진 울티아는 수중에서 울의 기억을 보고 자신이 오해했다는 것을 깨닫게 된다. 결국, 그레이의 마지막 기술로 쓰러지고 만다.
(울티아의이름은 울이 울티아는자신의눈물이기에
UL=울 TEAR=눈물,발음=티어(일본발음은 티아)로지은 것이다.)
후에 그리모어 하트가 붕괴되자, 무너진 천랑목을 자신의 마법 <시간의 아크>로 수복시켜 페어리테일을 도와준 후 메르디와 함께 보트를 타고 새로운 인생을 살기 위해 떠난다.
7년 후, 수련을 하려는 페어리테일을 도와 마도사의 안에 있는 제 2의 새로운 마력의 힘을 시간의 아크를 이용해 일깨워준다.
대마투연무 후,과거 자신의 잘못과 현재의 행동에 굉장히 괴로워한다. 그리고 시간을 과거로 되돌려보겠다고 자신의 마법 최고 기술인 '라스트 에이지'를 사용해서 자신의 목숨을 바쳐 시간을 되돌렸다. 하지만 되돌려진 시간은 겨우 1분. 울티어는 아무도 살리지 못했다는 죄책감에 빠지고 쓰러진다.
그리고 울티아는 목숨을 건졌지만, 후유증으로 인해 노인으로 변해버린다.
드래곤들과의 싸움 후, 제라르와 메르디에게 자신의 편지를 건네주고, 페어리테일의 그레이를 잠깐 만나기도 한다.
- 마법
  - 변신 마법(變身魔法)
  - 시간의 아크(時間方舟)
  - 얼음조형마법 <아이스 메이크> - 아무리 증오를 해도 피를 못 속이는 지 울이 사용하던 얼음 조형마법과 똑같은 빛깔과 형태의 얼음들을 다룬다.
- 기술
  - 수정 구슬: 울티아가 사용하는 수정 구슬 형태를 한 라크리마

1. . 천리안(千里眼) - 수정 구슬로 멀리 있는 것이나 원하는 것을 볼 수 있다.
2. . 통신 - 수정 구슬로 다른 마도사와 통신하며 연락할 수 있다.
3. . 광선 - 수정 구슬에 마력을 모아 응집해 강력한 힘을 지닌 마법 광선을 발사할 수 있다.

- - 시간 조종: 시간의 아크를 이용해 물체의 시간을 마음대로 조종하는 울티아의 힘

1. . 데자뷰 - 과거에 행했던 기술을 또 한 번 더 시간을 돌려 무한 반복으로 행하는 기술
2. . 미래 - 기술의 궤도를 미래로 돌려 상대가 공격 궤도를 예측하지 못하게 하는 기술
3. . 수복 - 대상의 시간을 파괴되기 전으로 다시 돌려, 완전히 고치고 수복하는 기술

- - 플래시 포워드(Flash Forward): 다른 평면 세계의 시공간을 일시적으로 자신이 있는 시공간에 임의로 조정해 맞춰 수없이 많은 미래를 상상해, 몇 천 번의 공격을 쉬지 않고 무차별 난사하는 기술. 작중에선 자신이 들고 있는 수정구슬로 몇 천번의 공격을 난사했다.
  - 루미너스 미닛(Luminas Minutes): 플래시 포워드를 이용해 무한으로 생성한 수정구슬에 마력을 담아 무한대의 광선을 발사하는 기술.
  - 아이스 메이크 - 로젠 크로네(Rozen Krone / 薔薇王冠)[17]: 날카로운 장미넝쿨의 형태를 한 얼음을 조형해 상대에게 무차별 난사하는 기술. 울이 썼던 강력한 기술 중 하나이며 힘도 힘이지만 무엇보다도 얼음 장미의 아름다움이 예술이다.
  - 세컨드 오리진 개방: 정확한 기술명은 불명. 모든 마도사들의 몸에는 평소 사용하지 않는 마력의 그릇(세컨드 오리진)이 존재한다고 한다. 울티아는 7년 동안 수련하여 시간의 아크로 몸에 마법진을 새겨 세컨드 오리진을 개방시키는 것이 가능해졌다. 단, 개방하는 과정에서 엄청난 고통이 뒤따라온다.
  - 마지막 시간(Last Age): 자신의 목숨을 바쳐 시간을 되돌리는 기술. 하지만 울티어는 겨우 1분밖에 되돌리지 못했다. 하지만 그 1분으로서 이 세계의 역사가 바뀐것을 울티어는 모르고 쓰러졌다.
  - 서드 오리진 개방: 이 기술은 미래에 자신이 쓸 마력을 예상하여 마력의 힘을 최대치로 올려주는 기술. 단, 이 힘은 미래의 힘이기 때문에 개방하고 나면 몸에서 마력을 쓸 수 있게하는 에텔나노가 완전히 사라져 두 번 다시는 마법을 사용할 수가 없다.

성우 - 사와시로 미유키 / 김연아(처음), 윤미나(4기 이후)
메르디(Meldy)<크림 소르시에>의 멤버.
과거 자신의 살던 마을이 울티아로 인해 붕괴되고 그 참혹한 현실에서 자신을 구해준 울티아를 엄마처럼 좋아하고 따른다.
천랑섬에 왔을 때, 마음 속으로 죽일 상대를 랭크 형식으로 가려서 뽑고 있었으며 쥬비아는 13위, 엘자는 4위, 길다트는 3위, 마카로프는 2위로 정했고 1위는 그레이였다. 이유는 울을 죽여 그녀의 딸인 울티아를 슬프게 했기 때문이라는 것. 그 때문에 그레이를 산산조각으로 찢어 발겨 죽여버리겠다는 말을 내뱉어 쥬비아를 분노하게 만든다. 사랑이라는 감정이 사람을 이렇게 강하게 만든다는 것에 의문을 품기도 했다.
후에 쟝 크로우에 의해 자신의 마을을 부숴버린 것이 울티아라는 사실을 깨닫고는, 보트를 타고 떠나던 중 울티아에게 사실확인을 한다. 하지만 울티아 역시 그 일로 죄책감을 느껴 스스로 목숨을 끊으려 했지만 이미 울티아가 진심으로 후회하고 있다는 사실을 자신의 마법으로 확인한 후, 울티아를 용서하고 함께 길을 떠나게 된다.
울티아와 같이 평의회 감옥에서 제라르를 탈옥시키고 현재 제라르, 울티아와 같이 3명이서 <크림슨 소르시에르>로 활동 중이다.
과거엔 감정이 없이 차갑기만 했으나 현재는 밝게 웃으며 섬뜩한 농담까지 할 정도로 성격이 많이 변했다.
- 마법
  - 감각링크 = 센스(Maguilty = Sence)
- 기술
  - 마구일티 = 소돔(Maguilty = Sodom) - 자신의 마이너스적인 감정을 구현화시켜 검으로 형상화해 날리는 기술. 적의 통각신경에 그대로 자신의 마이너스 감정으로 데미지를 주기 때문에 쥬비아처럼 물리 공격이 통하지 않는 상대라도 고스란히 데미지를 입힐 수 있다.
  - 마구일티 = 레이(Maguilty = Rey) - 마법 광선을 여러 줄기 날리는 기술, 원리는 마구일티 = 소돔과 같다.
  - 마구일티 = 링크(Maguilty = Link) - 타인과 타인, 또는 자신의 감정을 고스란히 링크시키는 마법.

1. . 2인 링크 - 2명을 링크시키는 마법, 작중에선 그레이와 쥬비아를 링크시켰었다. 자신이 느끼는 사랑의 감정이 그레이에게 고스란히 느껴진다는 걸 알고는 처음엔 천국같은 행복을 느낀 쥬비아였지만 이내 자신의 고통이 그레이의 고통도 된다는 사실을 알고는 금세 절망에 빠진다.
2. . 쓰리 스프레드 감각 링크 - 쥬비아, 그레이의 링크에 메르디가 느끼는 그레이에 대한 강력한 증오심까지 링크시켜 메르디도 그레이, 쥬비아와 링크되었다. 메르디, 쥬비아, 그레이 중 누군가 쓰러지는 순간 3명 전원이 쓰러진다.

성우 - 고토 사오리 / 이재현

## 아랑기사단
페어리 테일에 307화에 최초로 등장한 집단.그늘에서 왕국을 떠받치는 독립 부대. 보통 기사단과는 달리 별도로 움직이는 집단이다. 아르카디오스의 말에 따르면 '왕국 최강의 처형인' 이라고 한다. 그 말대로 왕국으로부터 "나락궁으로 내려온 죄인의 사형을 집행할 권리"를 부여받고 있으며 그들이 익히고 있는 마법은 사람을 죽이기 위한 마법이라고 한다. 처음에는 페어리테일에게 압도적으로 패배하였으나 319화에 다시 등장한다.
리더
창 끝에 팔이 달려있는 이상한 창 2개를 등에 소지하고 있는 후드의 남성.무슨 로봇의 입부분 같은 마스크를 착용하고 있다.
전투 방식은 등의 두 창으로 상대의 목만을 공격한다.일단 멤버들 중에서는 가장 처형인에 어울리는 싸움 방식을 지니고 있는 셈. 마법 능력도 갖추고 있는지는 알 수 없다.
리더 포지션답게 나츠와 붙게 되었다. 그러나 나츠에게 손쉽게 패배하고 리타이어한다. 왕국을 적으로 돌릴 참이냐면서 나츠를 협박하지만 나츠 역시 페어리 테일을 적으로 돌리지 말았어야 했다고 맞받아친다.
- 마법(체술)
  - 살육형 무술: 상대의 약점만 노리고 공격하는 무술이다.
- 기술
  - 참수: 상대의 목을 노리면서 마구 공격한다.
  - 길로틴 저스티스: 리더가 가진 두가지의 낫을 회전시켜 죄인의 죄의 잔상을 쫓아가 어디든 처형이 가능한 리더의 유일한 마법이다.

네퍼
리젠트 헤어의 술병을 입에 물고 있는 커다란 덩치의 남성.가장 먼저 나와서 나츠 일행을 습격했는데 리리의 말에 따르면 산(酸) 마법을 사용하는 듯 하다.전투 모드에 들어간 리리와 붙게 되었다. 근성으로 산을 이겨내고 아예 산까지 베어버리게 된 리리에게 패배한다.
- 마법
  - 산성(酸姓): 뭐든지 단숨에 녹여버리는 강력한 산을 발사한다.
- 기술

우오스케
상당히 얼빠져보이는 얼굴의 모히칸 스타일의 남성.그 우스꽝스러운 외모 때문에 나츠에게 비웃음 당했다.참고로 체형에 비해 제법 손이 크다. 또한 눈이 이상하게도 카쿠를 닮기도 했다.
깃발을 들고 있는데 깃발을 끌어올리는 것으로 대상을 끌어올리는 마법을 사용한다.능력을 사용하여 상대를 들어올릴 때마다 낚시를 하듯이 '월척!'을 외친다. 깃발을 들어올리는 포즈도 영락없는 낚시 포즈.
루시&유키노&해피&샤를 일행과 조우하는데 너무나도 조무래기스러운 얼굴 때문에 루시가 이길 수 있지 않을까 희망을 품는다.
처음에는 루시 일행이 고전하는 듯했으나,아르카디오스의 희생과 로키 덕분에 다시 열쇠를 되찾게 되었다. 그리곤 압도적으로 승리하였다.
- 마법
  - 지형 효과: 특정 범위 내의 공간을 완전히 다르게 바꿔버리는 기술이다.
- 기술
  - 염동력(아마도): 깃발이나 손가락을 들어올리는 것으로 상대를 들어올리는 기술.중력 마법의 효과일 가능성도 있다.
  - 지형 효과-용암대: 자신 주위의 지형을 용암 바다로 만들어버리는 기술.
  - 지형 효과-중력대: 특정 지형의 중력을 배가시켜 상대를 짓누르는 기술(그리모어 하트의 블루노트 스팅거와 비슷한 마법).
  - 지형 효과-소용돌이대: 자신 주위를 물 소용돌이로 뒤덮는 기술.

코스모스
실크햇을 쓰고 있으며 루퍼스와 살짝 비슷한 분위기를 풍기는 여성. 루퍼스처럼 쓰는 말투도 시적인 편이다. 평소엔 모자로 눈을 가리고 있는데 눈을 드러내면 의외로 귀여운 미인이다. 밝은 분위기의 옷을 입고 있다. 말버릇은 "아름다워"이다. 그러면서도 죽인다는 말도 같이 쓰는 걸 보면 잔혹한 면도 있는 것으로 보인다.
포자를 이용하여 웬디를 고전시키지만 웬디가 스스로에게 상태이상 내성 마법을 걸고 멸룡오의 '조파-천공천'을 사용하여 리타이어시켰다.
- 마법
  - 식물 마법(살육형): 페어리테일의 드로이나 콰트로퍼피의 예거와는 다른 완전히 잔혹한 식물형 마법이다.
- 기술
  - 식인 식물: 땅에서 식인꽃를 소환하는 기술.
  - 그로우 플로우: 거대한 식물을 소환,그 식물의 중심부로부터 상대를 끌어올리는 인력을 발생시켜 상대를 끌어들인다.
  - 포자 폭탄-린카 렌카: 폭발하는 성질을 가진 포자를 퍼뜨리는 마법.
  - 마쿠라 카무라 : 상대를 잠들게 하는 효과를 지닌 포자를 퍼뜨리는 마법. 이 마법에 의해 잠이 들게 되면 그 상태로 죽게 된다고 한다.

카미카
일본풍 복장을 하고 있는 여성. 극장판에 나오는 주요 캐릭터인 에클레아와 상당히 닮았다.
사용하는 마법은 종이 마법으로 보인다.몸부터 여러 장의 종이로 변할 수 있는 데다가 종이를 날려서 공격하는 스타일을 갖고 있다.
미라젠과 싸우게 되었다. 마법을 사용하지 않은 상태의 미라젠을 고전시키긴 했으나 '사탄 소울'을 사용한 미라젠에겐 상대가 되지 않았다.
- 마법
  - 종이 마법: 색깔에 따라 여러 가지 속성을 가지고 있는 종이를 사용하는 마법
- 기술
  - 종이보라-적색(赤)의 춤: 붉은색의 종이를 날린다. 불에 저항을 가지는 효과를 갖고 있다.
  - 종이보라-자색(紫)의 춤: 보라색의 종이를 날린다. 상대를 속박시키는 효과를 갖고 있다.
  - 종이보라-녹색(綠)의 춤: 초록색의 종이를 날린다. 상대를 독에 중독시키는 효과를 갖고 있다.

## 평의회
그랑 도마(Gran Doma)
제라르가 일으킨 낙원의 탑 사건으로 인해 혼란을 겪은 평의회가 재정비를 하면서 새로 세운 평의회의 새로운 의장.
페어리테일을 주의깊게 경계하고 있으며 페어리테일이 한 번이라도 더 사고를 칠 경우 길드를 강제적으로 해산시켜버릴 의도를 지니고 있다.
다른 평의원들과 함께 타르타로스에 대한 회의를 하고있던 도중, 타르타로스의 일원인 자칼의 습격을 받고 평의원 멤버 전원과 함께 사망한다.
성우 - 미상 / 최낙윤
크로포드 심(Crawford Seam)
평의원의 전 의장. 코가 둥근데, 애니에서 보면 우솝코다.
그랑 도마에게 의장 자리를 주고 은퇴했다. 그 후 허브를 키운다고 한다. 자신을 호위하러 온 미라젠과 엘자에게 직접 탄 차를 대접했다.
현 스토리에서 7년 전, 평의원에서 엘자를 재판한 의장이기도 하다. 그의 위치는 비밀리에 있으며, 마법병기 페이스에 대한 것이나 그 병기를 사용할 자들의 위치도 모른다고 했으나,
전부 다 훼이크. 언제부터인지는 모르나 사실은 타르타로스의 쿄우가의 지시를 받고 행동하여 미라젠과 엘자에게 수면 마법을 걸어둔 차를 마시게 하여 잠들게 했다.
다시 새 의장이 되려는 음모를 꾸미고 있다. 엘자와 미라젠을 구하러 온 나츠에 의해 빠지면서 리타이어.
성우 - 키무라 마사후미 / 미상
레이지 노사(Laizy)
평의원들의 리더.
다른 평의원들과 함께 타르타로스에 대한 회의를 하고있던 도중, 타르타로스의 일원인 자칼의 습격을 받고 평의원 멤버 전원과 함께 사망한다.
성우 - ? / 이경태
오그 노사(Org)
평의원들 중 한 명.
페어리테일을 언짢게 보고 있었다.
다른 평의원들과 함께 타르타로스에 대한 회의를 하고있던 도중, 타르타로스의 일원인 자칼의 습격을 받고 평의원 멤버 전원과 함께 사망한다.
사망하기 전에, 드란발트에게 자신의 의지를 관철하라는 말을 하고 죽었다. 평의원 멤버들 중 가장 인간적인 면을 보였던 의원이었다.
성우 - 미상 / 이재범
야지마 노사(Yazima / 팔도)
평의원이었지만, 현재는 은퇴해 자신의 이름을 따서 만든 레스토랑인 <Eight Island>를 운영 중
페어리테일에 비교적 우호적인 입장을 보이며, 마카로프와는 절친 사이. 7년 후 대마투연무의 메인해설자로 활약하기도 한다. 또한 평의회의 방해를받는 제라르를 한번 구해주기도한다.
후에 타르타로스 멤버 중 한명인 템페스타의 습격을 받는다.
렉서스의 도움으로 겨우 사망은 면하지만, 가게는 완전히 부숴져 버렸다.
성우 - 키무라 마사후미 / 박서진
라할(Lahal)
신생 평의회 <룬 나이트> 제 3 검속부대의 돌격대장
오라시온 세이스와의 전투가 끝난 직후, 제라르를 연행했으며 이번 천랑섬에서도 그리모어 하트를 경계하는 임무를 맡고 있었다.
애니 오리지널의 별하늘의 열쇠 편에서는 술집 폐인이 된 라할을 데려오거나 라포완트를 만나는 등 비중이 늘었다.
타르타로스 편에서, 타르타로스 구귀문의 멤버 자칼에게 습격을 받아 요절한다.
성우 - 토요나가 토시유키 / 이경태
드란발트(Doranvalt)
평의회에서 페어리테일을 캐기 위해 잠입시킨 신생 평의회 정보부 요원. 페어리테일에 잠입 시에는 메스트 크라이더라는 가명을 썼다.
S급 마도사 승급시험에서 웬디와 함께 파트너를 짜서 시험에 응했으며, 그리모어 하트의 침입으로 인해 정체가 드러났다.
페어리테일을 캐내려던 계획이었으나 확고한 페어리테일의 의지에 기가 눌리고, 제레프와 만나 아크놀로지아에 대한 말을 듣고 놀라 라할과 함께 배를 타고 천랑섬에서 도피한다.
페어리테일 오리지널 에피소드에서는 레이서와 격돌하기도 하였다. 나중 평의원들이 타르타로스의 습격을 받았을 때, 혼자만 살아남았다. 코브라와는 언짢은 관계.
그러나 정체는 마스터가 평의회의 잠복시킨 페어리테일의 마도사이다.
- 마법
  - 기억조작 마법: 기억을 조작하는 마법.
  - 순간이동 마법: 짧은 거리를 순간이동하는 마법, 연속 사용으로 빠르게 이동할 수 있다.

성우 - 사카구치 슈헤이 / 장민혁

## 낙원의 탑
쇼(Sho)엘자의 옛 동료.
밀짚같은 금발과 갈색으로 태닝한 피부가 특징.
엘자를 잘 따랐던 순진무구한 동생이었으며, 겁이 많고 우유부단했었지만 낙원의 탑에서의 싸움에선 완전히 성격이 달라져있었다. 순진하던 쇼가 복수심에 불타는 모습을 보고 엘자는 놀람과 동시에 쇼를 이렇게 만든 제라르에게 깊은 반감을 가지게 된다.
제라르가 했던 거짓말에 속아 엘자가 자신들을 배신했던 것이라 굳게 믿고 있었지만 후에 엘자가 진실을 말해주어 자신이 속았다는 것을 깨닫고는 분개하며 제라르를 처치하러 달려가지만 이카루가에게 막힌다.
후에 낙원의 탑 사건이 종료된 후 페어리테일에 입단하려 했으나 자신들이 정말로 세상물정을 모른다는 것을 깨닫고는 월리, 밀리아나와 함께 세상 구경을 하러 여행을 떠난다.
- 마법
  - 카드 마법: 카드를 날카롭게 날리기도 하고, 카드 안에 대상을 가두기도 한다.
- 기술
  - 카드 부메랑: 카드의 단면에 마법을 걸어 날카롭게 다듬은 다음 그것을 상대에게 날리는 마법.
  - 가두기: 카드의 안쪽에 상대를 가두는 기술, 카드 안쪽은 완전히 다른 공간이기 때문에 외부에서 충격을 줄 수 없지만 내부에서 외부의 대상에게 영향을 줄 수는 있다.

성우 - 시모노 히로 / 변현우(성인), 김하영(어린 시절)
월리 부캐넌(Wally Boocannon)엘자의 옛 동료.
옛날엔 정상적인 얼굴이었으며 지금은 얼굴과 몸이 사각이 되어 버렸다.
남자의 댄디함을 추구하면서 뭘 하던 간에 최우선적으로 댄디한 모습을 보이려 한다. 그 이유는 노예 시절에서 탈출한 이후 처음 봤던 영화가 댄디한 남자들이 총격전을 벌이는 영화였기 때문.
제라르가 했던 거짓말에 속아 엘자가 자신들을 배신했던 것이라 굳게 믿고 있었지만 후에 엘자가 진실을 말해주어 자신이 속았다는 것을 깨닫는다.
후에 낙원의 탑 사건이 종료된 후 페어리테일에 입단하려 했으나 자신들이 정말로 세상물정을 모른다는 것을 깨닫고는 쇼, 밀리아나와 함께 세상 구경을 하러 여행을 떠난다.
밀리아나를 개인적으로 짝사랑하고 있는 듯하다.
오라시온 세이스의 핫 아이(리쳐드)의 남동생이기도 하다.
- 마법
  - 입체 마법 <폴리곤>: 자신을 입체도형화 시켜 분해되거나 공간 이동을 할 수 있으며 신체를 입체적 변화시켜 무기로 바꾸는 것도 가능.
- 기술
  - 총: 원작에서는 진짜 총을 쏘았으나 애니메이션에서는 팔을 총으로 변환시켜 쏜다.

성우 - 이치죠 카즈야 / 정영웅(성인), 김성연(어린 시절)
밀리아나(Meeliana)엘자의 옛 동료.
고양이라면 사족을 못 쓰며 말끝마다 "~냥"을 붙이는 것이 특징.
고양이를 좋아하기 때문에 리조트를 습격해 엘자를 데리러 갈 때 월리가 붙잡은 해피를 안고는 기뻐한다. 그녀의 방도 고양이를 테마로 꾸며져 있다.
제라르가 했던 거짓말에 속아 엘자가 자신들을 배신했던 것이라 굳게 믿고 있었지만 후에 엘자가 진실을 말해주어 자신이 속았다는 것을 깨닫는다.
후에 낙원의 탑 사건이 종료된 후 페어리테일에 입단하려 했으나 자신들이 정말로 세상물정을 모른다는 것을 깨닫고는 쇼, 월리와 함께 세상 구경을 하러 여행을 떠난다.그러다 제라르에게 복수하기 위해 카구라가 있는 머메이드 힐에 들어간다.
- 마법
  - 고양이 튜브: 고양이 발모양이 달린 고무 밧줄을 소환해 상대를 꽁꽁 구속하는 마법, 그 밧줄은 구속한 상대의 모든 마력을 봉인하며 굉장히 질기기 때문에 풀 수 없다, 또 밧줄을 단단히 조여 상대의 뼈를 부러뜨리는 것도 가능.

성우 - 토오이 유키요 / 조경이
시몬 미카츠치(Simon Mikazuchi)엘자의 옛 동료.
덩치가 굉장히 크다. 카구라의 친오빠이기도 하다.
제라르의 거짓말에 속지 않고 엘자를 끝까지 믿어준 유일한 사람. 제라르를 물리칠 기회를 호시탐탐 노리고 있었으며 엘자를 납치한 것도 나츠, 루시, 그레이를 일부러 유인하게 위해 그가 꾸며낸 것. 강력한 마도사들의 힘을 모아 제라르를 물리치려고 했던 것이었다.
후에 낙원의 탑의 전투에서 제라르의 마법을 맞고는 치명상을 받아 죽고 만다.
옛날부터 엘자를 쭉 짝사랑해왔으며 죽는 순간에 엘자에게 마지막으로 자신의 감정을 고백한다.
- 마법
  - 사념 전달 마법: 일종의 통신 마법
  - 암찰나(暗察羅): 일정 주변을 완전히 칠흑 같은 어둠으로 덮는 기술. 그러나 사용한 마도사는 앞을 볼 수 있다.

성우 - 카세 야스유키 / 방우호(성인), 김혜진(어린 시절)

## 에도라스(Edoras)
파우스트(Faust)에도라스의 국왕이자 미스트건의 아버지.
탐욕스럽고 지배심이 강하며 국왕의 권위를 그 무엇보다 중요시 하는 독재자.
지구의 마력과 익스테리아의 마법을 이용해 자신의 나라에 무한한 마력을 품은 비를 내리게 할 계획인 <작전 EDT>를 실행하지만 거의 완성 직전에 지구 라크리마와 익스테리아의 충돌을 막아낸 나츠, 루시, 그레이, 엘자, 미스트건에 의해 계획히 무산되자 분노한다.
후에 지구의 군대들을 처치하기 위해 꺼낸 비장의 무기인 <도르마. 아니므>(龍騎司)를 이용해 나츠, 가질, 웬디와 전투를 치른다. 그 후 흑천의 도르마. 아니무 형태에선 완전히 나츠, 가질, 웬디를 반 죽음 상태로 만들지만 혼신의 힘을 다해 공격한 세 멸룡마도사의 양동공격으로 결국 패배한다.
패배한 후 자신이 차지하려 했던 멸룡마도사들의 분노가 만들어낸 용들의 환상을 보고는 겁을 먹고는 기절한다.
- 마법 도구
  - 용쇄포(Dragon Cannon / 龍鎖砲): 파우스트의 마법 도구, 멸룡 마도사로부터 빼앗은 마력을 이용해 작동하는 기구이며 이 용사포 포탄을 지구에서 흘러들어온 매그놀리아 라크리마에 고정시킨 다음 익스테리아와 충돌시키는 계획을 세웠지만 결국 저지당한다.
  - 드로마. 아니무(Dorma Anim / 龍騎士): 파우스트의 마법 도구, 마치 거대한 용처럼 생긴 거대 로봇이며 멸룡 마법을 제외한 모든 마법은 이 로봇의 갑주에 막혀 무효화되어 상쇄된다. 흡수한 마력을 이용해 위력을 더욱 더 올린 <흑천 도르마. 아니무>(黑天 龍騎士)모드도 존재한다.
- 기술
  - 드래곤 미사일: 드로마 아니무의 등쪽 갑주에서 여러 대의 미사일을 발사하는 기술, 그냥 착탄하는 형식도 있고 유도탄도 있다.
  - 용광포(龍光砲): 드로마 아니무의 입에서 엄청난 기세로 날아가는 빛의 광선을 쏘는 기술.

성우 - 츠지 신파치 / 유해무(4기 이후), 황원(2기 ~ 3기)
바이로(Bylo)에도라스 왕국의 왕궁 막료장
마치 문어처럼 생긴 얼굴이 특징이며, 규수수수수~~라는 이상망측한 웃음소리를 낸다.
멸룡마도사들의 마력을 뽑아 만든 라크리마가 담긴 용새포(龍射砲)의 열쇠를 강탈해 간 코코를 쫓아왔지만 용사포의 열쇠를 빼앗으려는 자신의 의도를 잘못 파악한 루시와 어찌어찌해 대결을 펼치게 된다.
처음엔 우세했지만 루시의 현란한 채찍술에 의해 패배한다.
- 마법 도구
  - 매직 워터(Magic Water / 魔法水): 바이로의 마법 도구, 여러 효과가 담긴 마법의 물을 병에 저장해 둔다.
- 기술
  - 화염수(火炎水): 화염폭발을 일으키는 물을 투척.
  - 폭풍수(爆風水): 소용돌이를 일으키는 물을 투척.
  - 문어수: 마법의 물을 마신 후 자신이 거대한 문어괴물로 변신하는 기술.

성우 - 마츠야모 타카시 / 이동훈
엘자 나이트워커(Elza Nightwalker)에도라스 세계의 엘자.
에도라스의 페어리테일을 노리는 왕국군 제 2 마전부대의 대장, 별명은 '페어리헌터 엘자'
지구의 엘자와는 달리 남에게 고통을 주는 것을 즐기는 잔혹한 성격. 하지만 자신의 나라인 에도라스를 사랑하고 있으며 무한의 마력을 위해서라면 그 누구의 희생도 마다하지 않는 비정함을 보인다.
후의 왕도 전투에서 지구의 엘자와 격렬한 싸움을 벌인다. 엘자 스칼렛은 자신의 페어리테일을 공격한 엘자를 부수기 위해, 엘자 나이트워커는 자신의 나라에 칼을 겨눈 엘자를 부수기 위해, 양쪽 다 한 치의 양보 없는 싸움을 벌이지만 결국 승리는 무승부가 되고 지구의 엘자는 에도라스의 엘자에게 마력이 없다 해도 사람으로서 살 수 있는 길을 가르쳐준 후 헤어진다.
- 마법 도구
  - 텐 커맨드 멘츠(Ten Commend Ments / 十形槍): 엘자 나이트워커의 마법 도구, 10가지 형태로 변하는 마법의 창이다. 이는 전작인 레이브의 주인공인 하루 글로리가 지니고 있던 검인 텐 커맨드 멘츠를 창 형식으로 바꾼 작가의 의도.
- 기술
  - 통상의 창 <아이젠미티어>: 엘자가 육탄전을 할 때 주로 쓰는 창.
  - 폭발의 창 <익스플로전>: 창에 닿은 것을 폭파시키거나 창날에서 폭염을 내보내는 창.
  - 음속의 창 <실페리온>: 음속의 스피드를 낼 수 있게 해주는 창.
  - 봉인의 창 <룬 세이브>: 물리적인 것은 베지 못하고 바람, 불, 물 등의 베지 못하는 것이나 마법 등을 벨 수 있는 창.
  - 쌍룡의 창 <블루 크림슨>: 화염의 창과 얼음의 창이 세트로 이루어진 쌍창.
  - 진공의 창 <멜 포스>: 강력한 진공파를 발사할 수 있는 창.
  - 중력의 창 <그래비티 코어>: 엄청난 무게와 최강의 물리적 파괴력을 자랑하는 창.
  - 빛의 창 <밀리언 썬즈>: 어둠을 물리치고 태양처럼 환하게 빛나는 창. 단, 엘자는 이 모드를 쓴 적은 없으나 레이브에서의 정보를 토대로 추측해보면 이 모드를 쓸 가능성이 있음.
  - 나찰의 창 <섀크리파>: 악귀가 들린 어둠의 창. 사용자를 오직 싸움이나 살육 말고는 아무것도 생각 못 하게 만든다. 이 모드 역시 쓴 적은 없으나 레이브에서의 정보를 토대로 추측해보면 이 모드를 쓸 가능성이 있음.
  - 성창(聖槍) <레이벨트>: 텐 커맨드 멘츠의 마지막 형태이자 최강의 형태. 에도라스 최강의 대장장이가 만들어 낸 창이며 그 파괴력은 일격에 모든 것을 소멸시킨다고 칭송받는다.

성우 - 오오하라 사야카 / 이지현
슈가보이(Sugar-Boy)에도라스 왕국군 제 4 마전부대 대장.
두갈래 턱과 짧게 깎은 수염, 그리고 느끼하게 생긴 눈빛과 리젠트 머리가 특징.
부드럽게 "음~"하는 말버릇이 있으며 말투도 상당히 능글맞다.
에도라스의 놀이동산에서 용사포의 열쇠를 빼앗아간 루시, 나츠, 그레이와 조우해 전투를 한다.
그레이와의 싸움에서 그레이를 "아이스 보이~"라고 부르면서 처음엔 우세한 모습을 보이지만 열쇠를 두고 벌인 육탄전에서 결국 열쇠까지 통째로 부순 그레이에게 패배한다. 하지만 그레이는 열쇠를 자신이 얼음 조형으로 만들어낼 수 있었다.
- 마법 도구
  - 로사 에스파다(Rosa Espada / 薔薇劍): 슈가보이의 마법 도구, 베거나 닿은 물체를 모두 부드럽고 흐물흐물한 형태로 바꿔버린다. 물리적인 검격도 가능.

성우 - 시모야마 요시미츠 / 이재범
휴즈(Huze)에도라스 왕국군 제 3 마전부대 대장.
한 갈래를 염색한 앞머리와 시계 바늘처럼 생긴 눈썹이 특징.
활발하고 방정맞으면서 호전적인 성격. 늘 말에 "짱이야~!"를 붙이는 버릇이 있다.
에도라스의 마력이 사라지는 것을 두려워하고 있으며, 에도라스에서의 마력의 가치를 모르는 지구의 마도사들에게 강한 반감과 미움을 느낀다.
놀이공원에서 나츠와 전투, 멸룡마법의 잠재적 힘을 개방한 나츠의 불꽃 펀치로 나가떨어진다.
- 마법 도구
  - 커맨드 택트(Commend Tect / 形上指揮棒): 휴즈의 마법 도구, 지정한 모든 물체를 자신이 마음대로 조종할 수 있다. 이 도구를 이용해 놀이공원에서의 전투에서 모든 놀이공원의 물체들을 마음대로 조종하면서 나츠, 그레이, 루시를 당혹케 만들었다.

성우 - 미야시타 에이지 / 이경태
코코(koko)에도라스 왕국의 왕국 막료장 보좌관, 다시 말해 바이로의 심복.
명랑하게 뛰어다니는 것을 좋아한다.
팬서 리리를 친구로 여기고 있으며, 파우스트가 진행하려는 계획이 리리의 목숨을 위협한다는 것을 알아채고는 계획에 필요한 용사포의 열쇠를 훔쳐 달아난다. 파우스트는 마법을 이용해 코코의 다리를 못 쓰게 만들려고 다리에 계속 공격을 가했지만 코코는 죽을 힘을 다해 도망친다.
결국 바이로가 뒤를 쫓지만 바이로는 루시에게 격퇴당하고 후에 익스테리아에 충돌하려는 매그놀리아의 라크리마 운석을 막는 데 일조한다.
성우 - 무라카와 리에 / 김하영

## 기타 악역
에바르 공작루시가 소설작가인 캠 자레온의 책을 소각해달라는 의뢰에서 만난 귀족.
자신이 지배하고 있는 시로츠메 마을의 외진 초호화 저택에서 살고 있다.
미적 감각이 매우 없으며 못생긴 것과 아름다운 것에 대한 견해가 완전히 반대다. 이 엄청나게 마이너한 미적 감각으로 인해 루시만 굴욕을 당했었다.
못생긴 외모만큼이나 성격도 나쁘고 혐오스러우며 위세를 부린다.
마법세계에서도 유명한 마도사 소설작가인 캠 자레온을 학대하고 괴롭혔으며 자신이 잘나게 나오는 소설을 쓰라고 가족을 인질로 잡고 강요했었다. 하지만 결국 그런 삼류 소설을 쓴 캠 자레온은 자신의 작가로서의 명예를 스스로 더럽혔다는 치욕을 입고는 두 번 다시 글을 쓰지 않겠다는 각오로 한쪽 팔을 아예 절단해버린다. 결국 그 책의 진짜 비밀을 아무도 모른 채 에바르 공작의 저택 서재에 잠들어있었다.
그 후 풍영의 안경을 통해 책의 진짜 비밀을 알아낸 루시와의 전투에서 패배하고 그 책은 의뢰인이자 캠 자레온(본명 제쿠아 멜론)의 아들인 카비 멜론에게 넘어간다. 루시는 이 책의 비밀이 바로 아들인 카비에게 전하는 아버지의 사랑의 편지라는 사실을 알려준다.
그 후 평의회에 수감되어 공작 칭호를 박탈당하고 전재산을 탕진하게 된다.
- 마법
  - 다이브(Dive): 말 그대로 어디든지 뛰어들어 뚫어버리면서 통과할 수 있는 마법
  - 성령 마법(星靈 魔法): 바르고를 지니고 있었다.

성우 - 미상 / 최낙윤
아이젠 발트의 길드원
네이키드 머미의 길드원
그리모어 하트의 길드원
이들 역시 전체적으로 엑스트라
다른 길드원들과는 달리 어느정도는 체계적으로 움직이는 듯 하며 전부 다 검고 두터운 망토를 두르고 있는 것이 특징.

### 베로니카 공국(극장판 스페셜 캐릭터)
크림 왕자베로니카 공국의 황태자
에클레아가 가지고 있는 봉황석을 이용해서 영원한 왕이 되려는 야망을 가지고 있다. 자신의 야망을 위해 어둠의 길드, 카벙클에게 의뢰를 부탁해서 에클레아를 납치했다.자신의 즉위식 날에, 에클레아를 제물로 바쳐서 왕이 되려고 한다. 하지만 자신과 똑같은 야망을 품고 있는 디스트에 의해서 망해버린다.
성우 - 미야타 코우키 / 이경태

## 기타 주요인물들
제레프(Zeref)
400백년 전, 악명을 떨쳤다가 봉인된 마법계 역사상 가장 흉악하고 사악한 힘을 지닌 것으로 전해지는 흑마도사.(黑魔導士)
흉악하고 강력한 마법의 힘을 지녔으며, 그 강력한 힘으로 럴러바이나 데리오라 같은 사악한 악마들을 만들어냈으며, 현재 그가 만든 모든 마법이나 도구의 흔적들이라든가 그를 부활시키려는 무리가 나타나려는 조짐이 보일 시 평의회에서도 말살을 시킬 정도로 그가 과거에 저지른 악행은 이루 말할 수 없을 정도.
갑자기 종적을 감췄는데 세간에는 그가 줄곧 봉인되어 있었다고 알려져 있었으며, 제레프를 추종하는 무리들은 '열쇠'라는 것을 통하여 그를 깨우고 그의 힘을 각성시키려는 진정한 부활을 꾀하고 있다. 이후 페어리테일이 S클래스 마도사 승급시험이 한창 중인 천랑섬에 모습을 드러낸다.
겉보기엔 나츠 또래의 평범한 소년의 모습을 하고 있지만 그 무시무시한 마력으로 인해 '생명을 지우는 자'의 힘을 지녔으며, 그에게 접근하기만 했던 동물들이 모두 죽음을 당할 정도로 강력한 사악한 기운을 내뿜고 있다.
그가 천랑섬에 난입하면서 진실이 밝혀지는데, 그는 사실 봉인되지 않고 계속 살아있었다. 제레프의 부활이라느니 열쇠라느니 모두 추종자들의 망집으로 생성된 거짓소문에 불과했던 것.
울티아와의 전투에서 제 실력을 내지 못하고 패배했었는데, 그 이유는 400년 전 전쟁 후 어느 날 생명의 소중함을 깨달기 시작하고, 그 이후로 살생을 그만두게 되었기 때문에 울티아를 죽일 수가 없었고 마법도 옛날만큼의 실력을 내지 못했던 것이다. 또한 생명을 흡수하는 '죽음의 포식'이 시시때때로 발동하기 시작한 것도 생명의 무게를 의식한 그에게 일어나는 일종의 부작용 때문이었다.
하지만 하데스가 제레프의 열쇠를 이용하여 소환한 아크놀로지아를 보고, 그것을 만들기 위해 많은 사람들을 죽였을 하데스에게 분노하여 힘을 각성하고, 그 힘으로 하데스를 죽이게 된다.
나츠를 알고있다. 그런데 나츠와 대면했을 때 눈물을 흘리며 그리운 어조로 "많이 컸구나...보고 싶었어."라고 말을 건 것과 독백으로 나츠가 자신을 막아주길 바랐다고 하는 등 나츠가 이그닐에게 키워지기 이전의 과거 혹은 혈연쪽에 그가 깊게 얽혀 있는게 아닌가 하는 여러모로 심상치 않은 암시들을 남겼다.
천랑섬 편으로부터 7년후, 대마투연무 편 후반에서 사역마를 통해서 페어리테일을 지켜보고 있었다는 게 밝혀지며 '서큐버스 아이'가 등장할 때쯤 이 세계를 부정하면서 자신이 인간들을 일방적으로 섬멸 시킨다고 말하고 메이비스와 대립하게 된다.
- 마법
  - 죽음의 포식: 생명을 빼앗는 마법. 생명을 숭고함을 알면 알수록 사람의 목숨을 빼앗고 생명을 가치가 없다고 생각하면 사람의 목숨을 앗아가지 않는 모순의 마법. 본인이 스스로 억제를 시키고 있지만 너무나도 강력한 힘으로 인해 자꾸 밖으로 삐져나온다. 검은 파동에 닿은 모든 것은 그 생명을 잃고 목숨을 빼앗긴다
  - 이클립스: 과거와 미래를 오갈 수 있는 마법

성우 - 이시다 아키라 / 정재헌

봉황의 무녀 일행(극장판 스페셜 캐릭터)
에클레아
불의 민족의 마지막 생존자. 봉황의 눈물을 먹고 기억을 잃어 400년동안 혼자 살았다. 반쪽 봉황석을 가지고 있다는 이유로 카벙글의 표적이 되고 페어리테일에 신세를 진다.자신의 친구이자 동반자인 말하는 병아리,'모몬'을 데리고 다닌다.
마법이 불행을 불러 온다고 루시에게 말한다.처음에는 마도사까지 싫어하여,페어리테일의 호의에도 타인과 깊게 관련되기를 피하는 듯 시종일관 냉정하게 대했다. 하지만 나중에 아버지가 죽었다는 사실을 알게되고,같은 처지에 있는 루시의 공감과 그녀의 상냥함에 드디어 마음을 열고 친구가 된다.
루시와 대화하던 중 카벙글이 나타나 에클레아를 잡으러 왔지만 저지당하고 카벙클이 페어리테일 길드 건물로 쳐들어와 납치당한다. 나중에 400년 동안의 잃어버린 기억을 다시 되찾게 된다.
엘자가 쏜 파사의 화살에 의해 봉황이 죽으면서 같이 사라진다.
성우 - 엔도 아야 / 김성연
모몬
에클레아와 늘 같이 다니는 병아리. 자신이 에클레아를 보호한다고 생각하지만 정작 보호받고 있다. 원래 죽었었지만, 에클레아의 염원과 봉황석의 힘으로 인해 다시 살아나서 에클레아와 모험을 하게 된다. 봉황의 의식의 제물로 바쳐진 에클레아를 구하려다가 불에 타서 죽게 된다.
성우 - 카나이 미카 / 문유정
미래로그. 체니
- 마법
  - 영룡의 멸룡마법: 용을 죽이기위한 마법.영룡의 스키아드럼에게 배웠다.
  - 백영룡의 멸룡마법: 스팅을 죽이고 얻은 마법
- 기술
  - 영룡의 포효: 영룡의 브레스.거대한 그림자폭풍을 입에서 쏘는 멸룡마법.
  - 영룡의 참격: 손에 그림자를 쥐어 날카롭게 때리는 멸룡마법.
- 모드 백영룡
  - 백영룡의 거친 실: 모드 백영룡모드로 변하고 사용하는 기술.입에서 백영룡의 실을 뽑아네 찢어버리는 멸룡마법.

울. 밀코비치(Ul. Milcovich)
그레이와, 리온에게 얼음 조형 마법을 가르쳐 준 스승이자 울티아의 생모이자 성십대마도에 가까운 사람
자신의 제자 리온과 전국을 떠돌던 중 데리오라의 습격으로 폐허가 된 곳에서 그레이를 구출한 일을 계기로 그를 자신의 제자로 받아들였다. 그러던 중 '브라고'에 출현한 데리오라의 이야기를 전해듣고 부모에 대한 복수심에 무작정 덤벼들었던 그레이를 또 한번 데리오라부터 구해내지만 금단의 마법 아이스드 셸을 사용함으로써 스스로를 희생해 데리오라를 봉인하게 된다.
냉기의 조종을 위해서는 냉기와 하나가 되어야 한다는 방침 아래 제자들에게 눈덮인 산에서 옷을 벗는 수련을 강행하였기 때문에, 그 영향으로 그레이의 시도때도 없는 상의 탈의는 여기서 비롯되었다.
울티아로부터는 마법을 더 중요시한 나머지 아버지한테서 버림받듯이 자신마저 버렸다고 알고 있어 원수처럼 여겨지고 있으나 실제로는 모종의 음모에 의해 기억이 조작되었던 것이며 실제로는 울티아가 태어났을 때 눈물이 흐르는 걸 멈출 수 없을만큼 벅찬 감정을 느껴 자신이 흘린 눈물을 뜻한 '울티아'(Ul-Tear: 울의 눈물)라 지었으며 겉으로 드러내진 않았지만 딸을 가슴에 묻은 이후에도 남몰래 끊임없이 괴로워하며 눈물을 흘리는등, 그 모든 것을 보고 들었던 그레이로 인해 울티아는 어머니가 자신에 대한 애정이 남달랐다는 걸 알게된다.
- 마법
  - 얼음 조형 마법 <아이스 메이크>: 얼음의 형상을 자유자재로 바꾸거나 만들어내는 마법.
- 기술
  - 아이스 메이크 - 로젠 크로네(Rozen Krone / 薔薇王冠): 날카로운 장미넝쿨의 형태를 한 얼음을 조형해 상대에게 무차별 난사하는 기술. 울이 썼던 강력한 기술 중 하나이며 힘도 힘이지만 무엇보다도 얼음 장미의 아름다움이 예술이다. 모전녀전(母傳女傳)이라는 걸 증명이라도 하듯 울티아는 그레이와의 대결에서 이 기술을 발동시켰다.
  - 아이스드 셸(絶代氷結) - 얼음 계열 마법의 최강의 마법이자 금지된 마법, 술사의 생명을 대가로 술사의 신체를 영원히 녹지 않는 봉인의 얼음으로 바꿔 지정한 대상을 영원히 얼음속에 봉인해버리는 금단의 마법이다. 이 기술을 발동함으로써 데리오라를 봉인시켜 버린다.

성우 - 사와시로 미유키 / 윤미나
폴류시카(Polyusika)
마카로프의 지인이자 마법 약 및 치료의 대가. 페어리테일의 약제사 고문을 맡고 있다.
솜씨는 뛰어나지만 인간을 싫어한 탓에 찾아오는 자들에겐 대체로 무뚝뚝하게 대하며 치료만 끝나면 금방 돌려보내는 등 인간에겐 정을 주지 않는다. 그래도 마카로프와는 친구로써의 정이 있는지 어린 엘자의 눈을 치료해주고 또 마카로프 본인의 빼앗겼던 마력을 되찾아주기도 하는 등 따스한 마음씨는 보이고 있다.
7년 간의 공백을 조금이라도 보충하기 위해 방법을 찾으려고 온 나츠, 루시, 그레이, 웬디와 만나는 와중에 웬디는 폴류시카의 목소리가 그랑디네와 똑같다는 사실을 눈치채고 폴류시카에게 질문하는데 폴류시카는 본인이 아니마로 인해 에도라스에서 넘어온 그랑디네라고 밝힌다.
지구의 그랑디네와 만난 적이 있는 듯 하며, 그랑디네가 웬디를 만나면 전해달라고 한 멸룡 오의를 웬디에게 전해준다.
성우 - 츠다 쇼코 / 이명희

### 레기온대(원작엔 존재하지 않는다)
코코
빠르게 달릴 수 있는 신발을 신고 있으며 레기온 부대의 일원이다.
사제도 통과하지 못하는 훈련을 통과했다.
성우 - 무라카와 리에 / 박고운
마리 휴즈
사람을 조종할 수 있는 막대기를 들고 다니며 레기온 부대의 일원이다.
사제도 통과하지 못하는 훈련을 통과했다.
성우 - 미상 / 윤아영
슈가보이
끈적끈적거리면서 상대의 힘을 빼앗을 수 있고 가둘 수 있는 점액을 발사하며 레기온 부대의 일원이다.
사제도 통과하지 못하는 훈련을 통과했다.
성우 - 시모야마 요시미츠 / 이현
바이로
상대의 마법을 없애는 마법을 쓰며 문어를 타고 다닌다. 격투술이 피오레에서 5손가락안에 든다고하지만 길다트와의 싸움에서 패배한다.
사제도 통과하지 못하는 훈련을 통과했다.
성우 - 마츠야모 타카시 / 안효민
단 스트레이트
모든 것의 크기를 변환 할 수 있는 창인 하바라키와 모든 공격을 팅겨내는 방패인 리코셰를 가지고 있으며 레기온 부대의 일원이다.
사제도 통과하지 못하는 훈련을 통과했다.
성우 - 미상 / 김혜성
사무엘
레기온대의 두뇌라 할정도로 머리가 뛰어나며 리리와 마찬가지로 자신의 형태를 잠시동안 크게 바꿀 수 있다. 리리보다는 약하지만 엑시드 치고는 강한 편.
리리한테 형이라고 부른다.
성우 - 미상 / 신경선

### 이클립스&일식성령편
히스이 공주 ( Hiseuyi )
대마투연무 때, 미래에서 온 로그 체니에게 속아서, 이클립스를 해방하게 된다. 하지만, 그것이 거짓말이라는 것을 알고 자기 자신을 매우 원망한다 그래서 자기 자신을 벌하기 위해서 왕 (토마)에게 벌을 내려달라고 하기도 하였다.
일식성령편에서는 성령 오피우쿠스의 말 " 옴니아...마그나...스텔라...렉스 프라에... ( 모든건 왕의 은혜를 위하여 ) "을 해석하는 등 놀라운 성령에 관한 엄청난 지식이 있으며 또한 잊혀진 고대의 초마법 "고트프리트"를 알고 있다.
- 마법
  -  성령 마법(星靈 魔法)
- 기술
  -  고트프리트(Gott fried)

일식성령편에서 유키노,히스이공주,루시의 마력을모아 히스이공주가 사용했던 고대의 초마법. 거대한 비취색 빛을 쏘아올림 아직 능력불명.

## 드래곤(龍 /Dragon)
화룡. 이그닐(火龍 / Fire Dragon. Igneel)
나츠를 키워준 드래곤. 모든 화룡(火龍)들의 왕이다.
붉은 비늘을 지녔으며, 도마뱀과 살짝 비슷하게 생겼다.
나츠를 유년 시절에 키워주고 보살펴주었지만, 777년 7월 7일이 되는 어느 날 나츠의 앞에서 홀연히 자취를 감추었다.
나츠가 강한 마도사가 되려고 하는 이유.
타르타로스와 전투중에 이그닐은 나츠에게 모습을 보인다.이그닐은 나츠 안에 있었다는 게 밝혀지고,아크놀로기아가 이그닐을 키웠다고 했다. 그리고 나서 아크놀로기아와 싸운다.
불꽃을 내뿜을 수 있는 기술이 있다.
성우 - 미상 / 이광수
철룡. 메탈리카나(鐵龍 / Iron Dragon. Metalikana)
가질을 키워준 드래곤
전신이 철로 이루어져 있으며, 머리 부분이 길다랗고 단단한 아머로 둘러싸여져 있다.
가질을 유년 시절에 키워주고 보살펴주었지만, 777년 7월 7일이 되는 어느 날 가질의 앞에서 홀연히 자취를 감추었다.
가질 역시 나츠처럼 마도사가 되어 메탈리카나의 행방을 찾고 있었으며 팬텀 로드에 들어간 것도 메탈리카나를 찾기 위해서였다.
철의 관련된 기술로 공격
천룡. 그란디네(天龍 / Sky Dragon. Grandine)
웬디를 키워준 드래곤
천사의 날개같은 순백의 날개와 부드러운 털로 뒤덮인 몸이 특징이며, 전신에서 새하얗게 반짝이는 빛의 입자가 떨어진다.
웬디를 유년 시절에 키워주고 보살펴주었지만, 777년 7월 7일이 되는 어느 날 웬디의 앞에서 홀연히 자취를 감추었다.
그란디네가 사라진 후 얼마 되지 않아 미스트건과 함께 샤를을 만난 웬디는, 나츠와 가질처럼 자신이 마도사가 되어 그란디네를 찾으리라 다짐하고 근처에 있던 길드 캣 쉘터에 들어간다. 캣 쉘터에서 활동하던 중 오라시온 세이스를 격퇴하기 위해 만들어진 길드 연합군 중 페어리테일에 나츠가 들어온 단 것을 알게 된 웬디는 혹시 나츠가 그란디네에 대해 알고 있지 않을까 하여 작전에 지원했지만 소용이 없었다.
이그닐이나 메탈리카나와는 달리 종종 모습을 보이는데, 이그닐에게 "용왕제(龍王祭)에서 보자."라는 의미심장한 말을 남기고 사라진 것과 에도라스의 그란디네인 폴리유시카와 대화를 나누는 장면이 나왔었다.
바람에 관련된 공격.
성우 - ? / 이명희
흑룡. 아크놀로기아(黑龍 / Dark Dragon. Acnologia)
종말의 용이라 불리는 드래곤
전신이 검은색이며 몸과 날개에 푸른색의 화려한 무늬가 있다.
그리모어 하트는 아크놀로기아를 마력을 가진 마도사라면 모든 마법들을 제약없이 마음대로 사용할 수 있는 이상향의 세계로 알고 있었지만 그것은 모두 거짓이었으며, 아크놀로지아는 바로 이 드래곤을 지칭하는 것.
영봉(零峰) 조니아에서 100년 퀘스트를 진행하던 길다트를 만신창이로 만들었을 정도로 강력한 힘을 지니고 있다.
인간을 벌레보다 못한 것으로 여기고 있으며, 실제로는 고등한 지혜를 가지고 있어 인간과 대화를 할 수 있음에도 불구하고 인간만 보면 그냥 죽여버리는 이상할 정도의 잔혹함을 지니고 있다.
천랑섬 사건이 끝난 후, 제레프의 본의 아닌 부름으로 천랑섬에 날아와 난동을 부리기 시작한다. 페어리테일 길원들 전원이 그를 막기위해 나서지만, 소용이 없었으며 결국, 강력한 브레스로 천랑섬을 완전히 소멸시키고, 섬에 있던 페어리테일 멤버 전원을 행방불명으로 만들어 버렸던 무시무시한 용.
원래는 용을 죽이기 위해 인간들이 만든 초대 드래곤 슬레이어였으나, 용을 많이 죽인 나머지 용의 피와 용의 비늘로 덮혀졌고, 그로 인해 흑룡 아크놀로기아가 되어 버려고 만다.
입에서 푸른색 빔이 나온다.
비취룡. 지르코니스(玉龍 / Jade Dragon. Jirconis)
드래곤의 무덤에서 웬디가 밀키웨이로 소환한 드래곤. 어떠한 사정으로 인하여 죽어버린 용이다. 하지만 미래로그가 이클립스를 이용하여 400년전으로 다시 부활시킨다.'생물의 존엄성을 없애는 마법'을 사용한다고 하지만, 사실상 옷이나 없애는 마법이다. 이후에 웬디+미라젠(+렉서스+뇌신중)이랑 싸우게 된다. 하지만 나츠가 이클립스를 부숴버린 덕분에 자신의 세계로 되돌아가게 된다.
백룡. 바이슬로기아(白龍 / White Dragon. Byslogia)
스팅을 키워준 드래곤.스팅에게 자신을 죽이라고 말한다.
영룡, 스카이 드럼(影龍 / Shadow Dragon. Skydrum)
로그를 키워준 드래곤. 로그에 의해 죽임을 당했다.
모룡, 마더글레어(母龍 / mother dragon. mother glare)
미래로그가 조종하는,이클립스에서 나온 7마리의 드래곤 중 하나. 다른 드래곤들과는 달리 말도 잘 하지 않으며, 미래로그에게 가장 순종적인 드래곤이다.마법은 자신의 새끼들을 마구 만들 수 있는 '카피 증식'이다. 멸룡마도사들이 드래곤들과 싸우는 동안 다른 마도사들은 이 카피들과 싸우게 된다. 하지만 그레이는 쥬비아를 지키고 결국 이 카피들에게 목숨을 잃는다. 미래로그와 함께 나츠와 아틀라스 플레임에게 패배한다. 나츠가 이클립스를 부숴버린 덕분에 자신의 세계로 되돌아가게 된다.
옥염룡, 아틀라스 플레임(獄炎龍 / hellflame dragon. atlas flame)
미래로그가 조종하는, 이클립스에서 나온 7마리의 드래곤 중 하나.온몸이 지옥의 화염으로 불타고 있다. 또한 불의 용답게 다른 드래곤들보다 훨씬 화끈한 성격이며, 실력 또한 강하다. 처음에는 렉서스와의 싸움이 성사되었으나, 나츠의 작전으로 인해 나츠와 맞붙게 된다. 하지만 나츠가 이그닐의 아들이라는 것을 알게 되고 나츠와 함께 미래로그+마더글레어와 싸운다. 온몸이 지옥의 화염이라 그런지 웬만한 공격은 전혀 통하지 않는 듯 하다. 나츠가 이클립스를 부숴버린 덕분에 자신의 세계로 되돌아가게 된다.
대마도연무 편 이후 사라졌으나, 나중에 얼어붙은 마을에서 나츠 일행과 다시 조우하게 된다. 하지만 그땐 이미 죽고 영혼만 남은 후였다. 하지만 자신의 모든 영혼들을 긁어모아 마을에 있는 모든 얼음이 녹고 나츠에게 'E.N.D'란 악마에 대해 말해주고 사라진다.